# The Beatles
The Beatles (im Deutschen auch Die Beatles) war eine aus Liverpool stammende britische Beat-, Rock- und Pop-Band in den 1960er Jahren, bestehend aus John Lennon (1940–1980), Paul McCartney (* 1942), George Harrison (1943–2001) und Ringo Starr (* 1940). Mit mehr als 600 Millionen – nach Schätzungen ihrer Plattenfirma EMI sogar mehr als einer Milliarde – verkauften Tonträgern ist sie die erfolgreichste Band der Musikgeschichte.
Die musikalischen Ursprünge der Gruppe liegen im Rock ’n’ Roll der ausgehenden 1950er Jahre, in den Stilelemente der Liverpooler Beatmusik einflossen. Ihre erste Single Love Me Do erschien 1962. Den weltweiten Durchbruch schafften die Beatles im Jahr 1963 mit der Single I Want to Hold Your Hand. Aufgrund ihres damals neuartigen Musikstils und ihres öffentlichen Auftretens entwickelten sie sich schnell zu einer der populärsten Bands und wurden zu einer starken schöpferischen Kraft der modernen Popkultur.
Den Höhepunkt ihrer Karriere erreichte die Band zwischen 1964 und 1969, als sie zeitweise in fast allen Ländern die Hitparaden anführte. 1970 lösten sich die Beatles aufgrund interner Spannungen auf. Die Musiker verfolgten danach erfolgreich eigene Musikprojekte.
Die meisten Stücke der Band stammen von den Songwriting-Partnern Lennon und McCartney, die ihre Songs laut McCartney meist in etwa drei Stunden geschrieben haben. George Harrison ist 22-mal als Songwriter vertreten, Ringo Starr zweimal. Alle vier Beatles wurden im Oktober 1965 zu Members of the British Empire (MBE), dem untersten Rang des britischen Verdienstordens Order of the British Empire, ernannt. Als Arrangeur wirkte auch der Produzent der Beatles, George Martin, entscheidend beim Entstehen derer Werke mit.

## Geschichte

### Frühe Jahre (1956–1960)
Die späteren „Beatles“ gingen Ende der 1950er Jahre aus einer Reihe von Vorläuferbands um den Liverpooler Schüler John Lennon hervor. Der musikbegeisterte 16-Jährige gründete gegen Ende des Jahres 1956 in Liverpool die Skiffle-Gruppe The Quarrymen, benannt nach der Quarry Bank High School, die er besuchte. Erste Mitglieder dieser Schülerband waren neben Lennon (Gesang/Gitarre) der Gitarrist Eric Griffiths, der Schlagzeuger Colin Hanton, der Banjospieler Rod Davis, der Bassist Len Garry und Pete Shotton am Waschbrett. Die Besetzung der Quarrymen, die bei privaten Feiern und Schulfesten ihre ersten Auftritte absolvierte, wechselte allerdings ständig, was nicht unwesentlich am exzentrisch-launischen Bandleader Lennon lag. Zum Repertoire der Gruppe gehörten Stücke damaliger Musikgrößen wie Buddy Holly, Eddie Cochran und Lonnie Donegan.

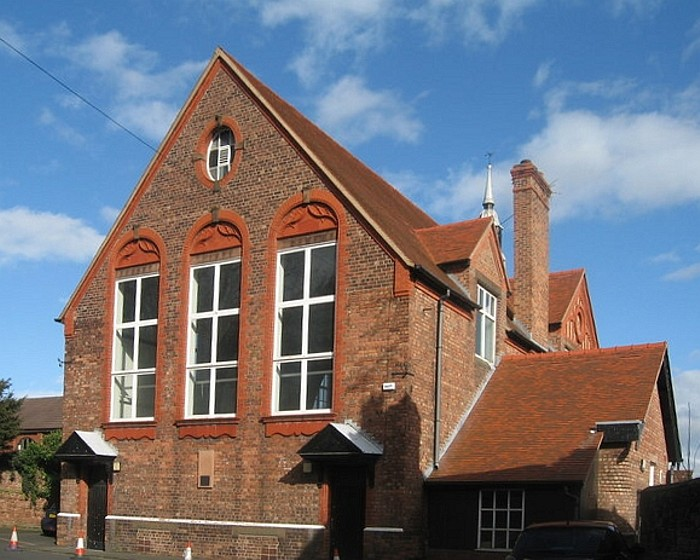
St Peter’s Church Hall: Am 6. Juli 1957 lernten sich John Lennon und Paul McCartney bei einem Gartenfest der Pfarrgemeinde kennen

Am 6. Juli 1957 traten die Quarrymen bei einem Gartenfest der Pfarrgemeinde „St. Peter“ von Liverpool-Woolton auf. Nach dem ersten von zwei Konzerten wurde dem 15-jährigen Paul McCartney von seinem Schulfreund Ivan Vaughan, der mit ihm die Woolton Village Fete besuchte, John Lennon vorgestellt. Lennon war beeindruckt, als McCartney textsicher eine Version des Cochran-Stücks Twenty Flight Rock zum Besten gab. Einige Tage später wurde er in die Gruppe aufgenommen. Der erste gemeinsame Auftritt fand am 18. Oktober 1957 in der Liverpooler New Clubmoor Hall statt.
Die Aufnahme von McCartney bedeutete für Lennon einerseits den Verlust seiner uneingeschränkten Führungsposition, andererseits aber künstlerische Konkurrenz auf Augenhöhe und eine gewinnbringende Quelle der Inspiration. Lennon sagte über McCartney: „Mir schoss es durch den Kopf, dass ich ihn [Paul] nicht aus der Reihe tanzen lassen durfte, wenn ich ihn aufnahm. Aber er war gut, daher war er es wert. Außerdem sah er aus wie Elvis. Er gefiel mir. […] Wäre es gut, ein Mitglied zu haben, das besser war als die anderen? Sollte die Gruppe gestärkt werden oder ich? Anstatt für mich als Einzelnen entschieden wir uns für die stärkere Formation – Gleichberechtigung.“ Im Sommer 1957 begannen Lennon und McCartney mit dem gemeinsamen Schreiben eigener Stücke, zu den ersten gehörten Too Bad About Sorrows und Just Fun. Viele der Songs entstanden im Wohnzimmer des Reihenhauses der McCartney-Familie in der 20 Forthlin Road.

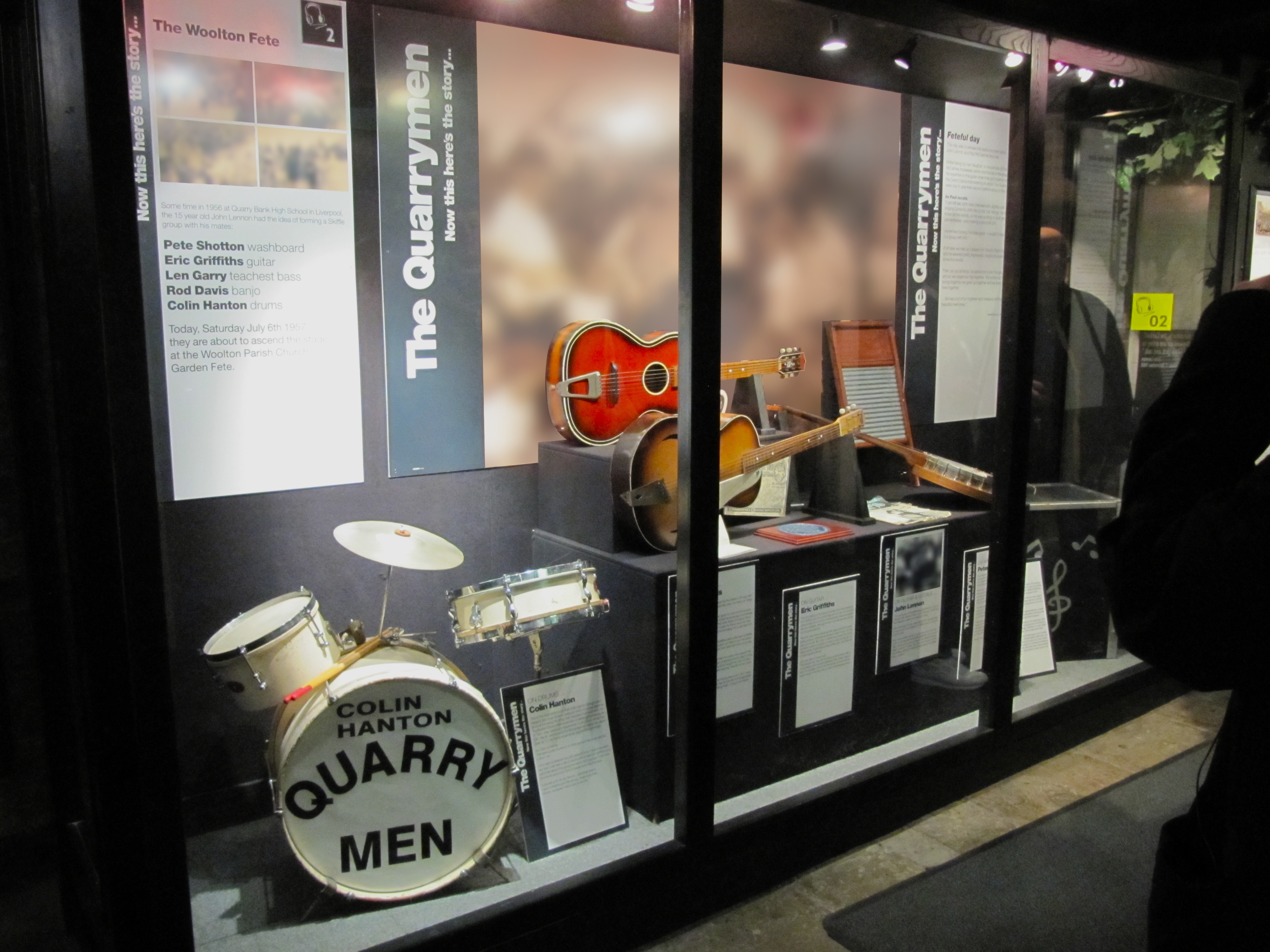
Instrumente von The Quarrymen

Am 6. Februar 1958 besuchte George Harrison, ein 14-jähriger Freund von Paul McCartney, ein Konzert der Quarrymen in der Wilson Hall in Liverpool-Garston. Nachdem er während einer Busfahrt Lennon das Instrumentalstück Raunchy vorgespielt hatte, wurde auch er als Gitarrist in die Gruppe aufgenommen. John Lennon sagte über George Harrison: „Ich entschied mich für ihn, und das waren dann wir drei, und der Rest der Gruppe wurde praktisch rausgeworfen.“
Wegen Harrisons eher zurückhaltenden Charakters und des leichten Altersunterschiedes blieb er bis auf Weiteres im Schatten von Lennon und McCartney, deren Freundschaft noch enger wurde, nachdem Lennons Mutter Julia im Juli 1958 bei einem Autounfall ums Leben gekommen war. McCartneys Mutter war bereits 1956 an Brustkrebs gestorben.
Zwischen Frühling und Sommer 1958 nahmen The Quarrymen, die inzwischen aus Lennon, McCartney, Harrison, dem etwas älteren Colin Hanton und dem Klavierspieler John „Duff“ Lowe, einem Schulfreund McCartneys, bestanden, zu privaten Zwecken die Lieder That’ll Be the Day (eine Buddy-Holly-Komposition) und In Spite of All the Danger (eine McCartney/Harrison-Komposition) im Philipps Sound Recording Service genannten Homerecording-Studio von Percy Phillips in Liverpool auf. Die Songs wurden direkt auf eine Schellackplatte aufgezeichnet. Die Schallplatte mit diesen ersten Aufnahmen der späteren Beatles wurde 1981 von Lowe an Paul McCartney verkauft und 1995 im Rahmen der Anthology erstmals veröffentlicht.
Um sich für einen Auftritt im britischen Fernsehen zu qualifizieren, nahmen die Bandmitglieder John Lennon, Paul McCartney und George Harrison im Oktober 1959 unter ihrem neuen Namen Johnny and the Moondogs an einem Talentwettbewerb des Unternehmers Carroll Levis teil. Nachdem sich die Gruppe für die Endrunde im November 1959 in Manchester hatte qualifizieren können, schien ein Sieg möglich, doch fand das Finale ohne die Moondogs statt, da die Gruppe aus finanziellen Gründen den letzten Zug nach Liverpool nehmen musste.
Im Januar 1960 stieß John Lennons Freund von der Kunstschule (Art College), der angehende Maler Stuart Sutcliffe, als Bassist zu den Moondogs. Der musikalisch unbedarfte Sutcliffe hatte sich auf Lennons Anraten hin vom Erlös eines seiner Gemälde oder (laut Paul McCartney) für 75 Pfund, die er als Gewinner eines Kunstpreises gewonnen hatte, einen halbakustischen Höfner H500/5-Bass, auch „Reeperbahn“-Bass genannt, gekauft. Kurze Zeit später wurde die Gruppe in Anlehnung an die einen doppeldeutigen Bandnamen tragende Buddy-Holly-Band The Crickets (übersetzt sowohl die Insektengruppe „Grillen“ (bzw. „Grashüpfer“) als auch die Pluralform des Spiels Cricket bezeichnend) in The Silver Beetles und im Juli 1960 in The Beatles umbenannt, wobei Beatles eine gedankliche Verbindung des Musikstils Beat und des englischen Wortes für die Insektengruppe „Käfer“ (englisch beetles) herstellt. In einem Artikel, den Lennon für das Liverpooler Musikmagazin Mersey Beat verfasste, erläuterte er ironisch, die Idee sei von einem Mann auf einem brennenden Kuchen gekommen, der ihnen in einer Vision erschienen sei.

“Many people ask what are Beatles? Why Beatles? Ugh, Beatles, how did the name arrive? So we will tell you. It came in a vision – a man appeared on a flaming pie and said unto them ‘From this day on you are Beatles with an «A»’. ‘Thank you, Mister Man’, they said, thanking him.”

„Viele Leute fragen, was sind Beatles? Warum Beatles? Hä? Beatles? Wie seid ihr auf den Namen gekommen? Nun denn, wir werden es Ihnen sagen. Der Name ist in einer Vision gekommen – ein Mann erschien auf einem brennenden Kuchen und sprach zu ihnen: ‚Vom heutigen Tag an seid ihr Beatles, mit einem «A»‘. ‚Vielen Dank, Herr Mann‘, sagten sie und dankten ihm damit.“

Im Mai 1960 begleiteten die Silver Beetles den Sänger Johnny Gentle auf einer Schottland-Tournee, die durch die Vermittlung des Londoner Managers und Konzertveranstalters Larry Parnes zustande gekommen war, der nach Liverpool gekommen war, um sich Bands wie Cass and The Casanovas, Derry and The Seniors und Gerry and the Pacemakers sowie die Silver Beetles anzuhören. Das Vorspiel (mit George Harrison als Leadgitarrist und Lennon und McCartney als Rhythmusgitarristen) erfolgte im Wyvern Social Club (später umbenannt in Blue Angel). Doch der erhoffte Durchbruch entwickelte sich zum Fiasko. Während der einwöchigen Reise als „Long John and the Silver Beetles“ musste sich die noch unbekannte Gruppe mit spärlichem Publikum, Hunger und Erschöpfung auseinandersetzen. Eines der zum Teil verwahrlosten Hotels musste wegen Geldmangels Hals über Kopf verlassen werden. Zudem wurde der damalige Schlagzeuger Tommy Moore bei einem Autounfall verletzt. In Liverpool ermöglichte der Calypso-Sänger und Veranstalter Lord Woodbine den Silver Beetles Auftritte in seinem New Cabaret Artists’ Club. Ab August 1960 verzichtete die Gruppe auf den Zusatz Silver im Namen und nannte sich fortan The Beatles.

### Lehrjahre in Hamburg und Liverpool (1960–1961)
Auf der Suche nach englischen Musikgruppen für seine Hamburger Nachtlokale wandte sich der deutsche Veranstalter Bruno Koschmider im Sommer 1960 an seinen Liverpooler Geschäftspartner Allan Williams. Dieser hatte zeitweise das Management der Beatles übernommen und bot ihnen ein entsprechendes Engagement an. Am 16. August 1960 kamen John Lennon, Paul McCartney, George Harrison und Stuart Sutcliffe sowie der wenige Tage zuvor rekrutierte Schlagzeuger Pete Best in Hamburg an.

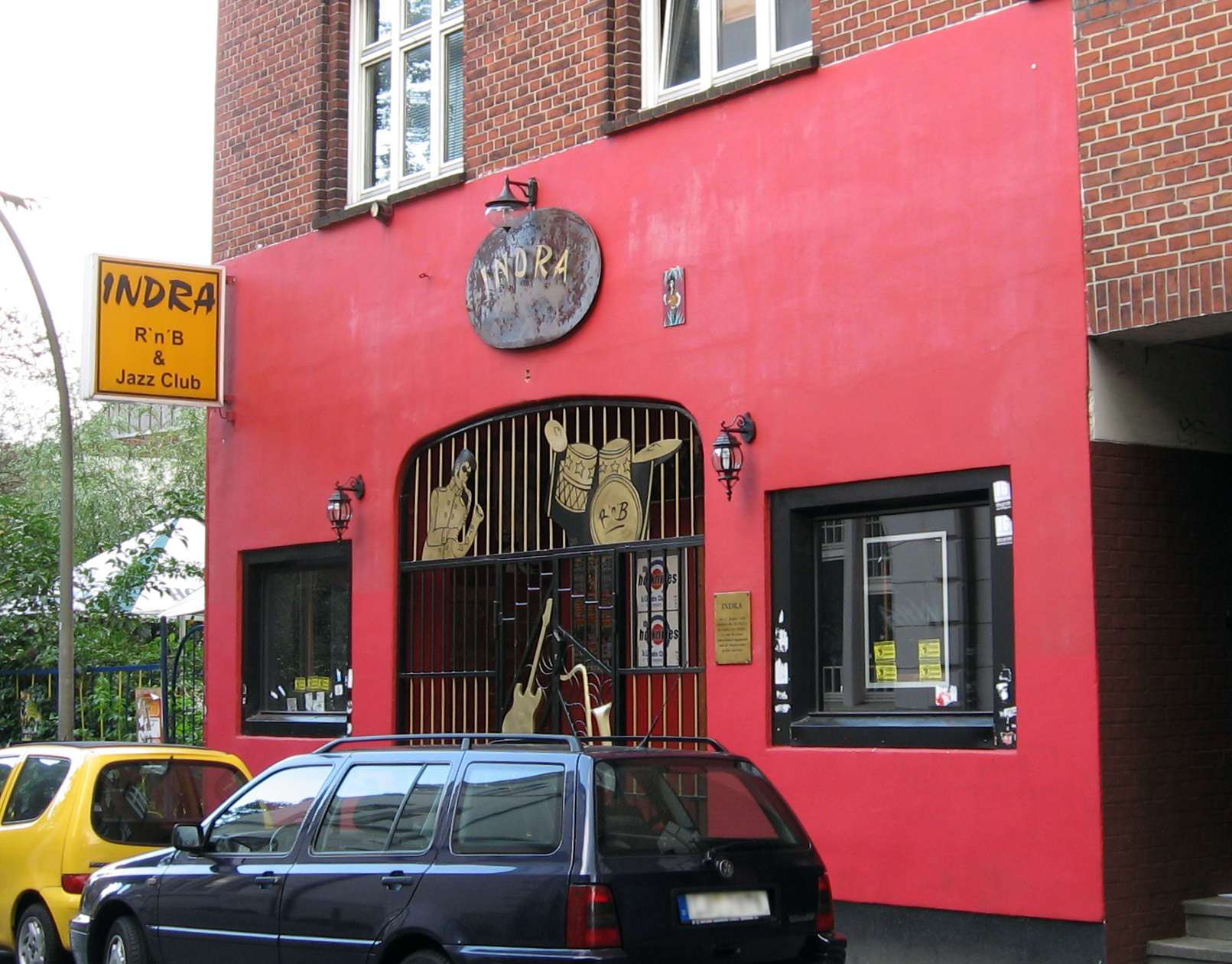
Indra-Club, 2007

Am 17. August 1960 gab die Gruppe im Hamburger Rotlichtviertel St. Pauli ihr erstes Konzert unter dem Namen „The Beatles“. Von nun an spielten sie täglich im „Indra“, einem Stripclub bei der Reeperbahn an der berüchtigten Großen Freiheit. Nach und nach passten sich die Gruppenmitglieder, die in Hamburg ihre ersten sexuellen Erfahrungen machten, dem spannungsgeladenen Umfeld aus Gewalt, Alkohol, Drogen und Sex an. Durch die bis zu neun Stunden dauernden Arbeitstage wurden Repertoire, Spontaneität und Selbstbewusstsein vergrößert. Eine von den Beatles zu Beginn ihrer Karriere konsumierte Droge war das Aufputschmittel Phenmetrazin, welches als Schlankheitspille vermarktet wurde. Sie bekamen die Droge (als „Prellies“ bezeichnet nach dem Verkaufsnamen „Preludin“) oft von dem Hausmädchen, das ihre Wohnung sauber machte, von deutschen Kunden oder von ihrer Freundin Astrid Kirchherr, deren Mutter sie gekauft hatte. McCartney nahm normalerweise eine, aber John Lennon nahm oft vier oder fünf. Hunter Davies behauptete 1968 in seiner Biografie über die Band, dass ihr damaliger Gebrauch solcher Stimulanzien eher eine Reaktion auf ihr Bedürfnis war, wach zu bleiben und weiter zu arbeiten, als einfach nur ein Wunsch nach Kicks. Die Aufforderung des Clubbesitzers, eine „Schau“ zu machen, mündete in wüsten Bühnenauftritten, die das Publikum anlockten und die Band zum angesagtesten Geheimtipp der Großen Freiheit machten.
In Hamburg lernten die Beatles die Fotografen Astrid Kirchherr und Jürgen Vollmer sowie den angehenden Künstler Klaus Voormann kennen, die später den Stil und das Auftreten der Gruppe in Bezug auf Kleidung und Frisuren („Pilzkopf“, engl. moptop) entscheidend prägten. Zudem war Kirchherr, die sich besonders mit dem zurückhaltenden Bassisten Sutcliffe anfreundete, die erste, die die Band im Rahmen professioneller Fotoaufnahmen ablichtete und auch Robert „Bob“ Freemans Stil bei seiner Fotoaufnahme der Beatles auf With The Beatles (1963) und Meet The Beatles (1964) beeinflusste. Der Beatles-Haarschnitt, die sogenannte „Pilzkopf“-Frisur, wurde von dem deutschen Fotografen Jürgen Vollmer kreiert. Er selbst hatte sich diese Frisur geschnitten, lange bevor ihn Astrid Kirchherr und Klaus Voormann kennenlernten. In der Paul-McCartney-Biografie Many years from now von Barry Miles wird McCartney wie folgt zitiert:

“[…] to get back to the haircut. I should know! We saw a guy in Hamburg, whose hair we liked. John and I were hitchhiking to Paris. We asked him to cut our hair like he did his. He was living in Paris. He was sort of an artsy guy, a photographer friend of everyone. His name was Jürgen […]”

„[…] um noch einmal auf den Haarschnitt zurückzukommen. Das sollte ich wissen! Wir haben einen Typen in Hamburg gesehen, dessen Frisur wir mochten. John und ich sind nach Paris getrampt. Wir haben ihn gebeten, uns die Haare genau wie seine zu frisieren. Er lebte in Paris. Er war so eine Art Künstler, ein befreundeter und bei allen beliebter Fotograf, der Jürgen hieß […]“

Auch in einem von John Lennon 1967 gegebenem Interview – zitiert in The Beatles Anthology – heißt es:

“Jürgen had a flattened-down hairstyle with a fringe in the front, which we rather took to. We went over to his place and there and then he cut – hacked would be a better word – our hair into the same style.”

„Jürgen hatte nach unten gekämmte Haare mit Pony, was uns ziemlich gut gefiel. Wir sind zu seiner Wohnung und wurden dort von ihm auf die gleiche Art frisiert – wobei das Wort zerschnippelt wohl passender wäre.“

Vollmer erinnerte sich in einem Interview an das Treffen mit Lennon und McCartney im September 1961:

“They glanced at my hair and said ‘Yes, we want that funny haircut too’.”

„Sie blickten auf meine Frisur und sagten ‚Ja, so einen komischen Haarschnitt möchten wir auch‘.“

Weil der Indra-Club wegen Ruhestörung geschlossen werden musste, zogen die Beatles Anfang Oktober in den Kaiserkeller um. Hier trat auch die ebenfalls aus Liverpool stammende Gruppe Rory Storm & the Hurricanes mit ihrem Schlagzeuger Ringo Starr auf. Am 15. Oktober 1960 vereinigten sich die beiden Gruppen zu einer privaten Aufnahme des Titels Summertime in einem kleinen Studio an der Kirchenallee 57. Im Laufe der Jahre gingen allerdings alle neun gepressten Platten dieser ersten gemeinsamen Produktion von Lennon, McCartney, Harrison und Starr verloren.
Ende November wurden George Harrison, Paul McCartney und Pete Best aus Deutschland ausgewiesen. George Harrison, da er zu diesem Zeitpunkt erst 17 Jahre alt war, die beiden anderen wegen einer angeblichen Brandstiftung. John kehrte im Dezember nach Großbritannien zurück. Nur Stuart Sutcliffe blieb bei seiner Freundin Astrid Kirchherr in Hamburg, wo er am 10. April 1962 im Alter von 21 Jahren an einer Hirnblutung starb. In den folgenden zwei Jahren absolvierten die Beatles noch vier weitere Spielzeiten in der Hansestadt, davon eine im Top Ten Club, wo sie bereits 1961 auftraten, die restlichen im renommierten Star-Club.
Am 27. Dezember 1960 spielten die Beatles ein Konzert in der Liverpooler Litherland Town Hall, bei dem die Gruppe ihren Status als „beste Band der Stadt“ festigte und erste Anzeichen der aufkommenden Popularität zu spüren bekam. Bei diesem Auftritt und drei weiteren wurde Sutcliffe durch den Studenten Chas Newby vertreten. Wenig später übernahm Paul McCartney endgültig die Rolle des Bassisten, und die Beatles wurden zu einer Vier-Mann-Band.

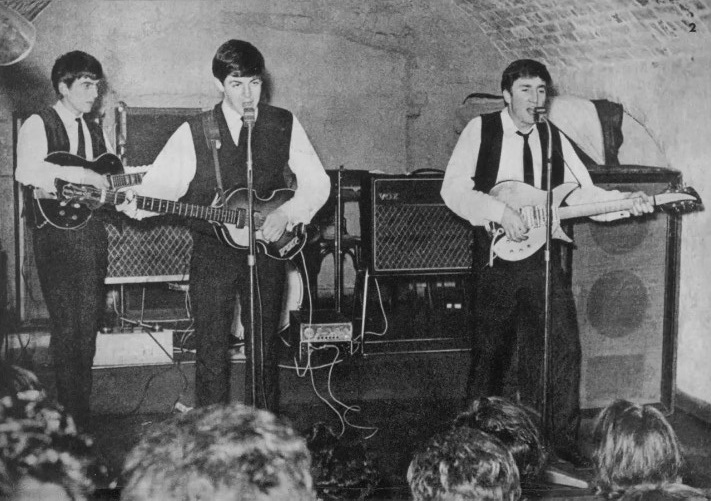
Die Beatles live im Cavern Club in Liverpool

Die nachhaltige Wirkung ihres Konzertes in der Litherland Town Hall ermöglichte den Beatles Auftritte in zahlreichen Clubs von Liverpool und die damit verbundene Steigerung ihres Bekanntheitsgrades. Am 9. Februar 1961 hatten Lennon, McCartney, Harrison und Best ihr Debüt im Cavern Club (die Quarrymen spielten dort erstmals am 7. August 1957), einem rauchig-düsteren Kellerlokal in der Mathew Street, das schnell zum Stammlokal der Gruppe wurde und heute durch 292 nachgewiesene Auftritte einen Kultstatus innehat.

Erste Schallplatte der Beatles als Begleitband von Tony Sheridan unter dem Namen The Beat Brothers, 1961

Während ihres zweiten Deutschlandaufenthaltes begleiteten die Beatles zwischen dem 22. und 23. Juni 1961 den britischen Sänger Tony Sheridan bei einigen Aufnahmen für die Plattenfirma Polydor in der Friedrich-Ebert-Halle in Hamburg-Heimfeld, darunter befanden sich die Stücke My Bonnie, The Saints (When the Saints Go Marching In), Why (Can’t You Love Again), die Harrison/Lennon-Instrumentalkomposition Cry for a Shadow, Nobody’s Child, Ain’t She Sweet und Take Out Some Insurance on Me. Diese ersten professionellen Aufnahmen der Gruppe (später auf den deutschen Veröffentlichungen als The Beat Brothers bezeichnet) wurden von dem deutschen Komponisten und Bandleader Bert Kaempfert produziert. Die gesamten Aufnahmen wurden erst im April 1964 unter dem Albumtitel The Beatles’ First veröffentlicht.
Am 28. Juni 1961 wurde ein Vertrag zwischen John Lennon und dem Musikverleger Alfred Schacht geschlossen, der am 1. Juli 1961 in Kraft trat und zunächst für ein Jahr galt. Auf Bitten von Brian Epstein wurden die Beatles am 25. Mai 1962 aus diesem Vertrag vorzeitig entlassen; am Tag zuvor hatten sie noch mit Tony Sheridan Sweet Georgia Brown und Swanee River eingespielt. My Bonnie wurde am 23. Oktober 1961 in Deutschland veröffentlicht; es wurden hier 100.000 Exemplare verkauft, auch wegen intensiven Airplays bei Radio Luxemburg.

### Brian Epstein und George Martin (1961–1962)
Am 28. Oktober 1961 beauftragte ein Kunde Brian Epstein, den Liverpooler Geschäftsführer des Schallplattenladens NEMS, ein Exemplar der in Deutschland erschienenen Tony Sheridan/Beatles-Single My Bonnie zu beschaffen. Nach weiteren Anfragen recherchierte Epstein den Aufenthaltsort der Gruppe. Am 9. November 1961 besuchte er mit seinem Assistenten Alistair Taylor ein Beatles-Konzert im Cavern Club. Er war beeindruckt von der Ausstrahlung der Bandmitglieder und bot ihnen einige Wochen später an, sie zu managen. Die Übernahme des Managements durch Brian Epstein bedeutete für John Lennon, Paul McCartney, George Harrison und Pete Best, die bisher in Lederkluft und ohne festes Programm aufgetreten waren, weitreichende Stilveränderungen. Epstein bestand auf ordentlichen Anzügen (für die Beatles gefertigt von dem polnischen Schneider Beno Dorn in Birkenhead), einem festen Bühnenprogramm und angemessenem Verhalten auf der Bühne. Am 9. Dezember 1961 gaben die Beatles im Palais Ballroom von Aldershot vor gerade mal 18 Zuschauern ihr Südengland-Debüt.
Brian Epstein ermöglichte den Beatles einen Vorspieltermin bei der Plattenfirma Decca in London, wo die Gruppe am 1. Januar 1962 bei der sogenannten Decca Audition 15 Stücke spielte (darunter: Money, Till There Was You und Besame Mucho). Schließlich entschieden sich die Decca-Geschäftsführer Mike Smith und Dick Rowe aber doch für Brian Poole & The Tremeloes, da nach ihrer Meinung „Gitarrengruppen aus der Mode kommen“ würden.
Im März 1962 wurden die Beatles im Gemeindesaal von Stroud mit Pennys beworfen.
Am 7. März 1962 produzierten die Beatles in Manchester zum ersten Mal Stücke für eine Radiosendung der BBC. Drei Monate später, am 6. Juni 1962, stand ein weiterer Vorspieltermin in den Londoner Abbey Road Studios an, bei dem die Gruppe vor den Parlophone-Produzenten George Martin und Ron Richards auftrat. Lennon, McCartney, Harrison und Best spielten Besame Mucho, Love Me Do, P.S. I Love You und Ask Me Why. Nach dem Vorspielen bot Martin, der eigentlich nach einem Solokünstler mit Begleitgruppe im Stil von Cliff Richard und The Shadows für sein Label gesucht hatte, den Beatles einen Plattenvertrag an.
Mit George Martin als Produzenten und Arrangeur begann 1962 die Karriere im Studio 2 der damaligen EMI Recording Studios. Kurz vor den ersten Plattenaufnahmen entließen die Beatles überraschend den beim Publikum beliebten Schlagzeuger Pete Best und ersetzten ihn durch Ringo Starr, der mit seiner Gruppe Rory Storm & the Hurricanes gerade in Skegness aufgetreten war. Am 12. Oktober 1962 präsentierte NEMS Enterprises die von Bob Wooler produzierte Veranstaltung Little Richard at The Tower im Ballroom von New Brighton, bei der neben Little Richard unter anderem auch die Beatles, Rory Storm & the Hurricanes und Billy Kramer mit The Coasters und The Dakotas mit Pete MacLaine auftraten. Die Gründe für die Trennung von Best wurden nie vollständig geklärt. Der Schlagzeuger war wegen mangelnder Kontaktfreudigkeit wohl eher ein Außenseiter innerhalb der Band, zudem hatte sich George Martin nach den ersten Probeaufnahmen ebenfalls für einen Wechsel ausgesprochen. Das erste gemeinsame Konzert von Lennon, McCartney, Harrison und Starr fand am 18. August 1962 in der Hulme Hall von Birkenhead statt.

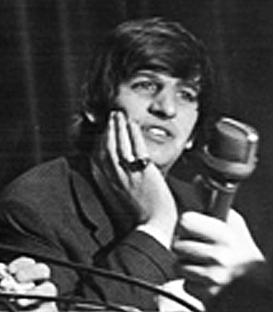
Ringo Starr, 1964

George Harrison sagte über Ringo Starr: „Ich hatte das damals alles angeleiert, ich wollte Ringo unbedingt haben. Ich bequatschte Paul und John, bis sie die Idee schließlich auch gut fanden.“
Am 22. August 1962 wurden die Beatles bei einem Auftritt im Cavern Club von einem Granada-TV-Team gefilmt – der erste Fernsehauftritt der Gruppe. Zu Silvester spielte die Gruppe ihr letztes Konzert im Star-Club in Hamburg. Das Livealbum Live! at the Star-Club in Hamburg, Germany; 1962, das 1977 erschien, wurde während des Hamburg-Aufenthalts im Dezember aufgenommen.

### Der Durchbruch (1962–1964)

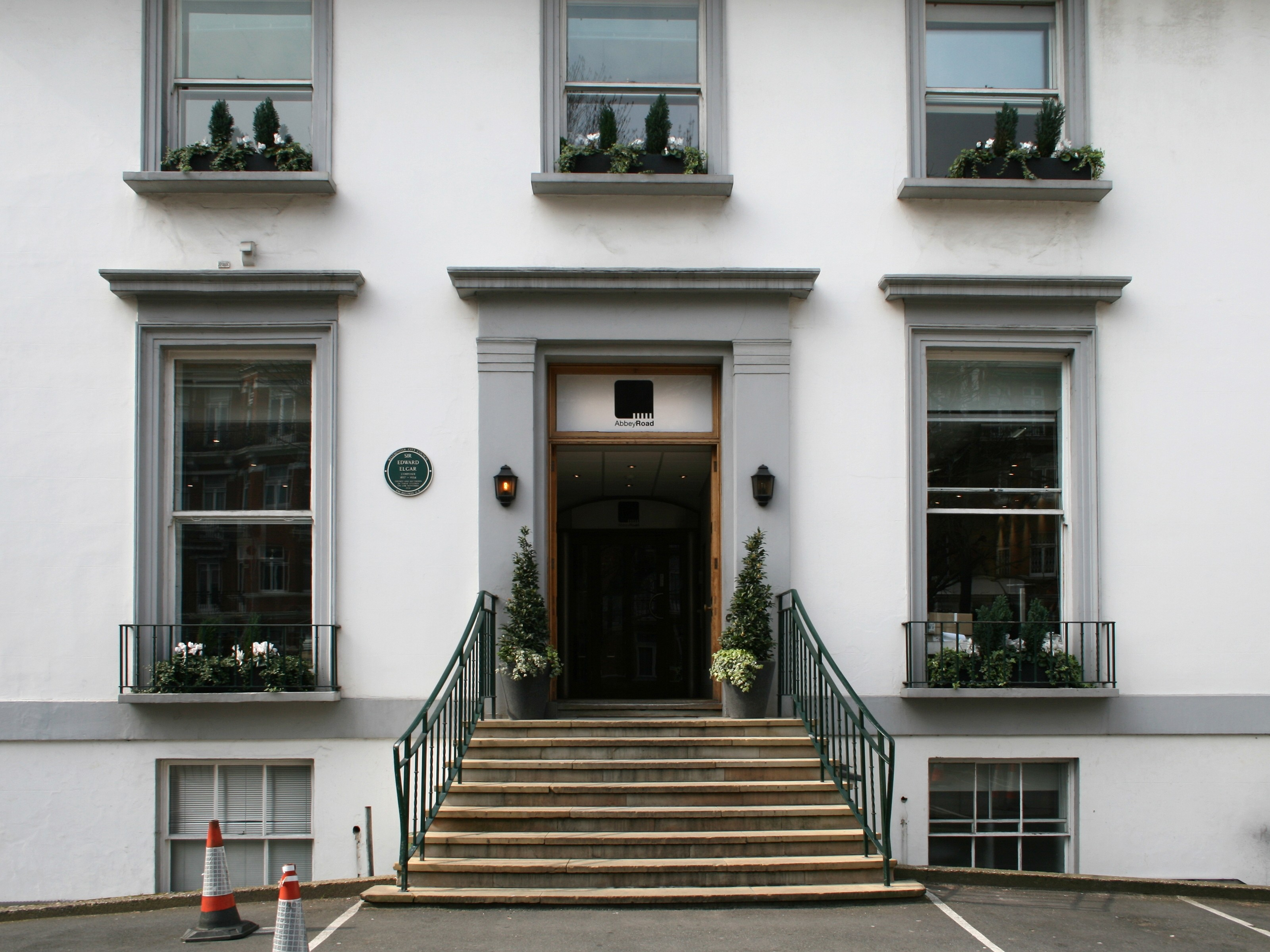
Eingang zu den Abbey Road Studios

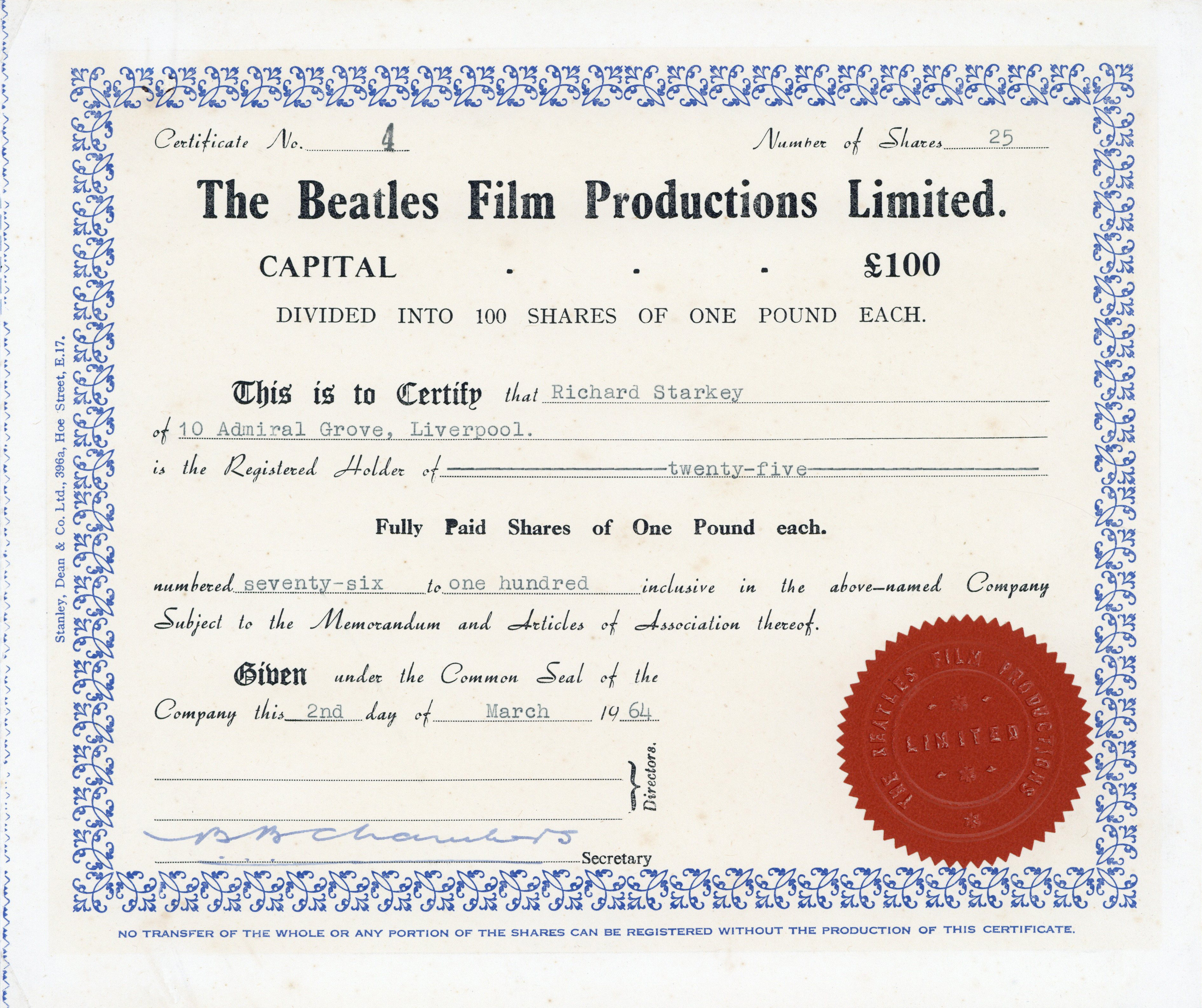
Aktie über 25 Anteile der Beatles Film Production Limited zu je 1 £, ausgegeben am 2. März 1964, eingetragen auf Ringo Starr. Die am 25. Februar 1964 mit Brian Epstein als Geschäftsführer gegründete Gesellschaft wurde am 12. Januar 1968 umbenannt in Apple Film Production Limited.

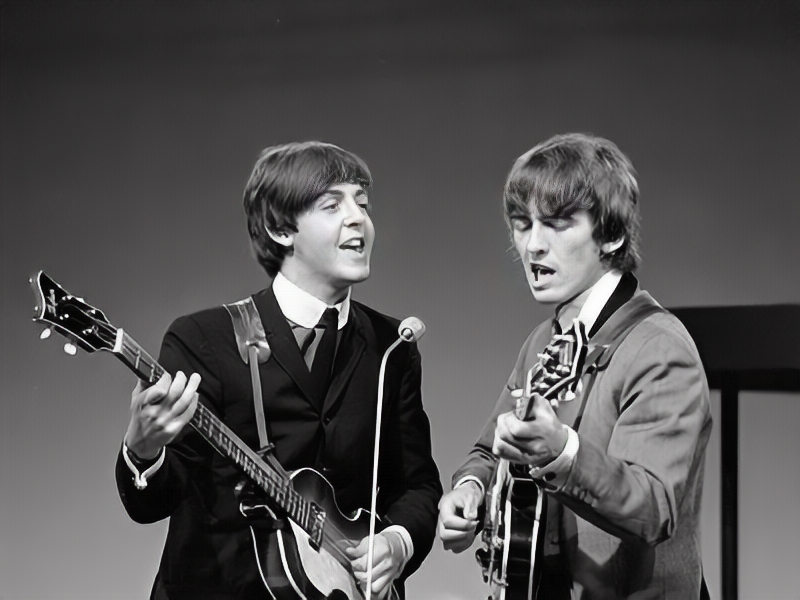
Paul McCartney und George Harrison, 1964

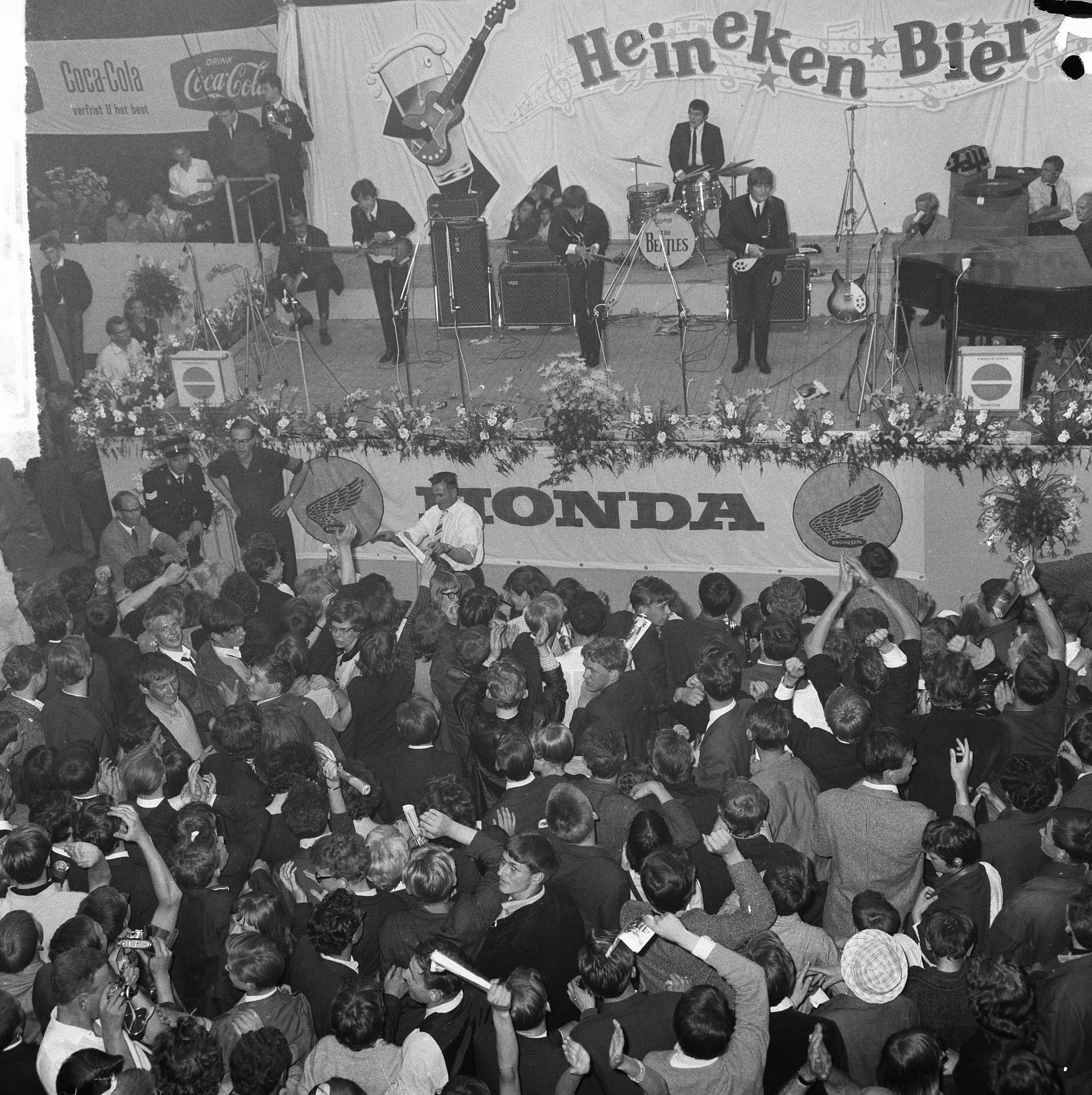
Die Beatles live, 1964 mit Schlagzeuger Jimmie Nicol

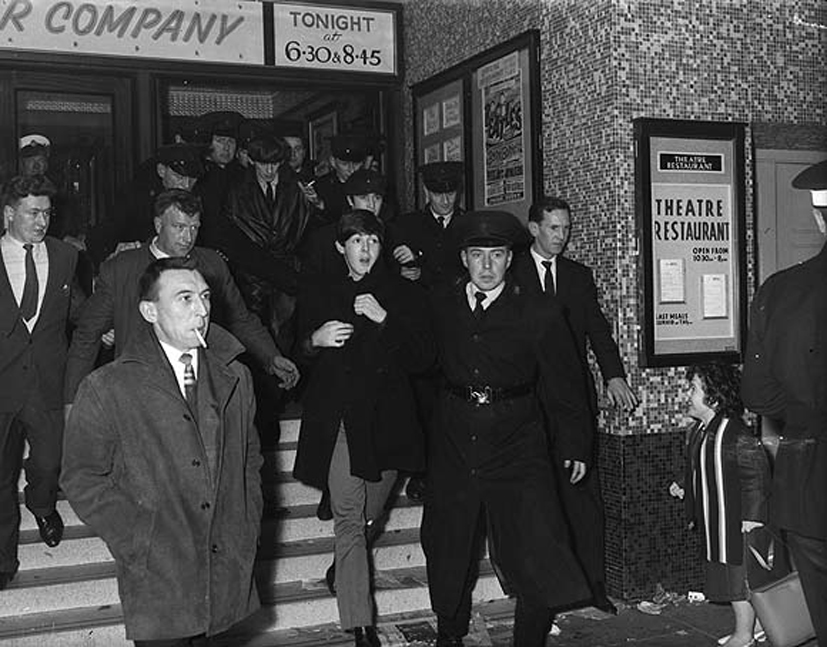
Die Beatles vor dem Kino Ritz Cinema, Fisherwick Place, in Belfast, 8. November 1963

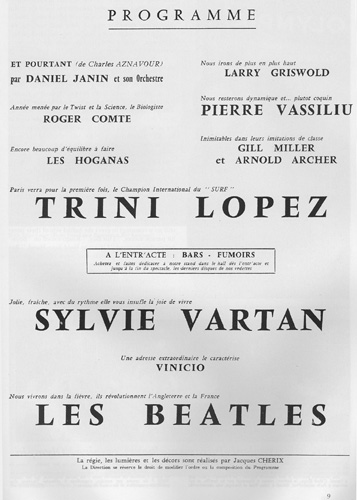
Konzertplakat für Auftritte der Beatles im Olympia-Theater in Paris, 1964

Beatles-Single Komm, gib mir deine Hand, 1964

Am 5. Oktober 1962 erschien mit Love Me Do die erste offizielle Single der Beatles in Großbritannien. Ringo Starr war zunächst bei der Aufnahme von Produzent George Martin durch den erfahrenen Studiomusiker Andy White ersetzt worden, um das Schlagzeug einzuspielen. Letztlich erklärte Martin sich dann aber doch mit Ringo Starr einverstanden.
Love Me Do, eine Eigenkomposition, die John Lennon und Paul McCartney gegen das von Martin favorisierte How Do You Do It durchgesetzt hatten, stieg bis auf Rang 17 der britischen Singlecharts. Die zweite Single Please Please Me wurde am 11. Januar 1963 veröffentlicht und schaffte es bis auf Rang 2 der britischen Charts.
Die Erfolge ihrer ersten Platten und die daraus resultierenden Radio- und Fernsehauftritte ermöglichten den Beatles zunehmend Gastspiele auch außerhalb des Einzugsgebietes Liverpools. Die neuen Roadmanager Neil Aspinall – ein alter Freund von Paul McCartney – und Malcolm „Mal“ Evans, der ehemalige Türsteher des Cavern Club, fuhren die Gruppe mit ihren Instrumenten in einem gebraucht erstandenen Kleinbus zu ihren Auftrittsorten.
Am 2. Februar 1963 starteten die Beatles, gemanagt von der Arthur Howes Agency – die alle Gaumont- und Odeon-Theater sowie andere Kinos unter Vertrag hatte – im Gaumont von Bradford als Vorgruppe der 16-jährigen Sängerin Helen Shapiro ihre erste professionelle Tournee durch Großbritannien. Mit dabei waren auch Dave Allen, Danny Williams und Kenny Lynch. Die zweite Tour zeigte die Band vom 9. März an neben Tommy Roe und Chris Montez. Nach ersten Zuschauerreaktionen wurden die Beatles bereits einen Tag später als Hauptgruppe angekündigt. Es folgten Auftritte bei der Show Swinging Sound in der Londoner Royal Albert Hall (18. April 1963) und vor 10.000 Zuschauern im Rahmen des NME-Poll-Winners-Konzerts im Empire Pool von Wembley (21. April 1963).
Das erste offizielle Beatles-Album Please Please Me erschien am 22. März 1963. Lennon, McCartney, Harrison und Starr hatten die LP am 11. Februar innerhalb von nur zwölf Stunden in den Abbey-Road-Studios aufgenommen und dabei vorwiegend Stücke aus ihrem Live-Repertoire verwendet, darunter I Saw Her Standing There, Do You Want to Know a Secret und Twist and Shout. Please Please Me stieg, wie alle folgenden Beatles-LPs bis 1970 (mit Ausnahme von Yellow Submarine 1969), an die Spitze der britischen Hitlisten.
Die dritte Single From Me to You erschien am 11. April 1963. Die A-Seite war von John Lennon und Paul McCartney im Tourbus komponiert worden. Die Platte erreichte wenig später mit 650.000 verkauften Exemplaren die Spitze der britischen Hitparade und stellte den Beginn einer eindrucksvollen Erfolgsserie dar: Bis zum Februar 1967 eroberten die Beatles mit allen ihren Singles den ersten Platz der britischen Hitlisten.
Das erste Treffen der Beatles mit den noch eher unbekannten Rolling Stones, die kurz vor der Veröffentlichung ihrer ersten Single standen, fand am 14. April 1963 im Crawdaddy Club des Londoner Station-Hotels statt. Später überließen John Lennon und Paul McCartney, die sich mit Mick Jagger und Keith Richards angefreundet hatten, der Gruppe ihre Komposition I Wanna Be Your Man. Der Titel erschien als zweite Single der Rolling Stones und erreichte Platz 12 der britischen Hitparade.
Vom 18. Mai bis zum 9. Juni 1963 absolvierten die Beatles auf dem sogenannten Moss Empires Circuit (Moss Empires verfügte über als Veranstaltungssäle dienende Varieté-Theater in ganz England) ihre dritte England-Tournee, diesmal an der Seite von Roy Orbison und Gerry & the Pacemakers. Auch Orbison trat nach der ersten Show zugunsten der Beatles als Headliner zurück. Während der Tour erhielt die Gruppe mit Pop Go to the Beatles eine eigene, wöchentlich ausgestrahlte Radiosendung bei der BBC. Im Juli und August folgten fünf je einwöchige Gastspiele in Ferienorten (u. a. in Margate, Weston-super-Mare und Bournemouth).
Wegen der Aufnahmen in den Abbey-Road-Studios und den zahlreichen Auftritten in Radiosendungen hatten die Beatles bereits zu Beginn des Jahres ihren Lebensmittelpunkt nach London verlegt, wo sie in einem Apartment in der Green Street 57 in Mayfair wohnten. Besuche in Liverpool wurden wegen des engen Terminplans immer seltener. Am 3. August 1963 spielte die Gruppe vor 274 Zuschauern ihr letztes Konzert im Cavern Club. Im Sommer 1963 zogen die Musiker von Liverpool nach London.
Mit ihrer stetig steigenden Bekanntheit machte der Gruppe die ekstatische und zunehmend außer Kontrolle geratende Verehrung durch weibliche Fans zu schaffen, die nach der Veröffentlichung der nächsten Single She Loves You am 23. August 1963 ungeahnte Ausmaße erreichte. Öffentliche Auftritte gerieten zu Massenveranstaltungen, viele der Konzertsäle konnten sie nur noch mit starkem Polizeischutz erreichen und wieder verlassen. She Loves You avancierte mit 1,6 Millionen verkauften Exemplaren zu einer der meistverkauften britischen Singles.
Der endgültige Durchbruch gelang den Beatles am 13. Oktober 1963 mit einem Auftritt in der populären ATV-Sendung Sunday Night at the London Palladium, den 15 Millionen Menschen sahen. Hunderte von kreischenden Fans verursachten ein Verkehrschaos vor dem Theater. Nach ausgiebigen Fernseh-, Radio- und Presseberichten wurde die Hysterie, genannt „Beatlemania“, zum sieben Jahre grassierenden Selbstläufer. In Anspielung auf ihre Berühmtheit wurden sie nun auch oft „Fab Four“ (berühmte/famose/fabelhafte Vier) genannt.
Ende Oktober 1963 absolvierten die Beatles eine kurze Schweden-Tournee, die Auftritte in Stockholm, Borås und Eskilstuna einschloss, dazu Rundfunk- und Fernsehaufnahmen für die örtliche Presse. Als sie am 31. Oktober wieder in Heathrow landeten, wurde der amerikanische Showmaster Ed Sullivan zufällig Zeuge eines phänomenalen Empfangs. Trotz strömenden Regens warteten tausende kreischende Fans auf die Heimkehrer. Sullivan hatte noch nie von den Beatles gehört, buchte sie aber sofort für seine Show. Am Tag darauf ging die Gruppe erneut auf Großbritannien-Tournee, diesmal von Anfang an als Hauptgruppe. Die teilweise chaotische Tour wurde von starken Polizeikräften begleitet, die den hysterischen Sympathiebekundungen weiblicher Anhänger entgegenwirken sollten. Um den Fans zu entkommen, verkleideten sich die Beatles in Birmingham als Polizisten. In Plymouth gelang die Flucht durch das Kanalsystem der Stadt, während die Polizei auf den Straßen Wasserwerfer einsetzte.
Am 4. November 1963 spielten die Beatles im Rahmen der alljährlichen Royal Variety Performance vor der britischen Königinmutter Elizabeth, Lord Snowdon und Prinzessin Margaret im Londoner Prince of Wales Theatre. Zum Programm gehörten auch Auftritte von Marlene Dietrich und Harry Secombe. Das letzte Stück, Twist and Shout, kündigte John Lennon mit den Worten an:

“For our last number I’d like to ask your help: Would the people in the cheaper seats clap your hands? And the rest of you, if you’ll just rattle your jewellery!”

„Für unser letztes Stück bitte ich Sie um Ihre Mithilfe: Könnten die Leute auf den billigen Plätzen mitklatschen? Und der Rest von Ihnen: Wenn Sie einfach mit den Juwelen rasseln!“

Die Londoner Times kritisierte den Auftritt der Beatles als zu laut für das dezente Umfeld des Abends:

“The Beatles exercise the combination of musical naivety with electronic sophistication which suits their engaging, irreverent cheerfulness and the loudest common chords since the end of Ein Heldenleben.”

„Die Beatles führen eine Kombination aus musikalischer Naivität und elektronischer Raffinesse vor, die zu ihrer fesselnden, respektlosen guten Laune und den lautesten abgedroschenen Akkorden seit dem Schluss von Ein Heldenleben passt.“

Das zweite Beatles-Album With the Beatles erschien am 22. November 1963. Die LP enthielt neben sechs Coverversionen (unter anderem Roll Over Beethoven von Chuck Berry) die Lennon/McCartney-Stücke All My Loving und I Wanna Be Your Man sowie die erste George-Harrison-Komposition Don’t Bother Me. Am 29. November folgte die Single I Want to Hold Your Hand, für die es allein in England eine Million Vorbestellungen gab.
Vom 24. Dezember 1963 bis zum 11. Januar 1964 traten die Beatles im Rahmen einer eigens einstudierten Christmas Show mit Musik und Sketchen im Londoner Finsbury Park Astoria auf. Mit dabei waren unter anderem Cilla Black und Billy J. Kramer & the Dakotas. Anschließend folgte ein dreiwöchiges Gastspiel im Olympia-Theater von Paris, dort allerdings nur als Vorgruppe der damals in Frankreich sehr populären Künstler Trini Lopez und Sylvie Vartan. In den örtlichen Pathé-Marconi-Studios nahmen die Beatles die Stücke Can’t Buy Me Love sowie Komm Gib Mir Deine Hand und Sie Liebt Dich auf, die für eine Veröffentlichung auf dem deutschen Markt gedacht waren.
Im Jahr 1964 traten die Beatles in der in London produzierten Show Ready Steady Go auf.
In dem sechsteiligen Dokumentarfilm McCartney 3,2,1 aus dem Jahre 2021 schildert Paul McCartney dem Musikproduzenten Rick Rubin am Beispiel des Songs All My Loving, auf welche Weise ihm früher beim Komponieren spontan eingegebene Melodieeinfälle in den Sinn kamen: „Wir waren in einem Tourbus und es passierte nicht viel […] Es gab keine Aufnahmegeräte, man musste sie sich merken. Aber man wachte auf und wusste es am Morgen noch […] Wir stellten fest, wir schrieben Lieder, die einprägsam waren. Nicht, weil wir das wollten, sondern weil wir uns erinnern mussten.“

### Amerika und die Welt (1964–1965)

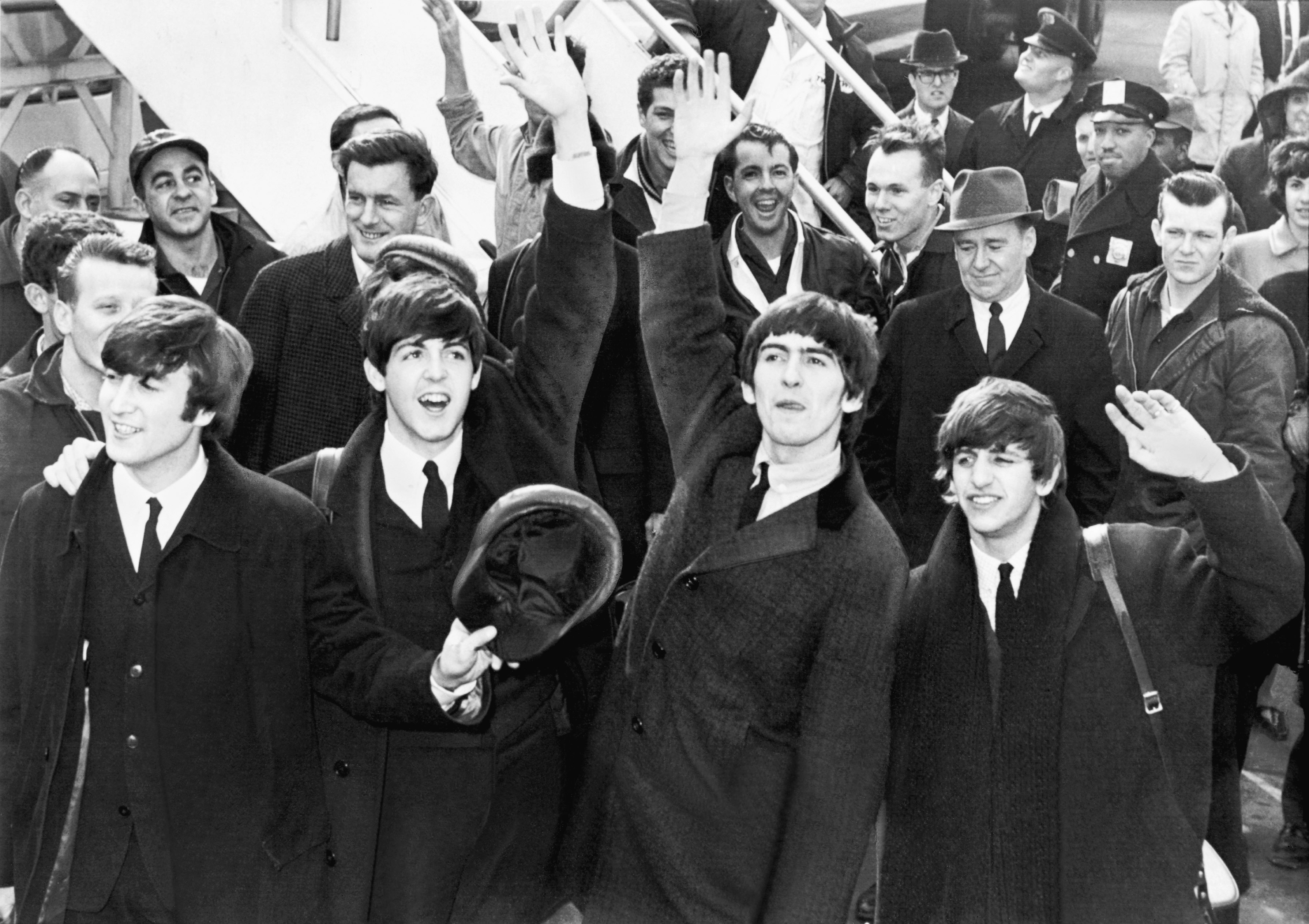
The Beatles auf dem New Yorker Flughafen, 7. Februar 1964

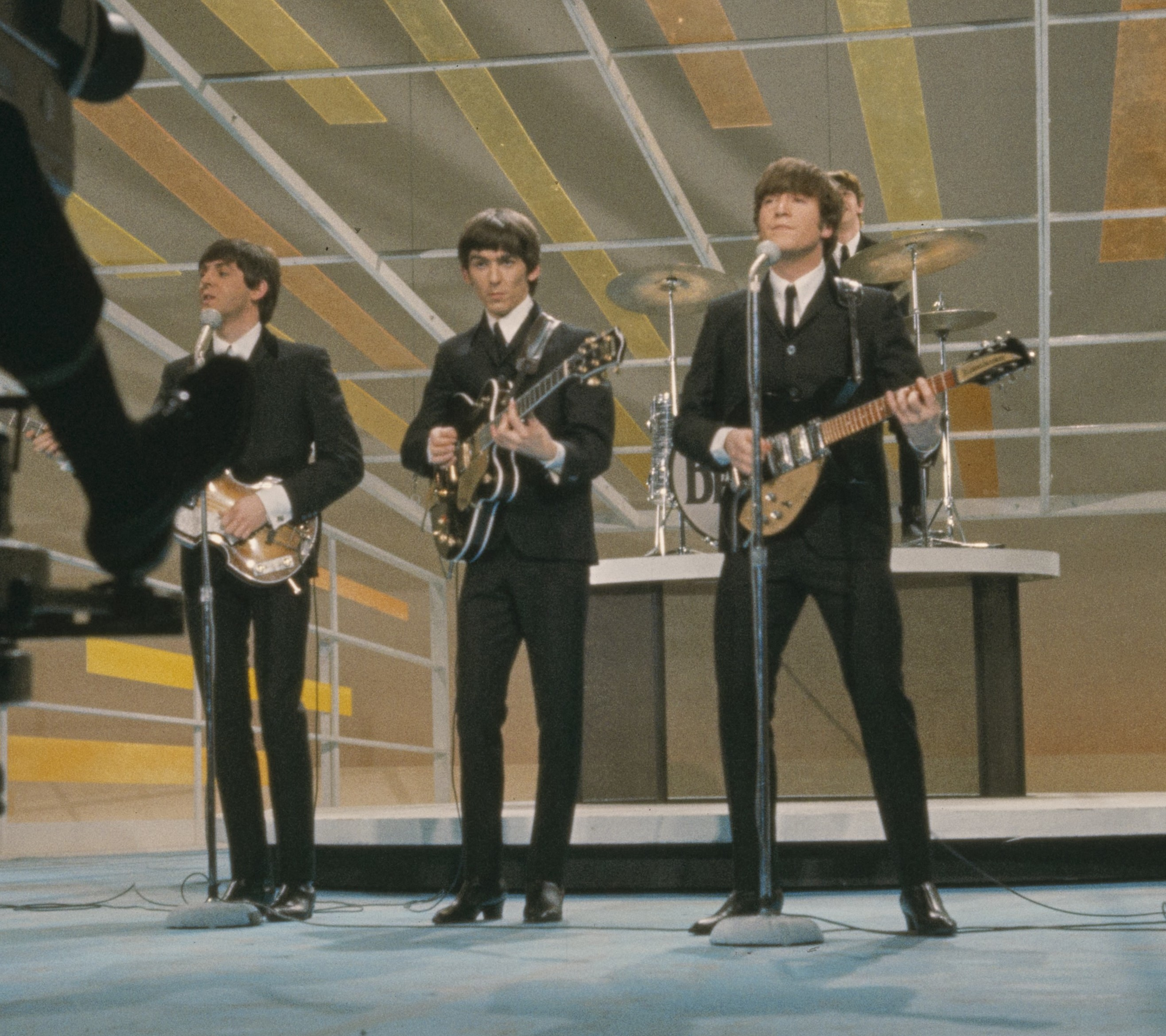
The Beatles in der Ed Sullivan Show, Februar 1964

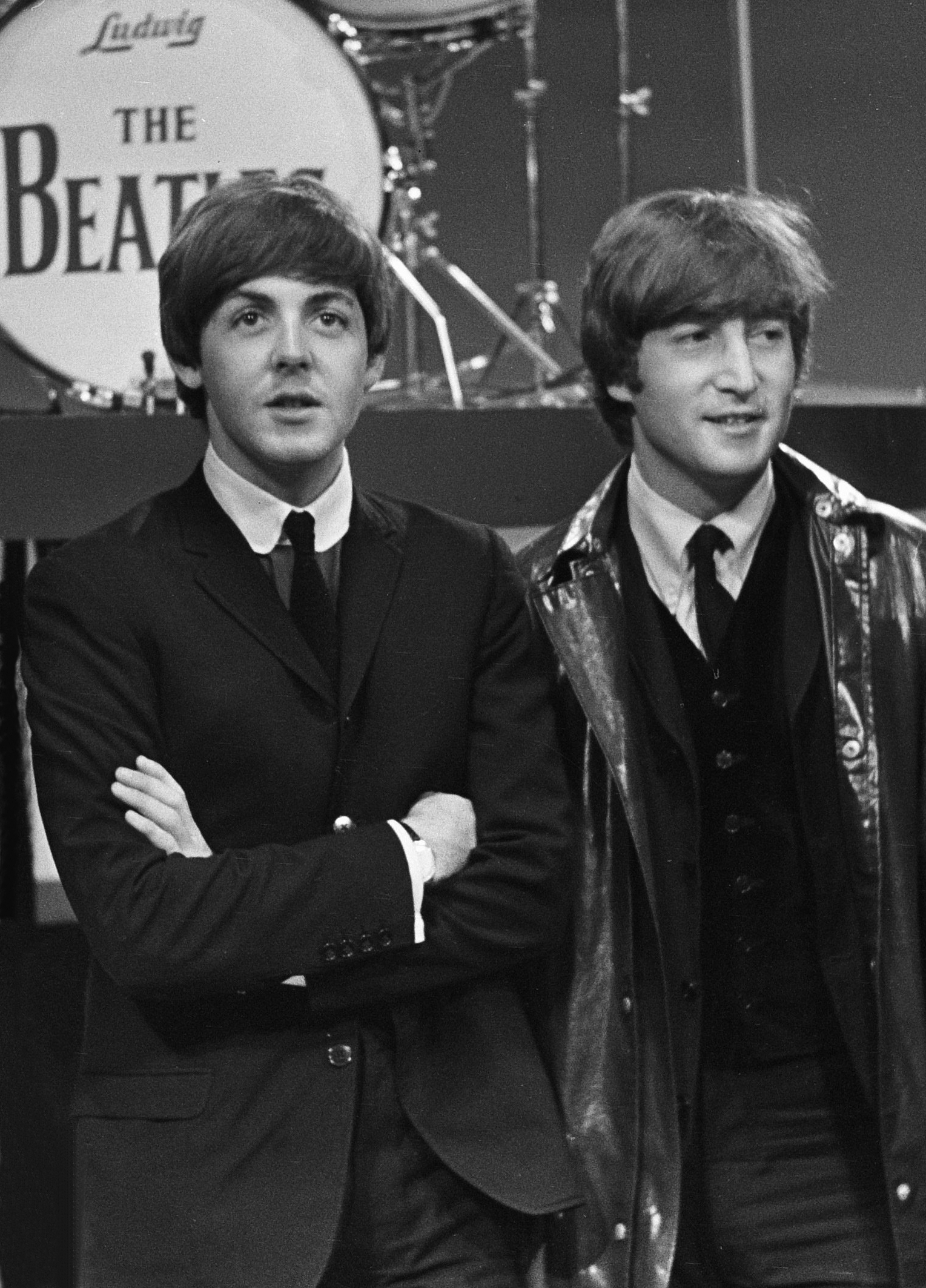
Paul McCartney und John Lennon, 1964

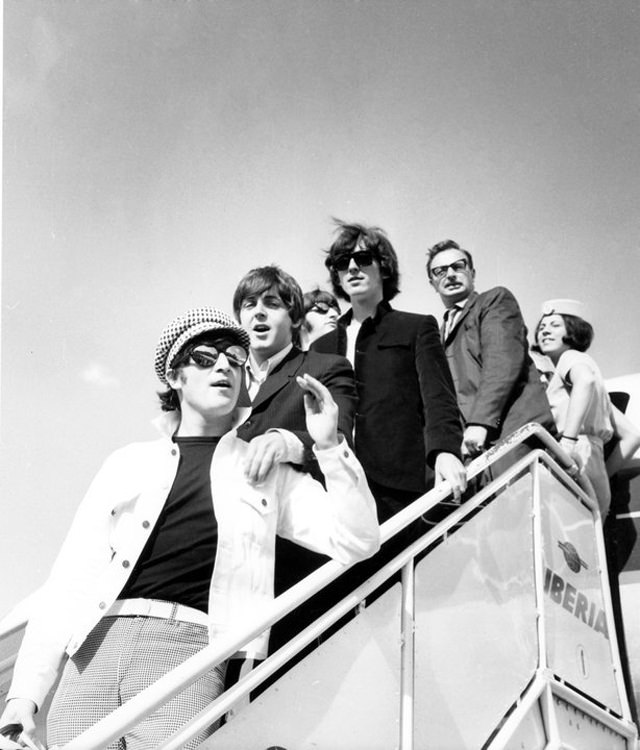
The Beatles auf dem Flughafen Madrid, 1. Juli 1965

Bereits kurz nach den ersten Erfolgen der Beatles hatte ihr Manager Brian Epstein versucht, die Gruppe auch auf dem US-amerikanischen Markt zu etablieren. Britische Musiker hatten es diesbezüglich in den USA traditionell schwer. Das US-Plattenlabel Capitol Records, das eigentlich die US-Vertriebsrechte für EMI wahrnahm, lehnte jedoch zunächst die Veröffentlichung von Beatles-Platten ab. Im Februar 1963 sprang das kleine Label Vee-Jay Records ein, das die Single Please Please Me / Ask Me Why in den USA veröffentlichte. Ende Mai folgte die Single From Me to You / Thank You Girl. Beide Veröffentlichungen konnten sich nicht in den US-amerikanischen Hitparaden platzieren. Die nächste Single – She Loves You / I’ll Get You erschien in den USA im September 1963 auf dem Label Swan Records. Erst im Dezember 1963 war Capitol Records bereit, einen Tonträger der Beatles – die Single I Want to Hold Your Hand / I Saw Her Standing There – in den USA auf den Markt zu bringen. Bereits zuvor wurde I Want to Hold Your Hand von einem Lokalsender in Washington DC auf Wunsch einer jungen Frau gespielt. Capitol, über seine nach England gekommenen Mitarbeiter Voyle Gilmore und Alan Livingston von den Beatles zuvor vier Singles und ein Album pro Jahr fordernd, machte Promotion, Zeitungen schrieben über die seltsame Gruppe aus England, und die Radio-DJs fingen an, die Single zu spielen. Am 16. Januar 1964 erreichte die Gruppenmitglieder in ihrem Pariser Hotelzimmer die Nachricht, dass mit I Want to Hold Your Hand die Eroberung der Spitzenposition in den US-Charts gelungen war. Der Durchbruch der Gruppe auf dem US-amerikanischen Markt war geschafft. Im Jahr 1964 waren 60 Prozent aller in den USA verkauften Singles Beatles-Produktionen. Als Resultat dieses Erfolgs brachte Vee-Jay Records die früheren Tonträger ein weiteres Mal heraus und veröffentlichte im Januar 1964 das Album Introducing… The Beatles. Es kam zu Rechtsstreitigkeiten, die einen systematischen Vertrieb der Beatles-Singles in den USA behinderten. Folge war, dass gleich vier Plattenfirmen Beatles-Platten konkurrierend herausbrachten. Im April 1964 einigten sich Vee-Jay Records und Capitol Records darauf, dass Vee-Jay die 16 Beatles-Stücke, die vom Label bereits veröffentlicht worden waren, bis zum 15. Oktober 1964 weiterhin vertreiben durfte. Anschließend fielen die Veröffentlichungsrechte an die Firma Capitol Records, für die ihre Mitarbeiter Voyle Gilmore und Alan Livingston in England die Beatles und Brian Epstein mit vier Singles und einem Album pro Jahr beauftragt hatten.
Mit einem Nummer-eins-Hit reisten die Beatles zu ihren ersten Auftritten in die USA, unter anderem zweimal in der renommierten Show von Ed Sullivan, der sie bereits Monate zuvor gebucht hatte. Am 7. Februar 1964 landeten die Beatles in einem PanAm-Flugzeug auf dem New Yorker Flughafen, wo (kreischende) 5000 Fans und 200 Journalisten (sowie 100 Polizisten) sie auf dem Rollfeld empfingen. Im Flughafengebäude fand eine große Pressekonferenz statt, die die Gruppe auf humorvolle Art und Weise meisterte:
Frage: “Will you sing something?” („Singen Sie etwas für uns?“)

Lennon: “No, we need money first.” („Nein, nicht ohne vorherige Bezahlung.“)

Frage: “What is the secret of your success?” („Was ist das Geheimnis Ihres Erfolgs?“)

Starr: “We have a press agent.” („Wir haben einen Pressesprecher.“)

Frage: “What do you think of the campaign in Detroit to stamp out the Beatles?” („Was meinen Sie zur Kampagne in Detroit, die Beatles auszulöschen?“)

McCartney: “We have a campaign to stamp out Detroit.” („Wir haben eine Kampagne, um Detroit auszulöschen.“)

Frage: “What do you believe is the reason you are the most popular singing group today?” („Was ist Ihrer Meinung der Grund dafür, dass Sie momentan die populärste Musikgruppe sind?“)

Lennon: “We’ve no idea. If we did we’d get four long-haired boys, put them together, and become their managers.” („Wir haben keine Ahnung. Wenn wir es wüssten, würden wir vier langhaarige Jungs suchen und sie managen.“)

Frage: “What do you do when you’re cooped up in a hotel room between shows?” („Was machen Sie, während Sie zwischen den Auftritten im Hotelzimmer eingepfercht sind?“)

Harrison: “We ice-skate.” („Wir laufen Schlittschuh.“)

Frage: “How did you find America?” („Wie fanden Sie Amerika?“ – diese Formulierung ist im Englischen ebenso doppeldeutig wie im Deutschen)

Lennon: “We went to Greenland and made a left turn.” („Wir sind bei Grönland links abgebogen.“)
Am 9. Februar 1964 traten die Beatles in der populären Ed Sullivan Show auf. Die „Jungs aus Liverpool“ – wie Moderator Sullivan sie vorstellte – spielten fünf Stücke: All My Loving, Till There Was You, She Loves You, I Saw Her Standing There und I Want to Hold Your Hand. 700 Studiobesucher (von 50.000 Bewerbern) und 73,7 Millionen Zuschauer an den Fernsehschirmen verfolgten die Live-Sendung.
Während der Show verlas Sullivan ein Glückwunschtelegramm von Elvis Presley und dessen Manager Tom Parker. Nach Konzerten in Washington und in der New Yorker Carnegie Hall flog die Gruppe nach Miami Beach (Florida), wo während eines Kurzurlaubs ein Treffen mit dem Boxer Cassius Clay stattfand. Nach einem weiteren Auftritt in der Ed Sullivan Show am 16. Februar kehrte man am 22. Februar 1964 nach London zurück.

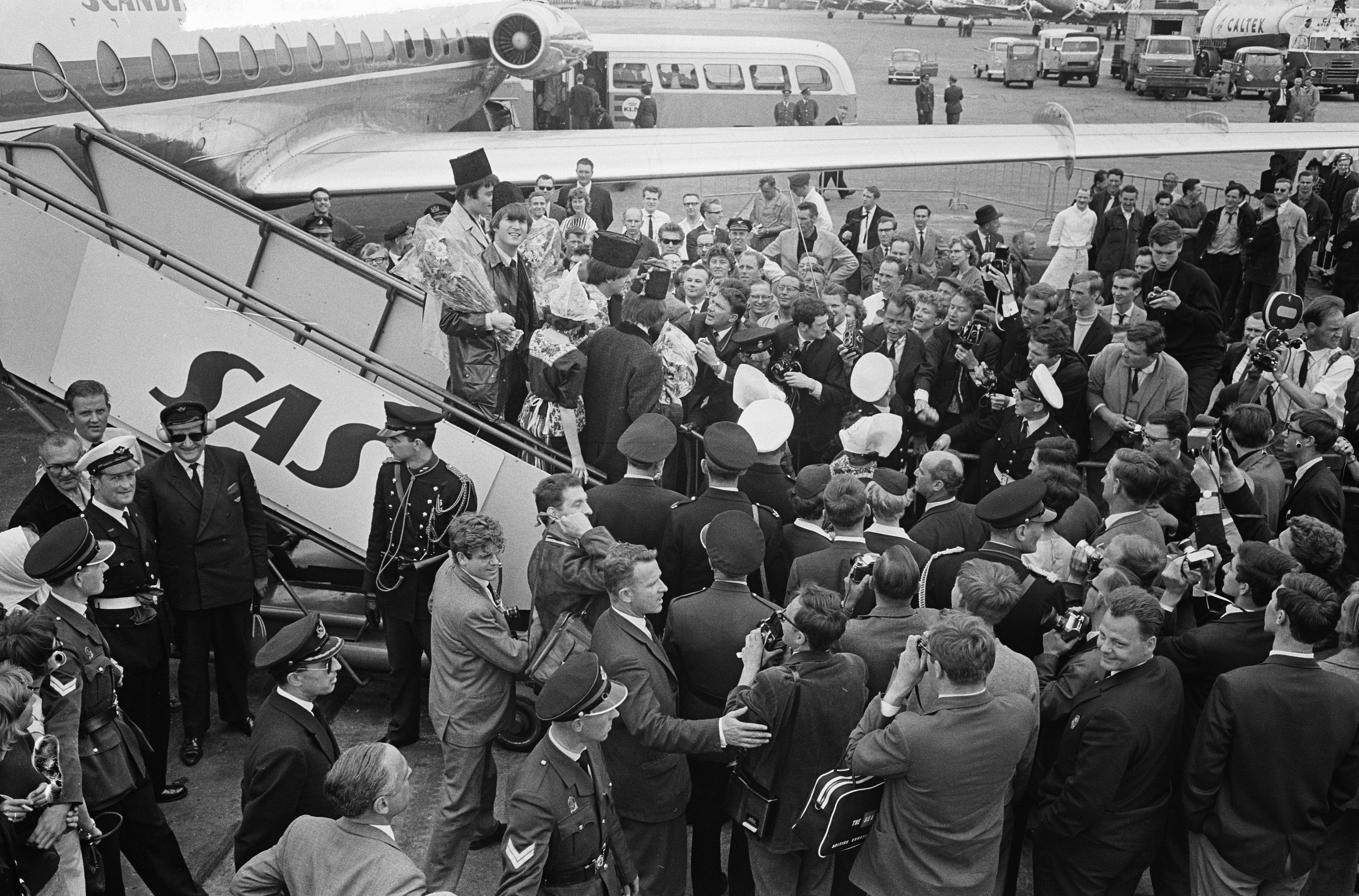
The Beatles mit Jimmie Nicol landen auf dem Schiphol Airport, 1964

Bis heute unerreicht ist die musikalische Dominanz, mit der die Beatles im April 1964 die Hitlisten beherrschten: In den USA besetzten sie am 4. April die ersten fünf Plätze der Single-Hitparade (an der Spitze die am 16. März 1964 mit 1,7 Millionen Vorbestellungen veröffentlichte Single Can’t Buy Me Love), in Australien waren es sogar die ersten sechs Ränge. Zudem war die Gruppe mit sieben weiteren Stücken in den US-Top 100. In den USA wurden von Capitol Records zwischen 1964 und 1966 eigenständige Studioalben zusammengestellt, die mit den britischen Originalalben nicht identisch sind – beginnend mit Meet the Beatles!, das am 20. Januar 1964 erschien. In den USA gab es darüber hinaus weitere Singleveröffentlichungen, ähnlich verhielt es sich auch in Deutschland.
Wegen des anhaltenden Erfolgs wurde den Beatles geraten, sich auch im Filmgeschäft zu versuchen. Am 2. März 1964 begannen auf dem Londoner Marylebone-Bahnhof unter der Regie von Richard Lester die Dreharbeiten für die Musikkomödie Yeah! Yeah! Yeah! (Originaltitel: A Hard Day’s Night). Das Titelstück A Hard Day’s Night komponierte John Lennon nach einer von Ringo Starr erfundenen Redewendung: Jener ging nach einem langen Arbeitstag aus dem Aufnahmestudio und wollte sagen „It’s been a hard day“, doch noch während er es sagte, bemerkte er, dass es bereits dunkel war und fügte in seiner typischen Art ein „’s night“ an. Der Schwarzweißfilm feierte am 6. Juli 1964 in London Weltpremiere und wurde zu einem Kassenschlager. Am 10. Juli erschienen das dazugehörige Soundtrack-Album, das erstmals nur Kompositionen von Lennon/McCartney enthielt – wie Things We Said Today, I Should Have Known Better, And I Love Her und If I Fell – sowie die Single A Hard Day’s Night.

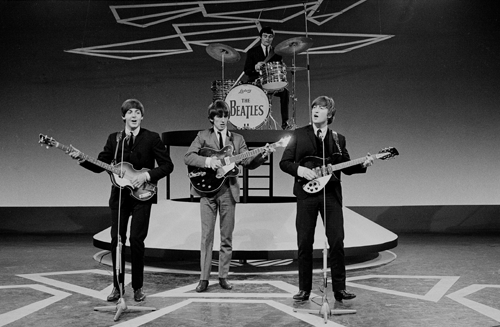
Paul McCartney, George Harrison, Schlagzeuger Jimmie Nicol und John Lennon, 1964

Nach einem knapp einmonatigen Urlaub gingen die Beatles ab dem 4. Juni 1964 erstmals auf Welttournee. Da Ringo Starr an einer schweren Mandelentzündung litt, wurde er bei den Auftritten in Europa und Hongkong durch den Session-Schlagzeuger Jimmie Nicol ersetzt. Erst in Sydney stieß Starr wieder dazu. In Adelaide wurde die Gruppe von 300.000 Fans in der Innenstadt empfangen – der größten Menschenmenge, die sich bis dato in Australien versammelt hatte.
Am 10. Juli 1964 kehrten die Beatles für die Nordengland-Filmpremiere von A Hard Day’s Night nach Liverpool zurück, wo sie von 203.000 Menschen an den Straßen begrüßt wurden. Zum Ende des Monats war die Gruppe erneut in Schweden zu Gast.
Vom 19. August bis 20. September 1964 absolvierten die Beatles ihre erste große US-Tournee, die einem Triumphzug glich. Die Beatles weigerten sich, in Stadien aufzutreten, wo die Rassentrennung praktiziert wurde, sodass diese für die Konzerte aufgehoben wurde. Neben Auftritten in San Francisco, Kansas City, Dallas und New Orleans spielte die Gruppe am 23. August in der Hollywood Bowl von Los Angeles. Aufnahmen des Konzerts wurden teilweise 1977 auf dem Album The Beatles at the Hollywood Bowl veröffentlicht. Am 28. August 1964 besuchte Bob Dylan die Band in ihrer Hotel-Suite in New York und führte sie in das Rauchen der den Horizont der Beatles erweiternden Droge Marihuana ein. John Lennon über Bob Dylan: „Als ich Dylan kennenlernte, war ich völlig sprachlos. […] Anstatt mich in eine Situation hineinzuversetzen, versuchte ich meine persönlichen Gefühle auszudrücken, was ich in meinen Büchern getan habe. Ich glaube, dabei hat mir Dylan viel geholfen – nicht mit Diskussionen oder Ähnlichem, sondern indem ich mir seine Stücke anhörte.“

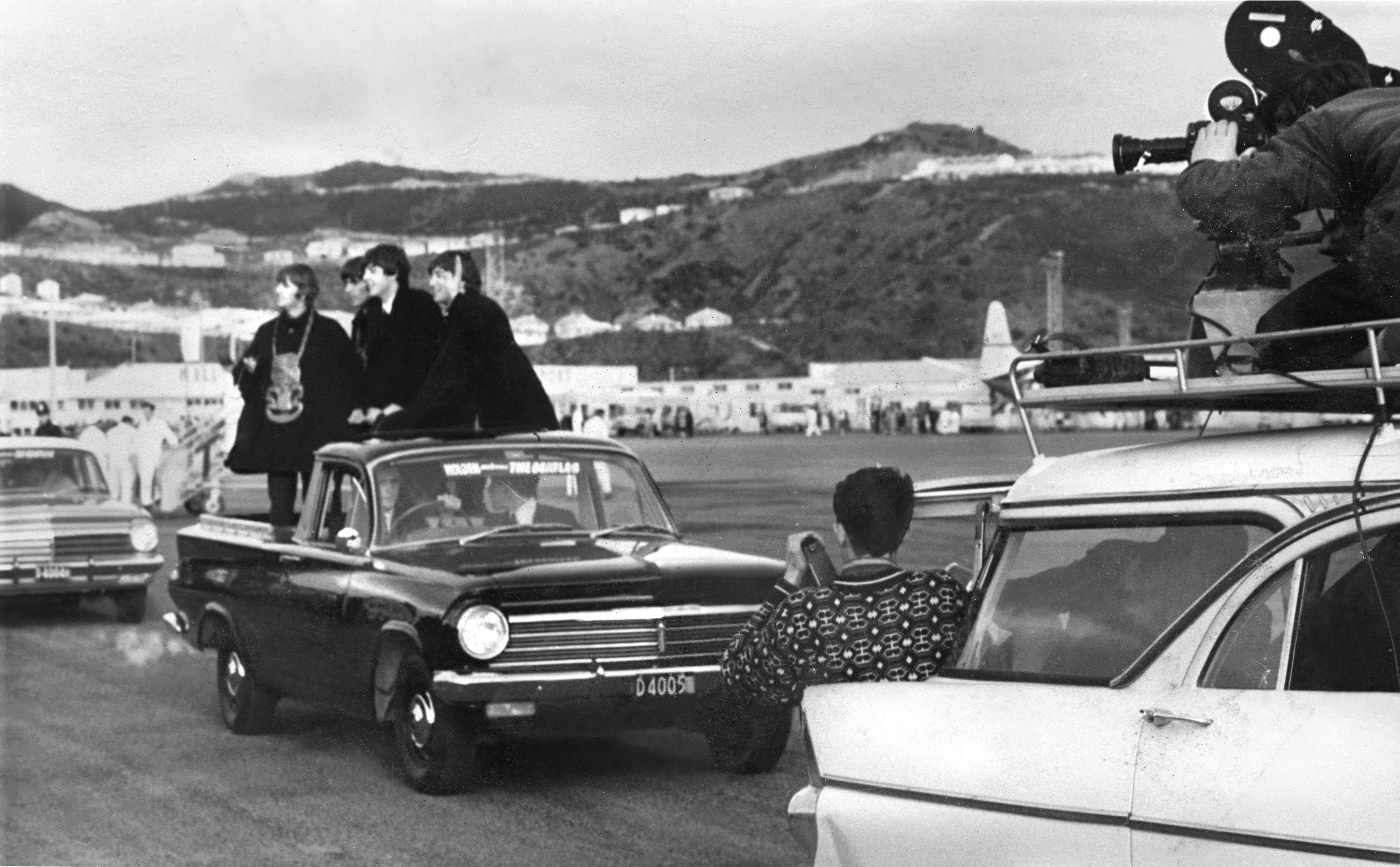
The Beatles auf dem Flughafen Wellington, Neuseeland, 21. Juni 1964

Nur drei Wochen nach ihrer Rückkehr starteten die Beatles am 9. Oktober 1964 eine weitere, einmonatige Großbritannien-Tournee. Am 23. November wurde die Single I Feel Fine veröffentlicht. Das Album Beatles for Sale erschien am 4. Dezember 1964 und offenbarte nach Meinung von Kritikern erste Ermüdungserscheinungen. Nur 8 von 14 Stücken waren Eigenkompositionen, darunter Eight Days a Week, Baby’s in Black und I’m a Loser. Tatsächlich hatten die vielen Konzerte und anderen Verpflichtungen den vieren kaum Zeit gelassen, neue Songs zu schreiben, was der Grund für die sechs Coverversionen auf dem Album war. Das Jahr endete mit der zweiten Auflage der Beatles Christmas Show im Londoner Hammersmith Odeon, die 39 Auftritte in drei Wochen beinhaltete.
Am 23. Februar 1965 begannen auf den Bahamas die Dreharbeiten für den zweiten Beatles-Film Hi-Hi-Hilfe!, diesmal in Farbe. Regisseur war erneut Richard Lester, zu den Nebendarstellern gehören Victor Spinetti und Eleanor Bron. Weitere Aufnahmen entstanden in Obertauern, London und auf dem Salisbury Plain in der Nähe von Stonehenge. Die Slapstick-Komödie feierte am 29. Juli 1965 im Beisein von Prinzessin Margaret in London Weltpremiere. Die Single Help! erschien am 19. Juli, das gleichnamige Soundtrack-Album (u. a. mit You’ve Got to Hide Your Love Away, Another Girl und You’re Going to Lose That Girl) am 6. August 1965.
Die neunte Beatles-Single Ticket to Ride war bereits am 6. April 1965 veröffentlicht worden. Zwei Monate später, am 14. Juni, produzierte die Gruppe in den Abbey Road Studios mit Yesterday eines ihrer bekanntesten Stücke. Paul McCartney hatte die Ballade mit dem Arbeitstitel Scrambled Eggs („Rührei“) nach einer Melodie geschrieben, die ihm beim Aufwachen im Elternhaus seiner Freundin Jane Asher eingefallen war. Das als McCartney-Solo und erstes Solostück der Beatles aufgenommene und mit Streichern unterlegte Lied wurde in Großbritannien nur im Rahmen der Help!-LP und auf einer EP veröffentlicht. Es gehört heute zu den berühmtesten Pop-Stücken der Musikgeschichte.
Vom 20. Juni bis zum 3. Juli 1965 absolvierten die Beatles eine zweiwöchige Europatournee. Nur einen Monat später ging es erneut in die Vereinigten Staaten. Am 15. August 1965 spielte die Gruppe im ausverkauften New Yorker Shea Stadium vor 55.600 Zuschauern (darunter Mick Jagger, Keith Richards, Barbara Bach und Linda Eastman) den größten Live-Auftritt ihrer Karriere. Es war das erste Mal, dass eine Popgruppe in einem offenen Stadion auftrat, und die bis dahin größte zahlende Zuschauermenge bei einem Konzert. Der Lärmpegel des „orkanartigen“ Kreischens der überwiegend weiblichen Fans war während der 30-minütigen Show so hoch, dass trotz 40.000-Watt-Verstärkeranlagen weder die Zuschauer noch die Beatles, die keine Monitorboxen verwendeten, die Musik gut hören konnten. Das Konzert wurde filmisch mit The Beatles at Shea Stadium (1966) dokumentiert.

The Beatles mit dem MBE-Orden

Nachdem sich die Musiker während der Tournee bereits mit Stars wie Bob Dylan, Del Shannon, Joan Baez, Peter Fonda und Peter, Paul and Mary getroffen hatten, fand am 27. August 1965 das langerwartete Treffen mit ihrem Idol Elvis Presley in dessen Haus in Bel Air statt. Man unterhielt sich und ging schließlich zu einer Jam-Session über. Angeblich wurde dabei eine Coverversion von You’re My World auf Band mitgeschnitten.
Am 12. Juni 1965 gab das britische Königshaus bekannt, dass die vier Beatles wegen ihrer Verdienste um die britische Exportindustrie von Königin Elisabeth II. mit dem MBE-Orden ausgezeichnet werden würden. Die Ehrung fand am 26. Oktober 1965 im Londoner Buckingham Palace statt. 4000 Fans und viele Journalisten harrten vor dem Palast aus. Die Hysterie um die Ordensverleihung blieb allerdings nicht ohne Folgen: Vornehmlich Militärs (einige Veteranen) waren es, die ihre jahrzehntelange Pflichterfüllung im Dienste der Krone durch die Verleihung desselben Ordens an eine Popgruppe herabgesetzt sahen und daraufhin ihre MBE-Orden zurückgaben. Harrison und McCartney trugen ihre Orden 1967 an ihren Sgt.-Pepper-Kostümen.

### Neue Klänge und das Ende der Tourneen (1965–1967)
Am 3. Dezember 1965 veröffentlichten die Beatles die Doppel-A-Seiten-Single We Can Work It Out / Day Tripper und das Album Rubber Soul. Die Stücke der LP, unter anderem Drive My Car, Nowhere Man, Girl und In My Life, lassen erste Anzeichen eines musikalischen Reifungsprozesses erkennen. Bei Norwegian Wood (This Bird Has Flown) spielte Harrison auf eine Bitte John Lennons hin auf einer Sitar, einem indischen Saiteninstrument, das er während der Dreharbeiten zu Help! kennengelernt hatte. Paul McCartney steuerte mit Michelle eine englisch-französische Ballade bei. George Harrison sagte abschließend über das Album: „Rubber Soul war mein Lieblingsalbum, selbst damals. Ich glaube, es war das Beste, was wir gemacht haben, und wir wussten gleich mit Sicherheit, dass wir ein gutes Album machten.“
Zur selben Zeit starteten die Beatles ihre sechste und letzte Großbritannien-Tournee (unter anderem mit The Moody Blues als Vorgruppe). Während dieser Tour bestritten sie am 5. Dezember 1965 den letzten Auftritt in ihrer Heimatstadt Liverpool. Viele ihrer Freunde und Verwandten saßen im Publikum. Anfang April hatte die Gruppe bereits 16 neue Songs geschrieben und einstudiert, bevor sie diese bis in den Mai hinein in ihrem Londoner Aufnahmestudie auf Band aufnahmen.
Am 1. Mai 1966 standen die Beatles im Rahmen des NME-Poll-Winners-Konzerts zum letzten Mal auf einer britischen Konzertbühne. Einige Aufregung verursachte im Juni 1966 die Veröffentlichung des US-Albums Yesterday and Today. Das Coverfoto zeigte die Beatles inmitten von rohem Fleisch und zerbrochenen Puppen (Butcher Cover). Nach scharfen Protesten aus der Öffentlichkeit wurde die LP zurückgezogen und erschien mit einem neuen Cover.
Vom 24. Juni bis zum 4. Juli 1966 absolvierten die Beatles eine weitere Welttournee, die im Rahmen der Bravo-Beatles-Blitztournee auch sechs Konzerte an drei Tagen in Deutschland umfasste (München, Essen und – zum letzten Mal am 26. Juni – Hamburg). Für Unfrieden sorgten Proteste von Traditionalisten in Japan, die einen Auftritt der Gruppe im Budōkan, einer vorwiegend der Kampfkunst vorbehaltenen Halle in Tokio, ablehnten, der aber dennoch stattfand. Die vier Beatles malten gemeinsam in Tokio in ihrem Hotelzimmer ein Gemälde, dem sie den Namen Images of a Woman gaben und das sie anschließend dem Beatles-Fan-Club-Leiter von Tokio schenkten.
In Manila spielte die Gruppe zwei Konzerte vor insgesamt 80.000 Zuschauern. Die Tour endete mit einem Eklat, als Brian Epstein im Namen der Band eine Einladung der philippinischen Diktatoren-Gattin Imelda Marcos zum Abendessen ablehnte. Während der darauffolgenden hastigen Abreise wurden die Beatles und ihre Mitarbeiter auf dem Flughafen der Hauptstadt von Sicherheitskräften attackiert. Ringo Starr ging nach einem Kinnhaken zu Boden, ein Chauffeur erlitt einen Rippenbruch.

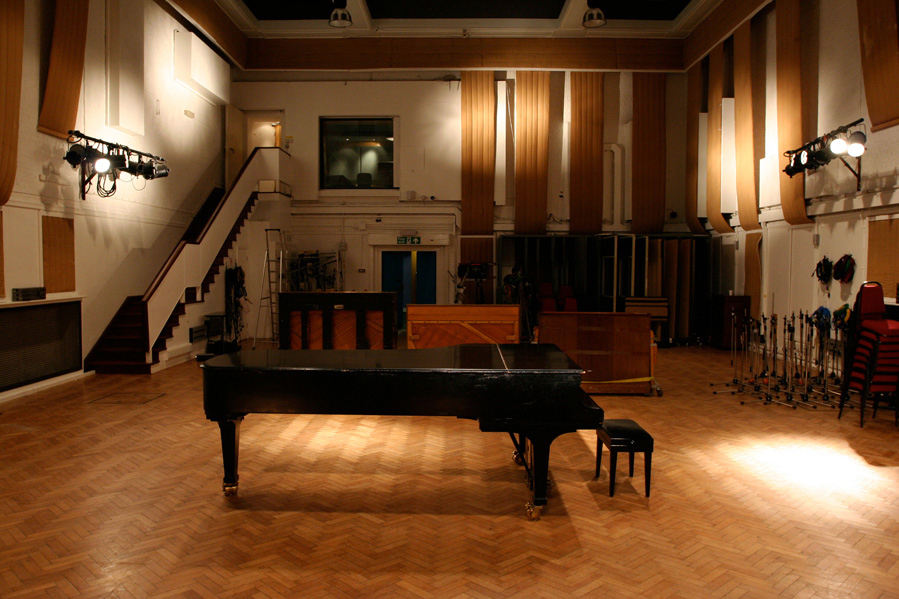
Abbey Road Studio 2

Die Veröffentlichung der LP Pet Sounds durch die Beach Boys spornte Lennon und McCartney zu neuen Höchstleistungen an. Am 10. Juni 1966 wurde die Single Paperback Writer von McCartney und Rain von Lennon veröffentlicht. Erstmals wurden für die Single professionelle Musikvideos für Werbezwecke gedreht. George Harrison: „Durch die Beatlemanie war es ziemlich schwierig herumzukommen. Und weil es bequemer war, gingen wir nicht mehr so oft in die Fernsehstudios, um für unsere Platten zu werben. Wir produzierten lieber unsere eigenen kleinen Filme und brachten sie ins Fernsehen.“
Am 5. August 1966 erschien das Album Revolver, mit dem die Beatles in Bezug auf Klang und instrumentale Bandbreite musikalisches Neuland betraten, was einzelne zeitgenössische Kritiker bewog, das Album vorschnell als „Selbstmordwaffe“ des Quartetts abzuwerten. Das Cover des Albums wurde von Klaus Voormann, dem Freund aus Hamburger Tagen, gestaltet.
Die langwierig ausgefeilten, teilweise auch unter Drogeneinfluss entstandenen Stücke, darunter Eleanor Rigby, Taxman, Good Day Sunshine, I’m Only Sleeping, For No One, She Said She Said und das psychedelisch angehauchte Tomorrow Never Knows, waren aufwendig mit klassischen Elementen und Tonbandschleifen aus dem Studio angereichert worden. Auch gehörten rückwärtsgespielte Aufnahmen zum innovativen Stilmittel der Beatles, angeregt von einem versehentlich rückwärtslaufenden Tonband.
Gleichzeitig wurde die Single Yellow Submarine veröffentlicht, ein Kinderlied, das Paul McCartney für Ringo Starr komponiert hatte. Die Single erreichte in den USA Rang 2 der Hitlisten. McCartney sagte zu den musikalischen Veränderungen: „Ich hörte Stockhausen, ein Stück bestand aus lauter Plink-Plonks und interessanten Ideen. Vielleicht würde unser Publikum gegen ein paar kleine Veränderungen nichts einzuwenden haben, dachten wir, und wenn doch, Pech! Wir sind immer nur unserer eigenen Nase gefolgt – fast immer jedenfalls.“
Am 12. August 1966 starteten die Beatles in Chicago ihre vierte US-Tournee. Die Vorkommnisse in Asien und die Tatsache, dass durch den enormen Lärmpegel während der Auftritte kaum noch Musik zu hören war, sorgten bei den Gruppenmitgliedern zunehmend für Verdrossenheit. Neue Aufregung entstand durch die Veröffentlichung einer Bemerkung John Lennons aus einem früheren Interview, wonach die Beatles „schon jetzt populärer als Jesus“ seien. Am 22. August sprachen sich John Lennon und George Harrison während einer Pressekonferenz der Beatles in New York City gegen den Vietnamkrieg aus.
Nach nervenaufreibenden Pressekonferenzen, öffentlichen Plattenverbrennungen und Demonstrationen des Ku-Klux-Klans entschloss sich die Gruppe, nicht mehr auf Tournee zu gehen und ihre Arbeit ausschließlich ins Studio zu verlegen. Die Tournee endete mit dem letzten öffentlichen Auftritt der Band am 29. August 1966 mit einem Konzert vor 25.000 (lauten) Zuschauern (Eintrittspreis damals fünf US-Dollar) im Candlestick Park von San Francisco. John Lennon sagte dazu: „Wir hatten für alle Zeiten genug von den Auftritten. Ich kann mir keinen Grund vorstellen, der uns zu einer weiteren Tour veranlassen könnte. Wir sind ehrlich erschöpft. Es gibt uns nichts mehr – es ist den Fans gegenüber wirklich nicht fair, das wissen wir, aber wir müssen an uns selber denken.“ McCartney sieht als den letzten Auslöser für die Abkehr von den Live-Auftritten und die Konzentration auf die Studioarbeit neben dem Konzert auch die Fahrt aus dem Candlestick Park heraus an, bei dem die Musiker in einem Fleischtransporter „wie Vieh“ herumgeschleudert wurden.

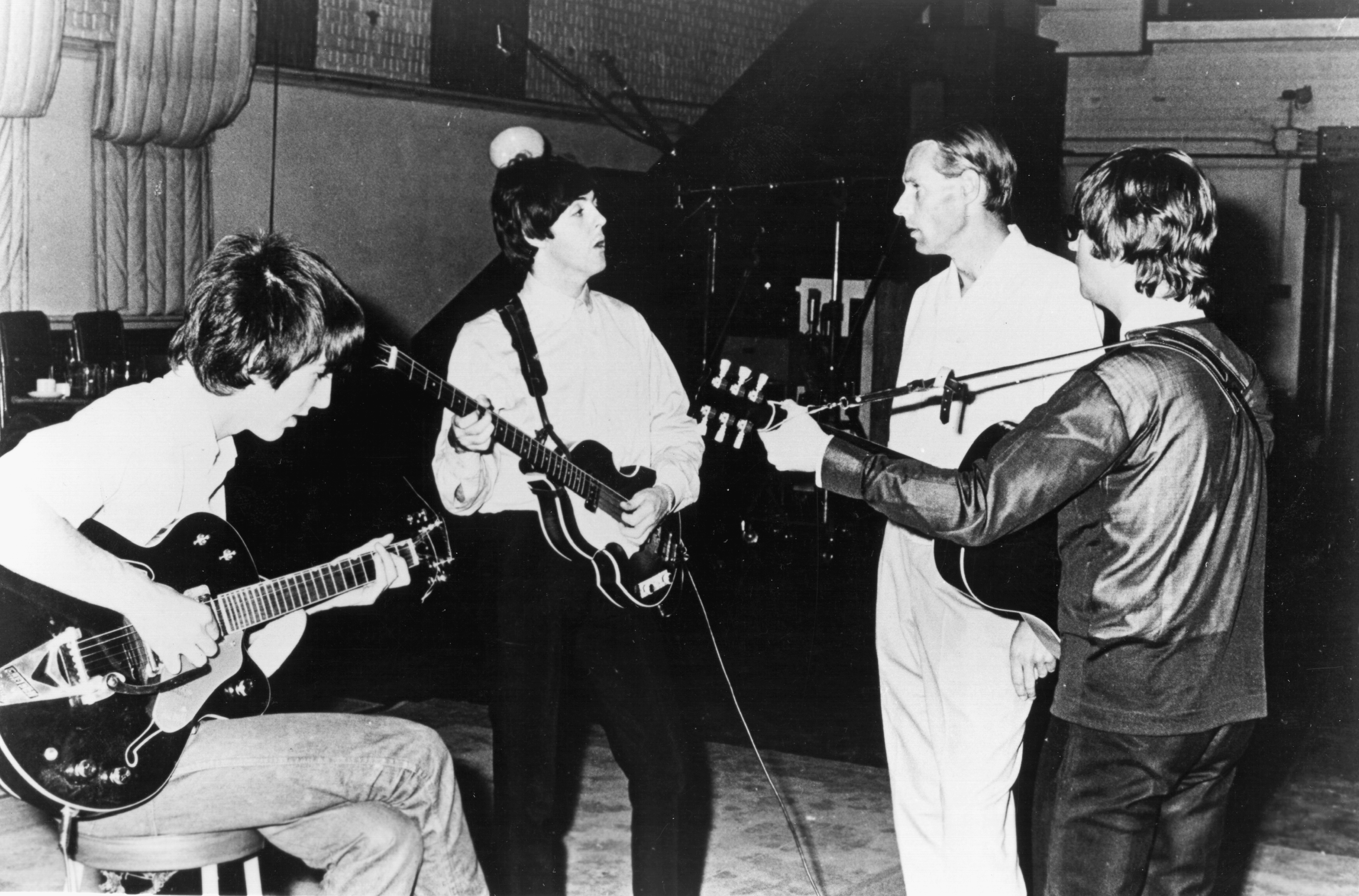
The Beatles mit George Martin, 1966

Im Herbst 1966 gönnten sich die Beatles einen fast dreimonatigen Urlaub, der einen radikalen Imagewandel nach sich zog. Lennon wurde in Celle, wo er für den Richard-Lester-Film Wie ich den Krieg gewann vor der Kamera stand, der Pilzkopf gestutzt. Ebenfalls im Herbst komponierte McCartney den Soundtrack für den Spielfilm The Family Way (deutscher Titel: Honigmond ’67), den George Martin im November 1966 orchestrierte und produzierte. McCartney schlug den Bandmitgliedern, nachdem er von seinem Besuch bei Jane Asher aus Denver, wo er auch „Acid“ zu sich genommen hatte, zurückgekommen war, vor, Alter Egos anzunehmen, woraufhin die ersten Konzepte für das blumige Cover von Sgt. Pepper entstanden. In Soho ließen sich die Musiker von dem Kostümbildner Monty Bermann neue Outfits anpassen. Die Anzüge der Liveshows gehörten der Vergangenheit an und wurden durch farbenfrohe Kleidung ersetzt. Zudem ließen sich die vier Bandmitglieder, wie Paul McCartney wegen einer Oberlippenverletzung zuvor schon, einen Schnurrbart stehen.
Am 10. Dezember 1966 wurde das Kompilationsalbum A Collection of Beatles Oldies in Großbritannien und einigen anderen europäischen Ländern veröffentlicht. In Deutschland war bereits im Juni 1965 das Kompilationsalbum The Beatles’ Greatest erschienen, das sieben Lieder von A Collection of Beatles Oldies enthält, sodass Odeon sich gegen eine zeitnahe Veröffentlichung entschied. Das Album erschien erst im Februar 1971 in der Bundesrepublik Deutschland.
Allen Trennungsgerüchten zum Trotz begann die Gruppe im November 1966 mit den Aufnahmen für ein neues Album. Am 13. Februar 1967 erschien die Doppel-A-Seiten-Single Strawberry Fields Forever / Penny Lane, auf der sich die Beatles musikalisch-nostalgisch ihrer Heimatstadt Liverpool widmen. Erstmals seit 1963 erreichte die Platte nicht die Spitze der britischen Hitparade, sondern blieb auf Rang 2 stehen, was darauf zurückzuführen ist, dass die Verkaufszahlen der Single durch zwei geteilt wurden, um somit als zwei einzelne Singles in den britischen Charts geführt werden zu können.
Fünf Monate lang arbeiteten Lennon, McCartney, Harrison und Starr in den Abbey Road Studios an ihrer LP Sgt. Pepper’s Lonely Hearts Club Band, die als eines der ersten Konzeptalben in die Musikgeschichte einging.
Die unbegrenzt verfügbare Aufnahmezeit ermöglichte es den Beatles, alle Studioressourcen einzusetzen und wochenlang an einzelnen Musik- oder Textpassagen zu feilen. Es entstanden Stücke wie With a Little Help from My Friends, Lucy in the Sky with Diamonds und When I’m Sixty-Four. An den Aufnahmen zu A Day in the Life wirkte ein 41-köpfiges Orchester mit. Für das Coverfoto ließen sich die Beatles in Kostümen vor einer Bilderwand berühmter Persönlichkeiten (unter anderem Stan Laurel, Mae West, Bob Dylan, Shirley Temple, Aleister Crowley und Marlon Brando) ablichten. Begleitet von großem Medieninteresse wurde Sgt. Pepper am 26. Mai 1967 veröffentlicht.
Paul McCartney sagte über die Platte: „Die Stimmung des Albums entsprach dem Zeitgeist, weil wir selbst in die Stimmung der Zeit passten. Es gab da eindeutig eine Volksbewegung […] Wir versuchten nicht wirklich, diese Bewegung zu befriedigen – wir waren einfach ein Teil davon, wie wir das immer schon gewesen waren. Ich behaupte, dass die Beatles nicht die Anführer, sondern die Sprecher ihrer Generation waren.“

### „Peace and Revolution“(1967–1968)
Nachdem Bob Dylan die Beatles 1964 mit der Droge Marihuana bekannt gemacht hatte, griffen die Gruppenmitglieder im Laufe der Zeit auch zu psychedelischen Drogen. John Lennon und George Harrison waren bereits 1965 mit LSD in Kontakt gekommen. George Harrisons Erfahrungen mit Psychedelika stärkten sein Interesse für Meditation und den Hinduismus. Er kommentierte: „Für mich war es wie ein Blitz. Das erste Mal, als ich LSD nahm, öffnete sich etwas in meinem Kopf, das in mir war, und ich erkannte viele Dinge. Ich habe sie nicht gelernt, weil ich sie bereits kannte, aber das war der Schlüssel, der die Tür öffnete, um sie zu enthüllen. Von dem Moment an, als ich das hatte, wollte ich es immer haben – diese Gedanken über die Yogis und den Himalaya und Ravis Musik.“ Paul McCartney gab im Juni 1967 während eines Fernsehinterviews öffentlichkeitswirksam bekannt, viermal LSD konsumiert zu haben.
Am 25. Juni 1967 traten die Beatles mit der von Lennon komponierten Friedenshymne All You Need Is Love in der per Satellit weltweit übertragenen BBC-Fernsehsendung Our World live auf, die von 400 Millionen Zuschauern gesehen wurde. Zu den Gästen in den Abbey Road Studios, wo die Aufnahmen stattfanden, gehörten Mick Jagger, Keith Richards, Eric Clapton, Keith Moon und Marianne Faithfull. Die Single All You Need Is Love wurde am 7. Juli 1967 veröffentlicht. Sie brachte die Gruppe beiderseits des Atlantiks an die Spitze der Hitparaden zurück.
Ende Juli 1967 verbrachten die Mitglieder der Beatles mit ihren Frauen einen gemeinsamen Urlaub in Griechenland. Die Idee zum Kauf einer privaten Insel und die damit verbundene Einrichtung eines Aufnahmestudios wurde verworfen, nachdem die griechische Regierung den Besuch zur Touristenwerbung genutzt hatte. Am 19. August 1967 wurde Ringo Starrs zweiter Sohn Jason in London geboren.

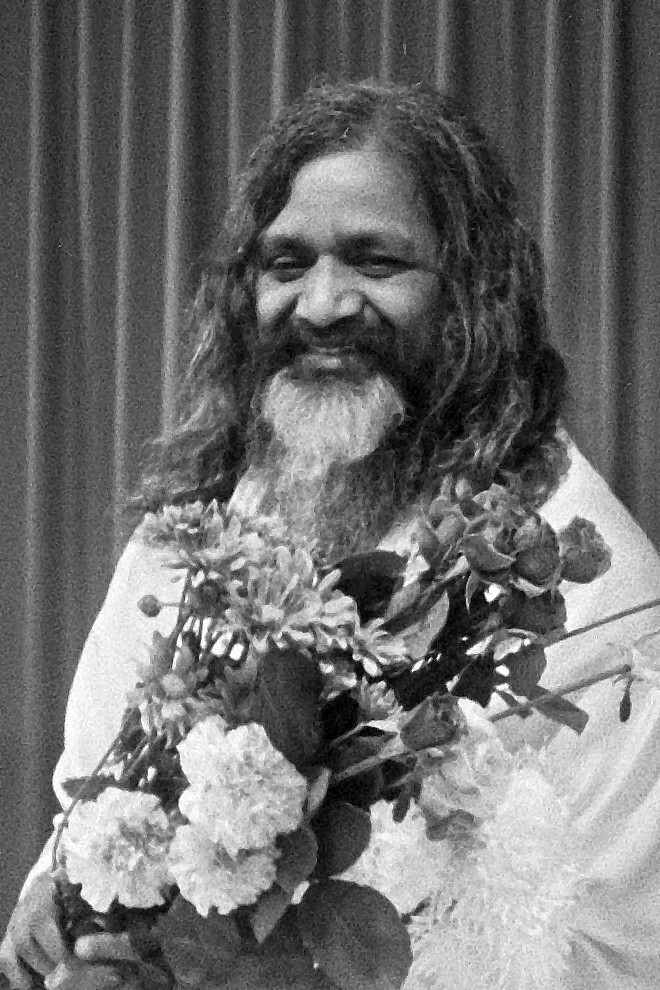
Maharishi Mahesh Yogi, 1967

Der indische Guru Maharishi Mahesh Yogi hatte 1967 in London im Hotel Hilton in der Park Lane einen Vortrag gehalten, dem George Harrison zugehört hat. Anschließend stellte Harrison, der sich mit dem Yogi unterhalten hatte, ihn den anderen Beatles vor. Nach anderer Darstellung besuchten die Beatles auf Anregung von Pattie Harrison am 24. August 1967 einen Vortrag von Mahesh, der in London für die Techniken der Transzendentalen Meditation warb. Die Gruppe wurde zu einem Einführungs-Wochenende nach Bangor in Wales eingeladen. Mit dabei waren 1967 auch Mick Jagger und Marianne Faithfull. Während des Kurses erhielten die Beatles die Nachricht, dass ihr Manager Brian Epstein am 27. August 1967 tot in seiner Wohnung aufgefunden worden war.

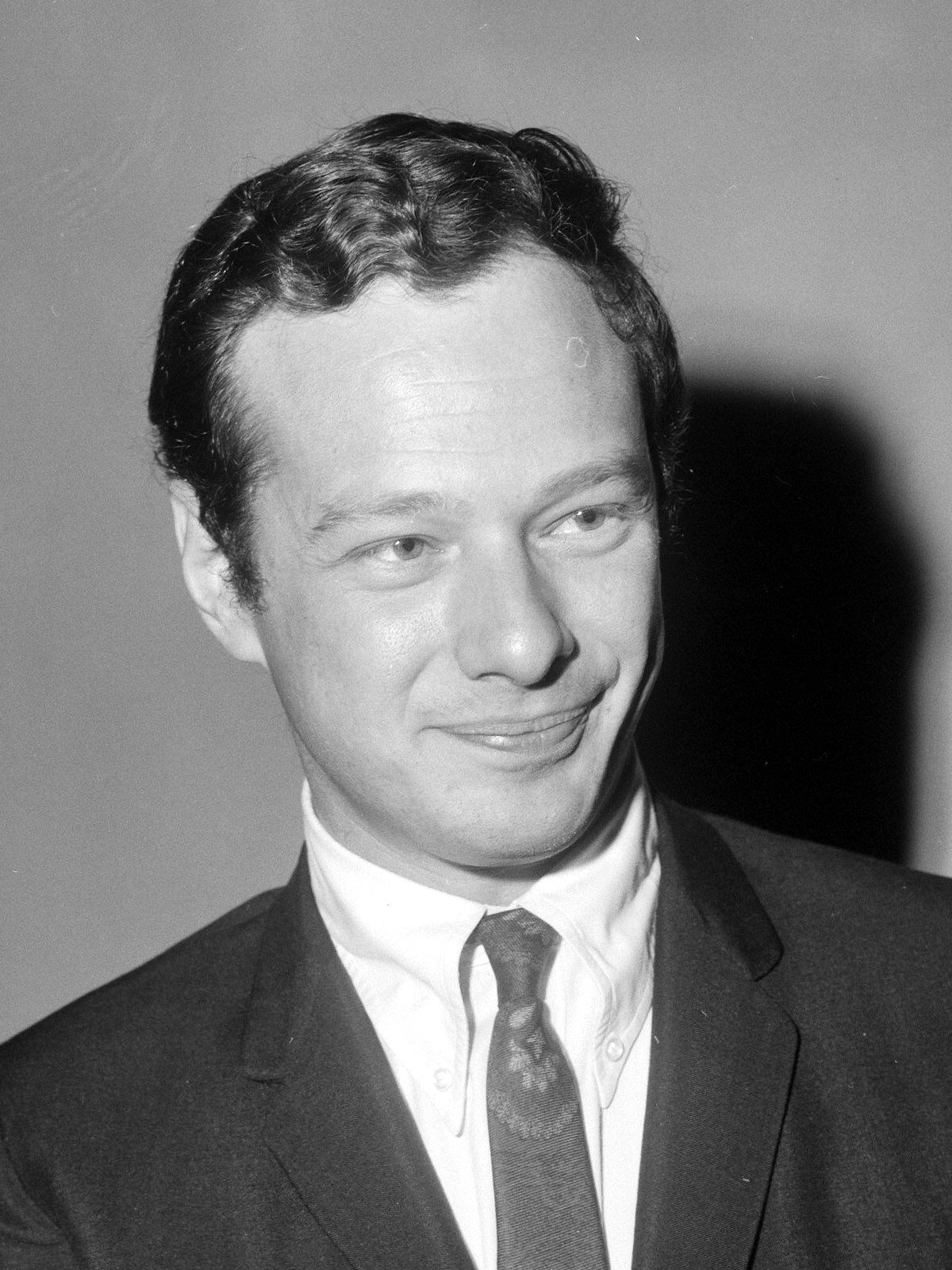
Brian Epstein, 1965

Nach dem Tod ihres Freundes begannen die Beatles am 11. September 1967 mit den Dreharbeiten für ihren dritten Film Magical Mystery Tour. Die psychedelische Komödie nach einer Idee von Paul McCartney entstand völlig ohne Drehbuch. McCartney übernahm weitgehend die Rolle des Regisseurs, was bei Lennon und Harrison für Verstimmungen sorgte. Das Soundtrack-Album Magical Mystery Tour, unter anderem mit The Fool on the Hill und I Am the Walrus, wurde am 27. November in den USA veröffentlicht, in Großbritannien erschien eine Doppel-EP mit sechs Liedern. Die Single Hello, Goodbye erschien bereits am 24. November. Am 26. Dezember 1967 hatte Magical Mystery Tour im BBC-Fernsehen Weltpremiere, um kurz darauf – als erster Misserfolg – von Presse und Kritikern verrissen zu werden.
Mitte Februar 1968 reisten die Beatles mit ihren Frauen nach Rishikesh (Indien), wo ein mehrwöchiger Meditationskurs des Maharishi Mahesh in der „Academy of Meditation“ Shankarachary Nagar stattfand. Weitere Teilnehmer waren Mia Farrow, Mike Love und Donovan. Ringo Starr und seine Frau Maureen Starkey kehrten bereits Anfang März nach England zurück, Paul McCartney und Jane Asher folgten drei Wochen später. John Lennon und George Harrison verließen Indien erst Mitte April, nachdem Lennons Freund Yanni „Magic Alex“ Alexis Mardas das Gerücht verbreitet hatte, der Maharishi habe Mia Farrow bzw. ihre Schwester Prudence und andere weibliche Kursteilnehmer sexuell belästigt – ein Gerücht, das von Farrow selbst nie bestätigt wurde und für das sich George Harrison später beim Maharishi entschuldigt haben soll. Gemäß den Tagebüchern des Schriftstellers Christopher Isherwood sei laut Mick Jagger der wirkliche Grund für die schnelle Abreise aus dem Aschram des Maharishi gewesen, dass dieser einen der Beatles bedrängt habe. Während der Indienreise erschien am 15. März 1968 die an den Stil von Fats Domino angelehnte Single Lady Madonna. Der Aufenthalt in Rishikesh war nach Ansicht von Paul Saltzman, Autor eines Bildbandes über jene Tage, die kreativste Zeit der Beatles: 48 Songs seien in diesen sieben Wochen komponiert worden. Auch auf die Idee für den Song Why Don’t We Do It in the Road kam Paul McCartney in Rishikesh (nachdem er ein paar kopulierende Affen im dortigen Dschungel gesehen hatte).
Am 11. Mai 1968 flogen John Lennon und Paul McCartney nach New York, wo sie bei Pressekonferenzen und Fernsehauftritten das neue – auf Rat der Steuerberater der Beatles und auf Anraten von Clive Epstein (Bruder des Beatles-Managers) – von Brian Epstein ins Leben gerufene Beatles-Unternehmen Apple vorstellten. Der Konzern mit Abteilungen für Musik, Film und Kunst sollte sich vorrangig der Entdeckung und Förderung von Talenten aller Art widmen. Als Leiter ihrer Pressestelle engagierten sie den Journalisten Derek Taylor, der 1964 bereits einmal als Pressesprecher für die Gruppe gearbeitet hatte. In der Folgezeit entwickelte sich Apple jedoch durch den mangelnden Geschäftssinn der Beatles und ihrer Mitarbeiter zum Millionengrab. Zudem war Brian Epstein gestorben, der sich bis dahin um die finanziellen Angelegenheiten gekümmert hatte und eine Art Vaterfigur für die vier Musiker war. Bereits im Dezember 1967 war von den Beatles in der Londoner Baker Street eine Apple-Boutique – bemalt von The Fool – eröffnet worden, die jedoch mangels Einnahmen nach wenigen Monaten geschlossen werden musste. Zu den wenigen künstlerischen Lichtblicken gehörten die Entdeckung der Sängerin Mary Hopkin und der Gruppe Badfinger durch Paul McCartney.
Die fortschreitende Liebesbeziehung John Lennons zu Yoko Ono – er hatte die japanische Avantgarde-Künstlerin am 9. November 1966 bei einer ihrer Londoner Ausstellungen kennengelernt – führte im Mai 1968 zur Trennung von Ehefrau Cynthia. Die äußerst enge Verbindung des jungen Paares wirkte sich schließlich auch negativ auf die Zusammenarbeit Lennons mit den anderen Beatles aus, da Ono darauf bestand, bei sämtlichen Studioaufnahmen der Gruppe anwesend zu sein. John Lennon sagte dazu: „Und plötzlich waren wir beide ständig zusammen, murmelten und kicherten in irgend einer Ecke. Und auf der anderen Seite Paul, George und Ringo, die sich sagten: ‚Was zum Teufel treiben die da? Was ist mit ihm los?‘ Und ich beachtete sie überhaupt nicht mehr. Wohlgemerkt, das war keine Absicht, ich ging nur eben restlos und total in dem auf, was wir beide machten […]. Und dann sahen wir uns um und merkten, dass man das nicht toll fand.“

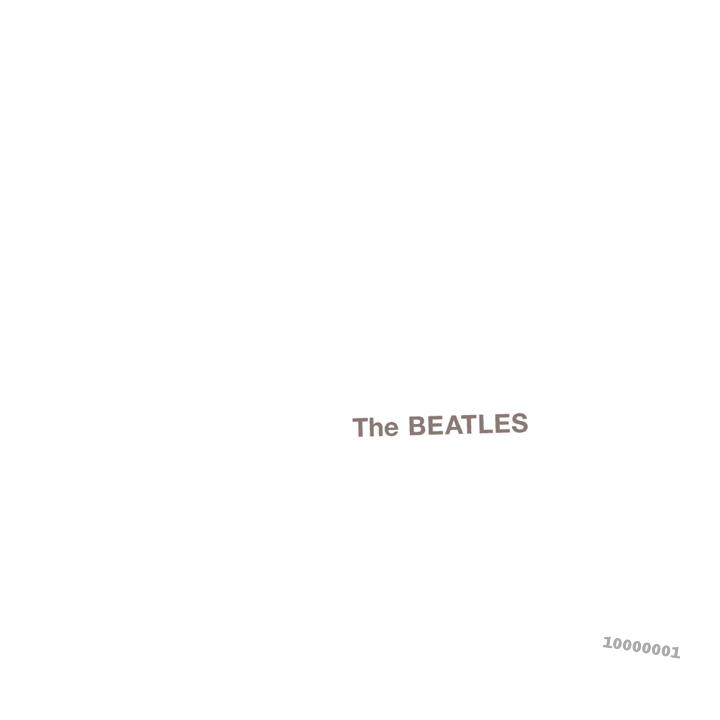
Cover des Weißen Albums

Am 30. Mai 1968 begannen die Beatles mit den Aufnahmen zu einem neuen Album; in Anbetracht der Fülle der in Indien komponierten Stücke entschloss man sich zur Produktion eines Doppelalbums. Die Arbeiten, die wegen des Termindrucks teilweise getrennt stattfanden, wurden von einer zunehmend schlechten Stimmung zwischen den Gruppenmitgliedern geprägt. Neben der offenen Abneigung, die McCartney, Harrison und Starr gegenüber Yoko Ono hegten, gab es auch künstlerische Differenzen. Nach einem Streit verließ Ringo Starr die Gruppe, konnte aber zur Rückkehr überredet werden. Ringo Starr: „Ich ging aus zwei Gründen: Ich hatte das Gefühl, dass ich nicht sonderlich gut spielte, und ich hatte das Gefühl, dass die drei anderen richtig happy miteinander waren und ich draußen stand.“ Trotz aller Schwierigkeiten bewerkstelligten die Beatles die Aufnahme von Liedern wie Back in the USSR, Ob-La-Di, Ob-La-Da, Dear Prudence, Helter Skelter und Happiness Is a Warm Gun. Bei George Harrisons Komposition While My Guitar Gently Weeps wurde die Gruppe von Eric Clapton unterstützt, der das E-Gitarren-Solo spielte. Paul McCartney sagte über das Album: „Ich glaube, es war ein sehr gutes Album. Es war einfach überzeugend, aber es zu produzieren war kein Vergnügen. Andererseits sind solche Sachen manchmal förderlich für die Kreativität.“
Yellow Submarine, ein Zeichentrickfilm, der auf dem gleichnamigen Lied basiert, hatte am 17. Juli 1968 in London Weltpremiere. Das dazugehörige Soundtrack-Album erschien erst am 13. Januar 1969 und war nach dem Kompilationsalbum A Collection of Beatles Oldies das zweite und letzte Album der Beatles, das bis einschließlich 1970 nicht die Nummer-eins-Position in den britischen Charts erreichte – möglicherweise, weil die zweite Seite des Albums nur Instrumentalmusik im „Klassikstil“ von George Martin enthält und auf dem Album sich nur vier unveröffentlichte Lieder befinden.
Mit der Veröffentlichung von Hey Jude am 26. August 1968 (erstmals auf dem Apple-Label) gelang der Gruppe ein weiterer Welterfolg. Das von Paul McCartney komponierte Stück über die Situation von John Lennons Sohn Julian nach der Trennung seiner Eltern wurde zur erfolgreichsten Beatles-Single. Am 4. September spielte die Gruppe das Lied in der britischen Fernsehsendung Frost on Sunday – der letzte gemeinsame Fernsehauftritt der Beatles. Das Album The Beatles, wegen seines vollständig weißen Covers auch als White Album (deutsch: ‚Weißes Album‘) bekannt, erschien am 22. November 1968. Die ersten Auflagen waren mit einer fortlaufenden Nummerierung versehen, sodass jedes Cover ein Unikat war.
Am 1. November 1968 veröffentlichte George Harrison sein erstes Soloalbum Wonderwall Music, das den Soundtrack zum Film Wonderwall darstellt. Am 12. November folgten John Lennon und Yoko Ono mit ihrer Avantgarde-LP Unfinished Music No.1: Two Virgins, die vor allem wegen des Coverbildes, das Lennon und Ono nackt zeigt, für Aufregung sorgte.

### Die Trennung (1969–1970)
Am 2. Januar 1969 begannen die Beatles in den Filmstudios von London-Twickenham mit den Dreharbeiten für die Musikdokumentation Get Back (später: Let It Be). Nach der Idee von Paul McCartney sollte die Gruppe bei der Produktion eines neuen Albums und der Ausarbeitung einer Liveshow von Kameras beobachtet werden. Die Stücke sollten ohne Orchesterbegleitung und Doppelspur-Aufnahmen eingespielt werden. Regisseur war Michael Lindsay-Hogg. Schon nach wenigen Tagen bildeten sich erneut Spannungen zwischen den Bandmitgliedern. Während sich John Lennon zunehmend unbeteiligt zeigte und bei Entscheidungen Yoko Ono für sich sprechen ließ, übernahm Paul McCartney wiederholt die Rolle des Produktionsleiters. George Harrison und Ringo Starr debattierten über das Ausmaß der geplanten Liveshow. Am 10. Januar 1969 verließ Harrison das Aufnahmestudio, nachdem er von McCartney vor laufenden Kameras für sein Gitarrenspiel kritisiert worden war. Nach einem klärenden Gespräch setzten Lennon, McCartney, Harrison und Ringo Starr die Dreharbeiten zwölf Tage später in den neu eingerichteten Londoner Apple-Studios fort. Mit dabei war der Keyboarder Billy Preston, der zur Beruhigung der Situation beitrug.

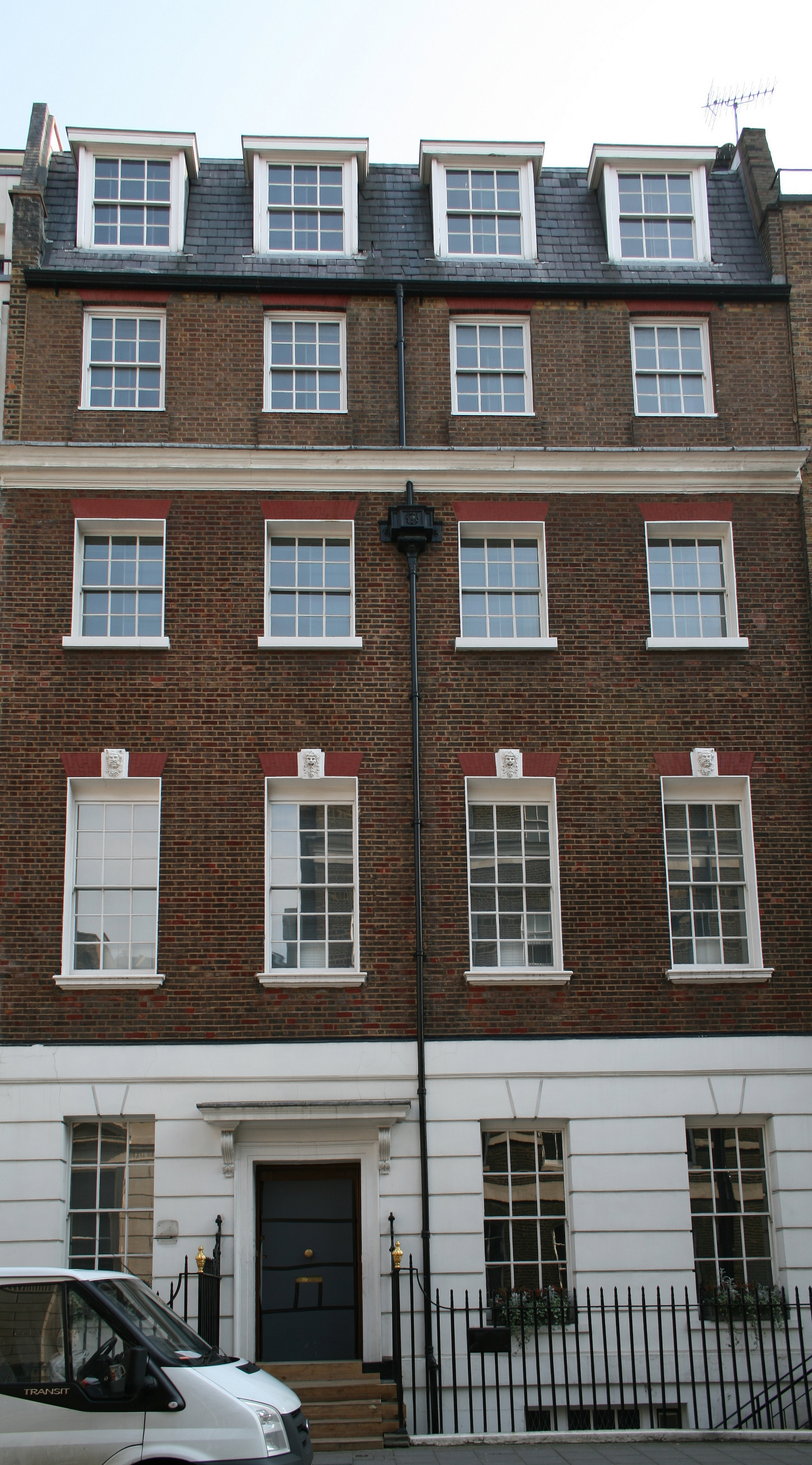
Savile Row 3, Ort des letzten Liveauftritts

Der geplante Liveauftritt fand schließlich am 30. Januar 1969 statt: Auf dem Dach der Apple-Studios in der Londoner Savile Row spielten die Beatles (mit Billy Preston) unter freiem Himmel das sogenannte Rooftop Concert. Wegen der zahllosen Schaulustigen drohte ein Verkehrschaos, und einige Anwohner fühlten sich wegen Ruhestörung belästigt. Daher erschien die Polizei vor Ort und die Beatles brachen die Show nach 42 Minuten ab. Das Konzert endete mit John Lennons Worten:

“I’d like to say thank you on behalf of the group and ourselves and I hope we passed the audition.”

„Ich möchte mich im Namen der Gruppe und uns selbst bedanken – und ich hoffe, wir haben das Vorspielen bestanden.“

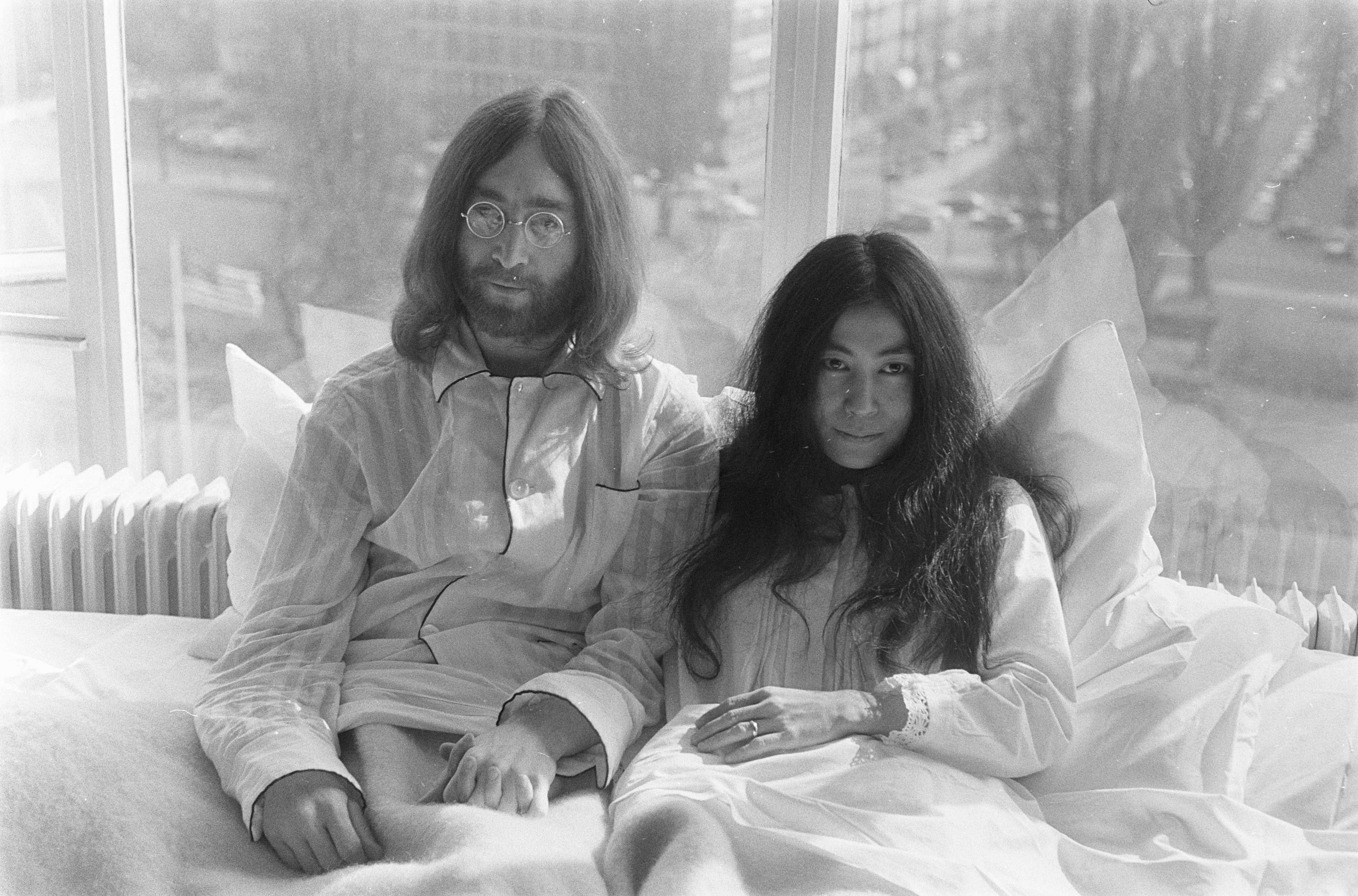
John Lennon und Yoko Ono in Amsterdam

Nach dem Ende der Dreharbeiten wurde das Get-Back-Projekt im Februar vorläufig auf Eis gelegt. Am 12. März 1969 heiratete Paul McCartney die Fotografin Linda Eastman in London. Gleichzeitig wurden George und Pattie Harrison von dem Rauschgiftfahnder Sergeant Norman Pilcher, der im Herbst 1968 bereits John Lennon und Yoko Ono verhaftet hatte, wegen Drogenbesitzes festgenommen und später zu Geldstrafen verurteilt.
John Lennon und Yoko Ono heirateten am 20. März im britischen Konsulat von Gibraltar. Anstatt einer Hochzeitsreise entschloss sich das Paar, eine Woche lang in einem Hotelbett in Amsterdam für den Frieden zu demonstrieren (Bed-in). Später folgten weitere Friedensproteste, darunter ein weiteres Bed-in in Montreal, mehrere Auftritte in Säcken (Bagism) und die Rückgabe von Lennons MBE-Orden.
Im Frühling 1969 nahmen die geschäftlichen Probleme der Beatles überhand, als Dick James und dessen Partner Charles Silver ohne Wissen der Gruppenmitglieder ihre Anteile an Northern Songs Ltd., die die Lennon/McCartney-Kompositionsrechte beinhalten, an die Associated Television Corporation (ATV) verkauften. Im Laufe der Bemühungen zu einem Rückkauf stellte sich heraus, dass Paul McCartney seine Anteile ohne das Wissen von John Lennon erhöht hatte. Für zusätzliche Verwicklungen sorgten Lennon, Harrison und Starkey bei einer Besprechung am 8. Mai, als sie den Geschäftsmann Allen Klein, den Lennon kennengelernt hatte und der Yoko Ono eine Ausstellung in Syracuse versprochen habe, gegen den Willen von McCartney als neuen Beatles-Manager einsetzten. Zu dieser Zeit nahmen Linda McCartneys Bruder, John Eastman, John Lennon, Yoko Ono, Allen Klein, Richard Starkey alias Ringo Starr, dessen Frau Maureen Starkey und der Rechtsanwalt der Beatles Peter Howard an Besprechungen der Beatles teil, fotografisch festhalten durch Linda McCartney und Maureen Starkey 1969 im Londoner Apple-Büro. Paul McCartney schreibt zu Allen Klein: „Das war ein New Yorker Gauner, der nach London gekommen war und den Rolling Stones eingeredet hatte, er sei der richtige Mann für sie. Vorher hatte er das auch schon Sam Cooke erklärt. Ich roch sofort Lunte, aber die anderen nicht, wir haben uns darüber gestritten, und ich wurde überstimmt. […] Allen Klein und Dick James haben unseren Verlag Northern Songs verkauft, ohne uns Gelegenheit zu geben, ihn selbst zu verkaufen.“
Am 11. April 1969 veröffentlichten die Beatles ihre Single Get Back. Bereits am 29. Mai folgte das ausschließlich von John Lennon und (als Bassist und Schlagzeuger) Paul McCartney mit Beteiligung von Yoko Ono eingespielte Stück The Ballad of John and Yoko. Am 9. Mai wurde das zweite Avantgarde-Album von John Lennon und Yoko Ono mit dem Titel Unfinished Music No. 2: Life with the Lions sowie das zweite Album von George Harrison, ebenfalls ein Avantgarde-Album, mit dem Titel Electronic Sound veröffentlicht. Im Juli 1969 veröffentlichte John Lennon unter der Bezeichnung Plastic Ono Band erfolgreich seine erste Solosingle Give Peace a Chance.
Trotz der persönlichen und geschäftlichen Differenzen begannen die Beatles am 16. April 1969 mit den Aufnahmen für ein neues Album. Durch die von den Gruppenmitgliedern angestrebte Konzentration auf ihre Musik und die von Produzent George Martin unterstützte Rückbesinnung auf die Machart früherer Arbeiten verlief die Produktion von Abbey Road weitgehend harmonisch, so entstanden Klassiker wie Come Together, Golden Slumbers, Oh! Darling, Octopus’s Garden (eine Komposition von Ringo Starr) sowie Here Comes the Sun und Something von Harrison. Am 20. August 1969 waren die Beatles zum letzten Mal zu viert im Studio, und zwei Tage später fanden im Tittenhurst Park die letzten gemeinsamen Fotoaufnahmen statt.
Paul und Linda McCartneys erste Tochter Mary wurde am 28. August 1969 in London geboren. Am 31. August besuchten John Lennon, George Harrison und Ringo Starr mit ihren Frauen ein Bob-Dylan-Konzert während des Isle-of-Wight-Festivals. Am 8. September 1969 trafen sich Lennon, McCartney und Harrison (Ringo Starr war an diesem Tag zu einer Untersuchung im Krankenhaus) zu einer Besprechung in der Savile Row, Themen waren unter anderen eine mögliche neue Single vor Weihnachten sowie das geplante Nachfolgealbum von Abbey Road. Lennon schlug vor, dass er, McCartney und Harrison jeweils vier Lieder und Ringo Starr zwei Lieder beanspruchen dürften, die Autorenschaft Lennon/McCartney sollte beendet werden. Lennon konnte sich aber nicht durchsetzen.

The End: Gedenktafel im Münchner Hard Rock Cafe

Am 13. September 1969 hatte John Lennon mit der Plastic Ono Band seinen ersten Liveauftritt, bei einem Rock-and-Roll-Revival-Festival in Toronto; an diesem Tag erzählte er seinen Begleitmusikern Eric Clapton und Klaus Voormann sowie Manager Allen Klein, dass er sich entschieden habe, die Beatles zu verlassen. Am 20. September 1969 unterzeichneten John Lennon, Paul McCartney und Ringo Starr in London einen neuen Tantiemen-Vertrag mit der EMI und Capitol Records. Als McCartney während des Treffens eine Reihe Beatles-Konzerte vorschlug, erklärte John Lennon (laut McCartney mit den Worten „[…], ich steige aus. Tschüss.“) stattdessen seinen Ausstieg aus der Gruppe, den er aber auf Wunsch von Allen Klein noch nicht publik machte.
Paul McCartney sagte später dazu: „Ich sagte: ‚Ich finde, wir sollten wieder kleine Gigs machen – im Grunde sind wir eine prima kleine Band. Wir sollten auf die Suche nach unseren Wurzeln gehen. Vielleicht machen wir dann Schluss, oder wir kommen zu der Überzeugung, dass wir es immer noch drauf haben.‘ John sah mir in die Augen und sagte: ‚Ich glaube, du bist bescheuert. Eigentlich wollte ich es euch erst sagen, nachdem wir den Vertrag mit Capitol unterschrieben haben. Ich verlasse die Band.‘ […] ‚Du meinst, du steigst aus? Das war’s dann wohl mit den Beatles.‘ Erst später, als wir die Tatsache langsam verdauten, waren wir wirklich bestürzt.“
John Lennon: „Dann saßen wir im Büro und diskutierten etwas mit Paul, und Paul redete irgendetwas – dass wir etwas tun sollten und so weiter, und ich sagte nur ‚Nein, Nein, Nein‘ zu allem, was er vorschlug. Paul fragte: ‚Was willst Du eigentlich?‘ Und ich antwortete: ‚Ich meine, dass das mit der Gruppe vorbei ist. Ich steige aus!‘ Ich habe die Band gegründet. Und ich habe sie aufgelöst. So einfach ist das […]. Aber schließlich brachte ich den Mut auf, den anderen zu sagen, dass ich – ich zitiere – die Scheidung wollte.“
George Harrison: „Jetzt war die Gruppe an einen Punkt gelangt, an dem sie uns erstickte. Sie erlegte uns zu viele Einschränkungen auf […]. Ich selbst wäre auch gern gegangen. Ohne die Band sah ich eine weit bessere Zukunft für mich. Die Sache machte keinen Spaß mehr, und es war Zeit zu gehen […].“
Ringo Starr: „Wir hatten die Gruppe zusammengehalten um Abbey Road zu beenden. Aber im Grunde war da schon alles vorbei. Nachdem wir endgültig beschlossen hatten uns zu trennen, fühlte ich mich erleichtert. […].“
George Martin: „Sie waren praktisch seit über zehn Jahren zusammengesperrt, und eigentlich war ich eher erstaunt, dass sie es so lange miteinander ausgehalten hatten. Daher war ich gar nicht überrascht, dass sie sich trennten, weil alle ihr eigenes Leben führen wollten – nicht zuletzt ich selbst. Auch für mich war das eine Befreiung.“
Sechs Tage nachdem Lennon seinen Abschied verkündet hatte, wurde das Album Abbey Road, auf dessen berühmtem Cover die Beatles den Zebrastreifen der Londoner Abbey Road überqueren, veröffentlicht. Die LP endet nach einem mehrteiligen Medley mit dem Stück The End, das mit den Worten schließt:

“And in the end the love you take is equal to the love you make.”

„Und am Ende ist die Liebe, die du empfängst, gleich der Liebe, die du gibst.“

Die Dreharbeiten für den Promofilm zur Single Something, die am 6. Oktober erschien, und die Aufnahme ihrer siebten und letzten Weihnachtsplatte Happy Christmas 1969 für die Fanclubs im November/Dezember gingen bereits getrennt vonstatten. Am 9. Oktober wurde Giles, der zweite Sohn von George Martin, geboren. Am 17. Oktober folgte mit Cold Turkey die zweite Solosingle von John Lennon, bei der auch Ringo Starr mitwirkte. Am 7. November 1969 wurde im Life Magazine ein Interview veröffentlicht, in dem Paul McCartney unter anderen sagte, dass „die Beatles-Sache vorbei sei. Sie sei explodiert, teils durch das, was sie selbst getan haben, teils durch andere Menschen.“ Dieser Aussage wurde aber von der Öffentlichkeit und der Presse nicht weiter nachgegangen. Nach einer Fernseh- und Presseumfrage wurde John Lennon am 2. Dezember 1969 neben John F. Kennedy und Mao Zedong zum Mann des Jahrzehnts gewählt. Am 12. Dezember 1969 kam der Film Magic Christian in Großbritannien in die Kinos, in dem Ringo Starr neben Peter Sellers die Hauptrolle spielte. Ein weiteres Konzert der Plastic Ono Band erfolgte im Lyceum Ballroom in London am 15. Dezember 1969. Es stand unter dem Motto peace for christmas (Benefit for UNICEF), bei diesem Auftritt wirkten neben John Lennon und Yoko Ono auch George Harrison, Eric Clapton, Klaus Voormann und Billy Preston mit.
Im Oktober 1969 und Anfang der 1970er Jahre geriet das White Album noch einmal in den Fokus der Weltöffentlichkeit, da das Doppelalbum eine Rolle bei einer Mordserie in Los Angeles spielte, die aufgrund der Prominenz der Opfer ein großes Medieninteresse hervorrief und die Aufklärung der Morde in diesem Zeitraum erfolgte. Der Sektenführer Charles Manson und seine Anhänger meinten aus einzelnen darin veröffentlichten Liedern (Helter Skelter, Piggies, Blackbird, Honey Pie, Revolution 9) Botschaften herauszuhören und initiierten nachfolgend eine Mordserie, deren prominentestes Opfer die hochschwangere Schauspielerin Sharon Tate war (siehe: Mansons „Helter Skelter“). Die Beatles distanzierten sich von Mansons Interpretation ihrer Lieder. Die Verkaufszahlen des Weißen Albums stiegen in den USA aufgrund des Medienhypes um den Prozess stark an. Das White Album ist bis heute das Beatles-Album mit den meisten Auszeichnungen der RIAA in den USA.
Während sich John Lennon mit Yoko Ono in Dänemark aufhielt, arbeiteten die verbliebenen drei Beatles Paul McCartney, George Harrison und Ringo Starr mit George Martin am 3. Januar 1970 in den Abbey Road Studios an der Fertigstellung der Harrison-Komposition I Me Mine. Einen Tag später vollendeten die drei Musiker Let It Be, das am 6. März 1970 als Single veröffentlicht wurde.
Paul sagte zu der Zeit nach dem Ausstieg von John Lennon aus der Gruppe: „George, Ringo und ich riefen einander noch drei oder vier Monate gelegentlich an und fragten: ‚Wie sieht es aus? Ist wirklich Schluss?‘ Es war ja nicht so, als hätte unsere Plattenfirma uns rausgeworfen. Die Frage, ob wir wieder zusammenkommen würden, stand immer noch im Raum. Niemand wusste so ganz genau, ob das nicht wieder eine von Johns kleinen Extratouren war. Ein paar Monate klammerten wir uns noch an diese Hoffnung, aber schließlich erkannten wir: ‚Oje, die Band existiert nicht mehr. Das war’s. Es ist endgültig vorbei.‘“ Laut McCartney war nie ernsthaft angedacht, zu dritt weiterzumachen, da die Beatles sich als „Vierergespann“ sahen, obwohl spaßhaft davon gesprochen wurde, eine Gruppe mit den Namen The Threetles zu gründen.
Aufgrund der Gerüchte um das baldige Ende der Beatles wurde dieses Thema nun in Interviews direkt angesprochen. So gab George Harrison am 11. März 1970 ein Interview für die BBC, in dem er sagte, dass die Beatles 1970 wieder zusammenkommen würden, um Musik aufzunehmen. In Bezug auf die Gerüchte über die Trennung der Beatles sagte Ringo Starr am 25. März in einem weiteren BBC-Interview, dass sich die Gruppe nach wie vor einig sei, und beschuldigte die Musikpresse, Gerüchte hervorgerufen zu haben.
Ohne das Wissen von Paul McCartney und George Martin hatten John Lennon, George Harrison und Allen Klein den Produzenten Phil Spector mit der Abmischung der Aufnahmebänder vom Januar 1969 beauftragt. Lennon arbeitete erstmals mit Spector am 27. Januar 1970 bei der Aufnahme seiner dritten Solosingle Instant Karma! zusammen, bei der auch Harrison als Gitarrist mitwirkte. Phil Spector mischte das Album im März neu ab, veränderte den ursprünglichen Get-Back-Gedanken einer einfachen, reduzierten Produktion und versah drei Lieder mit opulenter orchestraler Begleitung. Im Rahmen dieser Arbeiten fand am 1. April 1970 die letzte Beatles-Aufnahmesitzung statt, als Ringo Starr in den Abbey Road Studios für drei der Stücke Schlagzeug-Overdubs einspielte. Das Soundtrack-Album wurde schließlich als Let It Be am 8. Mai 1970 veröffentlicht. Paul McCartney und George Martin waren mit der musikalischen Überarbeitung von Spector sehr unzufrieden. Der gleichnamige Film feierte am 20. Mai in London Weltpremiere und wurde ein Jahr später mit einem Oscar für die beste Filmmusik ausgezeichnet.
Am 27. März 1970 erschien Ringo Starrs erstes Soloalbum Sentimental Journey. Im Vorfeld der Veröffentlichung von Let It Be gab es zwischen Paul McCartney und den anderen Beatles Auseinandersetzungen über die Koordinierung der Erscheinungstermine seines ersten Soloalbums und des letzten Beatles-Albums. John Lennon und George Harrison schrieben am 31. März 1970 einen Brief an Paul McCartney und erklärten, dass Let It Be am 24. April erscheinen werde und dass sie die EMI angewiesen hätten, McCartneys Soloalbum bis zum 4. Juni zurückzuhalten. Ringo Starr übergab den Brief an McCartney und versuchte zu vermitteln, wurde allerdings von einem wütenden McCartney weggeschickt. Am 9. April 1970 teilte Paul McCartney John Lennon telefonisch mit, dass nun auch er, wie Lennon im Jahr davor, die Beatles verlassen werde. Am 10. April 1970 schickte Paul McCartney der britischen Presse ein in den Vorabexemplaren seiner ersten Solo-LP McCartney enthaltenes Interview, in dem er die Trennung der Beatles bekanntgab:
Frage: “Are you planning a new album or single with the Beatles?” („Planen Sie ein neues Album oder eine neue Single mit den Beatles?“)
McCartney: “No.” („Nein.“)
Frage: “Have you any plans for live appearances?” („Haben Sie irgendwelche Pläne für Live-Auftritte?“)
McCartney: “No.” („Nein.“)
Frage: “Is your break from the Beatles temporary or permanent, due to personal differences or musical ones?” („Trennen Sie sich nur vorübergehend oder permanent von den Beatles, und liegen der Trennung persönliche oder musikalische Differenzen zugrunde?“)
McCartney: “Personal differences, business differences, musical differences, but most of all because I have a better time with my family. Temporary or permanent? I don’t know.” („Persönliche, geschäftliche und musikalische Differenzen, aber vor allem, damit ich mehr Zeit für meine Familie habe. Vorübergehend oder permanent? Ich weiß es nicht.“)
Frage: “Do you see a time when Lennon/McCartney becomes an active songwriting partnership again?” („Sehen Sie eine Zukunft für die musikalische Zusammenarbeit von Lennon/McCartney?“)
McCartney: “No.” („Nein.“)
George Harrison kommentierte die Pressemitteilung von McCartney im Nachhinein wie folgt: „Als Paul seine Presseverlautbarung losließ, hatten alle anderen die Band bereits verlassen. Das hat John fürchterlich geärgert. ‚Hey, ich bin schon längst ausgestiegen, und er tut, als wäre alles seine Idee gewesen‘“.
Ringo Starr sagte dazu: „Die Möglichkeit weiterzumachen bestand noch immer. Aber dann brachte Paul sein Soloalbum heraus und verbreitete dieses Statement, in dem es hieß, die Beatles seien auseinander gegangen.“
Paul McCartney bemerkte dazu: „Nicht ich bin bei den Beatles ausgestiegen. Die Beatles haben die Beatles verlassen.“ 2021 äußerte sich McCartney:
„Kurz zusammengefasst war es so, dass wir 1969 eine Besprechung hatten, auf der John aufgetaucht ist und er gesagt hat, er habe einen Typen kennengelernt, Allen Klein, und der habe Yoko eine Ausstellung in Syracuse versprochen. Dann eröffnete John uns seelenruhig, er wolle die Band verlassen. Im Prinzip war es so. Es stand drei gegen einen, weil die anderen beiden sich auf Johns Seite schlugen und es ganz danach aussah, als würde Allen Klein unser gesamtes Beatles-Imperium bekommen. […] Ich musste gegen die anderen drei vorgehen, um meinen Anteil an den Beatles zu bekommen, und genau genommen auch, damit sie ihre Anteile an den Beatles bekamen, was ihnen viele Jahre später klar geworden ist. […] Klein wollte zwanzig Prozent, und ich sagte, ‚Wenn ihr ihn unbedingt verpflichten wollt, gebt ihm zehn.‘ ‚Nein, nein, nein‘. haben sie erwidert. […].“
Am 10. April 1970 erschien die letzte offizielle Presseerklärung der Beatles:

“April 10, 1970: Spring is here and Leeds play Chelsea tomorrow and Ringo and John and George and Paul are alive and well and full of hope. The world is still spinning and so are we and so are you. When the spinning stops – that’ll be the time to worry. Not before. Until then, the Beatles are alive and well and the beat goes on, the beat goes on…”

„10. April 1970: Der Frühling ist da, und Leeds spielt morgen gegen Chelsea, und Ringo und John und George und Paul sind am Leben und wohlauf und voller Hoffnung. Die Welt dreht sich weiter, so wie wir und so wie ihr. Erst wenn sie aufhört sich zu drehen – das wird der Zeitpunkt sein, sich zu sorgen. Vorher nicht. Bis dahin sind die Beatles am Leben und wohlauf, und der Beat geht weiter, der Beat geht weiter …“

Die Beatles erreichten zwischen 1963 und 1970 insgesamt 20 Mal in den USA, 17 Mal in Großbritannien und elfmal in Deutschland die Nummer-eins-Position der Singlecharts. In den Albumcharts erreichten sie diese Position bis 1970 in den USA 14 Mal, in Großbritannien elfmal und in Deutschland neunmal.
John Lennon: „Mit den Beatles ist es aus, aber John, Paul, George und Ringo…Gott weiß, wie ihre Beziehung in Zukunft aussehen wird. Ich habe keine Ahnung, aber ich liebe diese Burschen immer noch! Weil sie immer die Menschen sein werden, die dieser Teil meines Lebens waren.“ „Wer in Erinnerungen schwelgen will, hat immer noch die alten Platten. Diese ganze großartige Musik ist ja nicht verschwunden.“
Paul McCartney: „Vom Gefühl her meinte man, die Beatles hätte es ewig gegeben, aber tatsächlich waren es nur zehn Jahre. Die Zeit kam mir sehr, sehr lang vor. Aber ich habe sie genossen.“ „Trotz unserer Trennung sind wir immer noch eng miteinander verbunden. Wir sind die einzigen vier Menschen, die die Beatles-Hysterie von innen erlebt haben, und das bindet uns für immer, was auch passiert.“
Ringo Starr: „Für mich waren die Beatles eine wirklich großartige Rockband, und wir haben eine Menge großartiger Musik gemacht, die auch heute noch Zuhörer findet.“ „Wir vier standen uns wirklich nahe.“
George Harrison: „Über all die Jahre bestand zwischen uns eine enge Bindung. Die Beatles können sich nie wirklich trennen, denn wie wir damals zum Zeitpunkt unseres Auseinandergehens sagten, macht das nicht wirklich einen Unterschied. Die Musik und die Filme sind noch vorhanden. Alles, was wir gemacht haben, ist noch da und wird nicht vergehen.“

### Die Zeit nach der Auflösung (1970–1993)
Am 18. Dezember 1970 wurde den Beatles-Fanklubmitgliedern in Großbritannien und den USA das Album The Beatles Christmas Album zugesandt, es umfasst sieben Singles, die von 1963 bis 1969 jeweils zu Weihnachten an die Mitglieder des offiziellen Fanklubs versandt wurden.
Nach der Trennung der Beatles waren auch Lennon, McCartney, Harrison und Ringo Starr, besonders in den 1970er Jahren kommerziell erfolgreich, so hatten sie allein in den USA 16 Nummer-eins-Hits (Lennon: 2, McCartney: 9, Harrison: 3, Starr: 2) und 13 Nummer-eins-Alben (Lennon: 3, McCartney: 8, Harrison: 2; Stand: Februar 2019).
Nach den Querelen um Let It Be und Paul McCartneys Alleingang bei der Bekanntgabe der Trennung war das Verhältnis zwischen ihm und den restlichen Beatles zu Beginn der 1970er Jahre zerrüttet. Keines der Gruppenmitglieder war bei der Weltpremiere des Films anwesend. John Lennon, der das Ende der Beatles in seiner Komposition God auf seinem Album John Lennon/Plastic Ono Band verarbeitete, zerstreute in einem Interview mit Jann Wenner vom Magazin Rolling Stone jegliche Hoffnungen auf eine baldige Wiedervereinigung. Am 31. Dezember 1970 verklagte McCartney die restlichen Ex-Beatles und Apple vor dem Londoner High Court auf Beendigung der Geschäftsbeziehungen untereinander. Der Prozess endete am 12. März 1971 zugunsten McCartneys.
Trotz der Auflösung der Band The Beatles und dem Einschlagen getrennter Wege blieben John Lennon, Paul McCartney, George Harrison und Ringo Starr in den 1970er Jahren in mehr oder weniger engem Kontakt. Zu einem gemeinsamen Treffen aller vier kam es jedoch nicht mehr.
John Lennon schrieb für Ringo Starr dessen Stücke I’m the Greatest (1973), Goodnight Vienna (1974) und Cookin’ (1976), bei denen er auch musikalisch mitwirkte. Paul McCartney unterstützte Ringo Starr musikalisch bei den Aufnahmen zu You’re Sixteen und Six O’Clock (1973) sowie Pure Gold (1976). George Harrison arbeitete 1971 mit Lennon an der LP Imagine und mit Starr an seinen Singles It Don’t Come Easy (1971) und Back Off Boogaloo (1972) sowie an dem Album Ringo (1973), für das Album Ringo’s Rotogravure (1976) steuerte er eine Komposition bei. Ringo Starr selbst war auf mehreren Soloalben seiner ehemaligen Kollegen vertreten, darunter John Lennon/Plastic Ono Band (Lennon 1970), All Things Must Pass (Harrison 1970), Living in the Material World (Harrison 1973), Dark Horse (Harrison 1974), Somewhere in England (Harrison 1981) und Cloud Nine (Harrison 1987). George Martin arbeitete in den 1970ern gelegentlich noch mit McCartney zusammen, Anfang der 1980er Jahre produzierte er die Alben Tug of War (1982), Pipes of Peace (1983) und Give My Regards to Broad Street (1984), bei denen auch Ringo Starr und Geoff Emerick mitwirkten.
Am schwierigsten gestaltete sich die Beziehung zwischen den Freunden John Lennon und Paul McCartney. McCartney griff seinen ehemaligen Partner 1971 mit dem Lied Too Many People auf seinem Album Ram persönlich an. Lennon konterte seinerseits mit der bösartigen, in Anwesenheit von Allen Klein und Yoko Ono zustandegekommenen Komposition How Do You Sleep? vom Album Imagine, bei dem auch George Harrison Gitarre spielte. McCartney antwortete wiederum mit dem versöhnlichen Lied Dear Friend vom Album Wild Life. Erst ab 1972 kam es zu einer Wiederannäherung der beiden Ex-Beatles.
Am 12. Mai 1971 besuchten Paul McCartney und Ringo Starr die Hochzeit von Mick Jagger und Bianca Morena de Macías in Saint-Tropez. Starr spielte am 1. August auf George Harrisons Konzert für Bangladesch im New Yorker Madison Square Garden. Bei der Aufnahme des Liedes I’m the Greatest am 13. März 1973 spielte Lennon Klavier und übernahm den Hintergrundgesang, George Harrison spielte Gitarre, Ringo Starr sang und spielte Schlagzeug. Damit fehlte nur Paul McCartney zu einer Beatles-Reunion. Den Bass spielte allerdings Klaus Voormann, die Orgel Billy Preston. Das Lied wurde auf Starrs Soloalbum Ringo veröffentlicht, bei dem auch McCartney mitwirkte. Am 17. März 1973 wurde die Aufnahmesession im britischen Melody Maker mit der Schlagzeile Beatles To Record Again! erwähnt. Eine Version des Liedes, bei dem John Lennon singt, wurde 1998 auf dem Album John Lennon Anthology veröffentlicht. In einem Interview vom September 1980 sagte Lennon, dass Harrison und Preston ihn während der Aufnahmen baten, eine neue Band zu gründen, er dies aber ablehnte.
Im März des folgenden Jahres nahmen die drei an einer Geschäftsbesprechung von Capitol Records in New York teil. Am 2. April 1973 wurden die äußerst erfolgreichen Greatest-Hits-Alben 1962–1966 und 1967–1970, auch bekannt als „Rotes“ und „Blaues Album“, veröffentlicht. Das „Blaue Album“ erreichte Platz eins in den USA. Im Herbst kaufte Ringo Starr das Anwesen Tittenhurst Park von John Lennon, der mit Yoko Ono Ende 1971 nach New York gezogen war. Am 2. November verklagten Lennon, Harrison und Starkey ihren Ex-Manager Allen Klein wegen der Unterschlagung von Tantiemenzahlungen. Der Prozess wurde ein Jahr später zu ihren Gunsten entschieden.

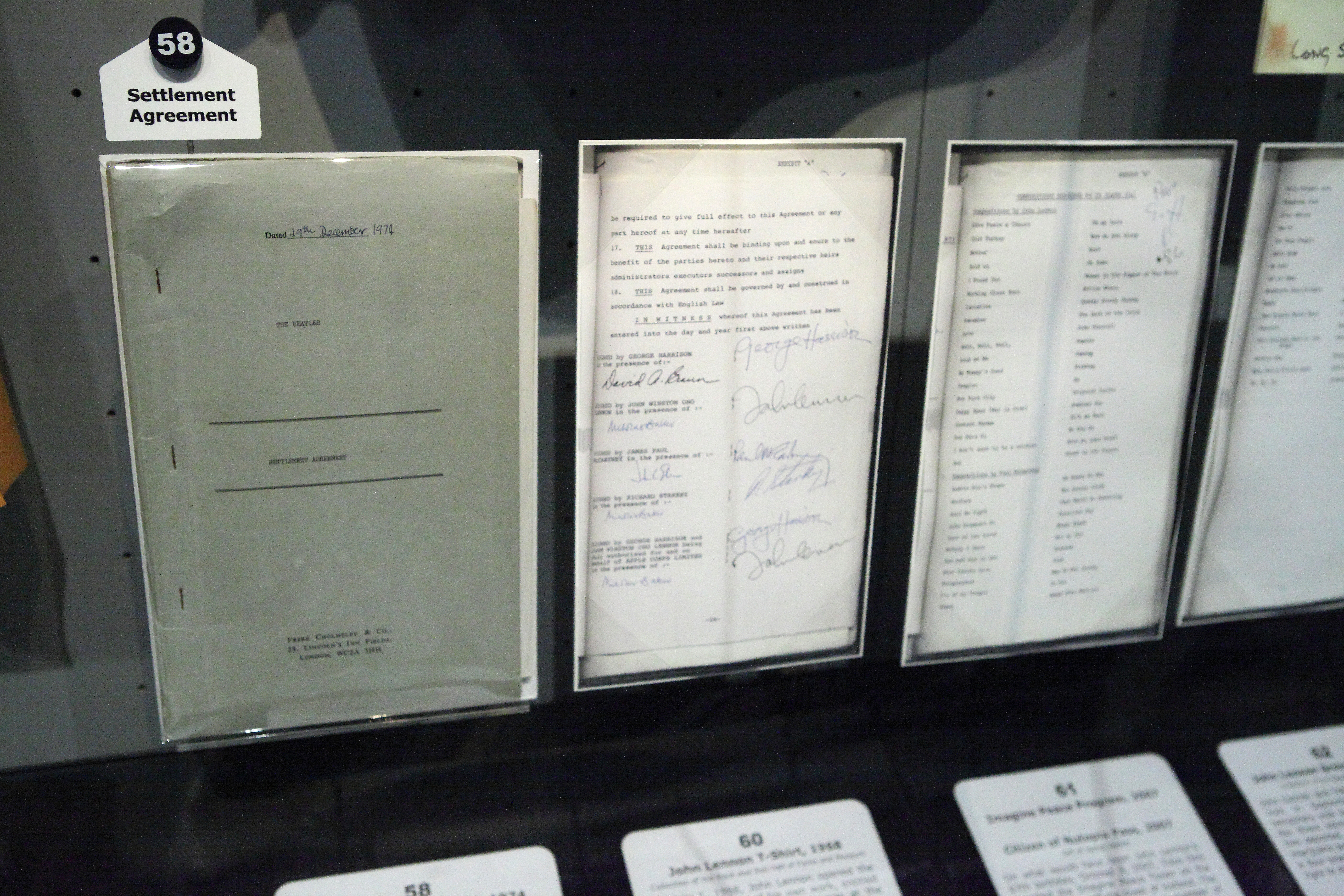
Die Trennungsvereinbarung der Beatles vom Dezember 1974, ausgestellt in der Rock and Roll Hall of Fame

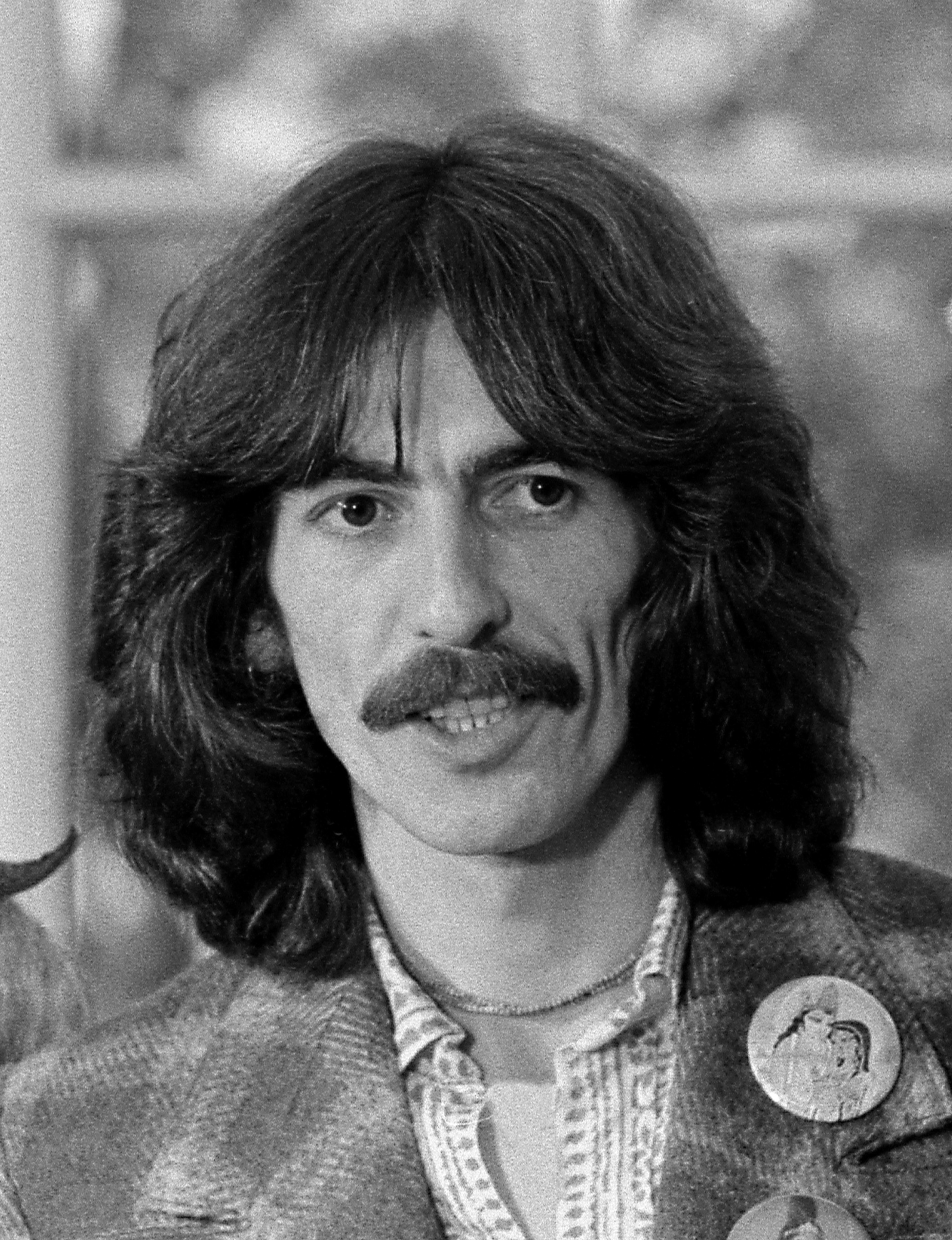
George Harrison, 1974

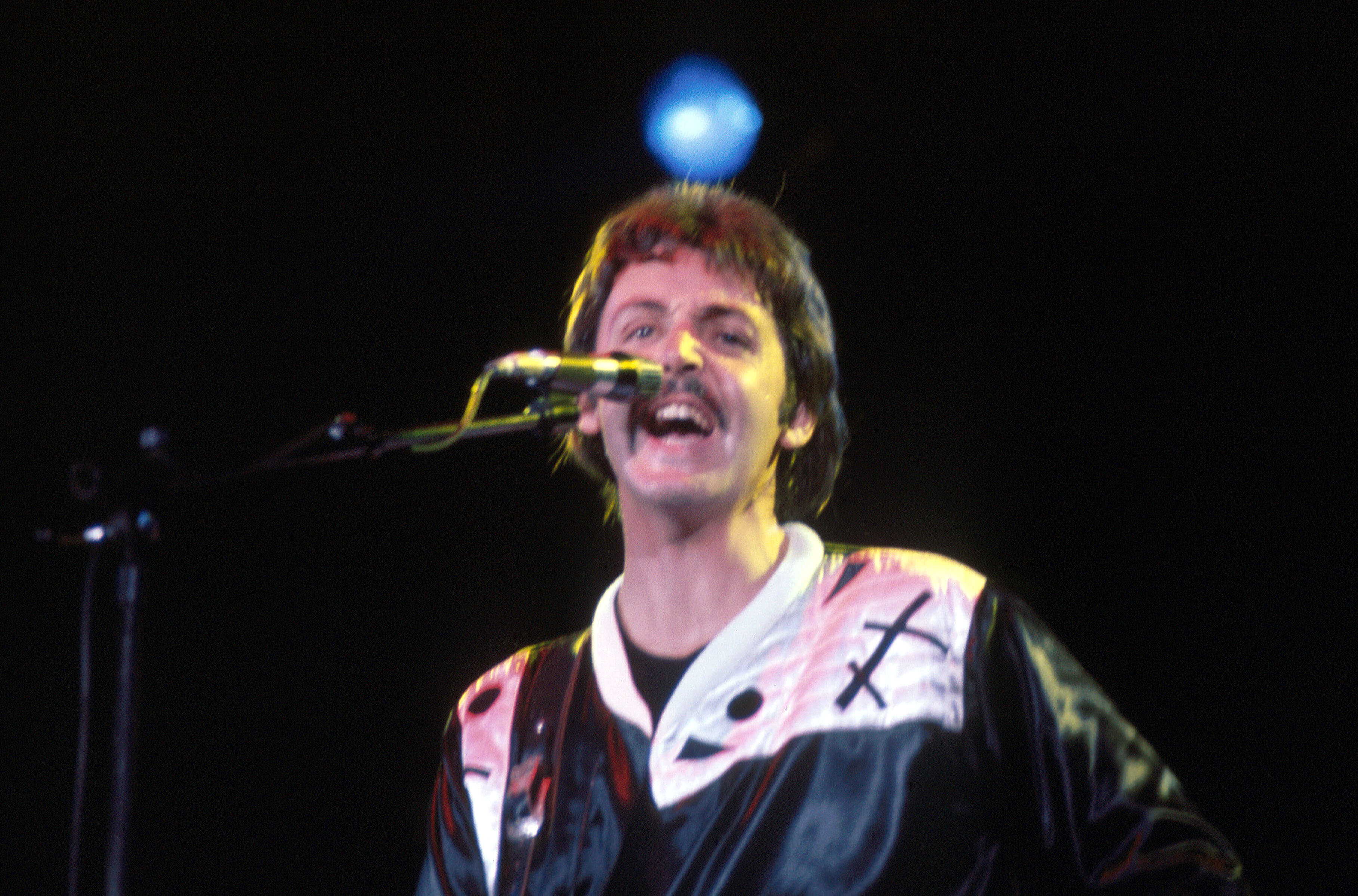
Paul McCartney, September 1976

Während der Aufnahmen zu Harry Nilssons Album Pussy Cats kam es zur einzigen bekannten musikalischen Zusammenarbeit mit Paul McCartney nach der Trennung der Beatles. McCartney, der mit seiner Ehefrau Linda McCartney kurzzeitig John Lennon in Los Angeles besuchte, wurde von Lennon zu einer ganztägigen Jamsession eingeladen, der unter anderem auch Stevie Wonder beiwohnte. Bei den Aufnahmen sang Lennon die Hauptstimme und spielte Gitarre. Paul McCartney sang dazu die Nebenstimme und spielte Schlagzeug. Die Aufnahmen fanden am 28. März 1974 in den Burbank Studios statt und wurden nur auf Bootlegs veröffentlicht. Eine von John Lennon angedachte weitere musikalische Zusammenarbeit mit Paul McCartney wurde nicht mehr realisiert. Es war das letzte Mal, dass Lennon und McCartney in einem Tonstudio gemeinsam Musik machten. Am 19. Dezember versäumte John Lennon einen gemeinsamen Termin im New Yorker Plaza Hotel, bei dem die Auflösung der Beatles-Geschäftspartnerschaft offiziell besiegelt werden sollte. Er unterzeichnete den Vertrag erst eine Woche später in Disney’s Polynesian Village Resort in Florida. Nachdem Yoko Ono und John Lennon 1975 ihren Sohn Sean bekommen hatten, gab es laut Paul McCartney häufiger Gespräche zwischen ihm und Lennon über das Elternsein.
Der ehemalige Roadie und enge Beatles-Freund Mal Evans wurde am 4. Januar 1976 in Los Angeles von der Polizei erschossen. Am 26. Januar lief der Beatles-Plattenvertrag mit der EMI endgültig aus. Nach einer Wiederveröffentlichung aller Beatles-Singles in Großbritannien war die Gruppe im April mit 23 Songs in den Top-100-Charts vertreten. Am 24. April, einige Wochen nachdem den Beatles eine siebenstellige Summe für eine Wiedervereinigung angeboten worden war, war Paul McCartney bei John Lennon in dessen Wohnung im New Yorker Dakota-Haus zu Gast. Abends sahen sie sich gemeinsam die NBC-Fernsehsendung Saturday Night Live an, als Moderator Lorne Michaels den Beatles „den tariflichen Mindestlohn“ (rund 1000 US-Dollar) anbot, wenn sie noch während der Show vorbeikämen. Die beiden hielten die Idee für „cool“, aber entschieden sich dann doch gegen einen spontanen Auftritt. Einen Tag später kam McCartney erneut zu Besuch, wurde aber von Lennon an der Tür abgewiesen. Es war das letzte Treffen der beiden Musiker.
Ab 1976 war EMI berechtigt, Kompilationsalben ohne Einholung der Zustimmungen der Beatles zu veröffentlichen. Als erstes erschien das Doppelalbum Rock ’n’ Roll Music, das im weiteren Sinne rockige Lieder der Beatles umfasst. Es folgten in den kommenden Jahren weitere Themenalben: Love Songs (1977), Rarities (1979), The Beatles Ballads (1980), Reel Music (1982) und 20 Greatest Hits (1982).
Am 2. Mai 1977 wurde ein Mitschnitt der letzten Beatles-Konzerte im Hamburger Star-Club vom Dezember 1962 auf dem Album Live! at the Star-Club in Hamburg, Germany; 1962 veröffentlicht. Vier Tage später folgte die LP The Beatles at the Hollywood Bowl, die Live-Aufnahmen aus den Jahren 1964/1965 enthält, die die Nummer-eins-Position in Großbritannien erreichte.
Die Beatles-Parodie The Rutles – All You Need Is Cash (unter anderem mit George Harrison, Eric Idle, Bill Murray, Dan Aykroyd und John Belushi) hatte am 22. März 1978 auf NBC Premiere. Im selben Jahr verklagte Apple Corps die damals aufstrebende Computerfirma Apple Inc. wegen Verletzung von Markenrechten. Eine Einigung wurde erzielt, in der sich die Computerfirma verpflichtete, sich auf den Bereich der Computer zu beschränken und nicht im Musikgeschäft tätig zu werden.
Am 19. Mai 1979 besuchten Paul McCartney, George Harrison und Ringo Starr die Hochzeit von Eric Clapton und Harrisons Ex-Frau Pattie Boyd in Ewhurst (Surrey). Während der Feier spielten die drei Ex-Beatles ein Überraschungskonzert mit mehreren Rock-’n’-Roll-Klassikern. Am 24. Oktober 1979 wurde Paul McCartney, der mit seiner neuen Band Wings auch in den 1970er Jahren kommerziell erfolgreich war, vom Guinness-Buch der Rekorde als „erfolgreichster Komponist aller Zeiten“ mit einer Rhodium-Schallplatte ausgezeichnet.
Laut eigener Aussage besuchte George Harrison John Lennon im Dakota Building (in der zweiten Hälfte der 1970er Jahre), es war ihr letztes Treffen. (Laut Keith Badman’s Buch The Beatles Diary Volume 2: After the Break-Up 1970–2001 war deren letztes Treffen am 28. September 1980 in Los Angeles)

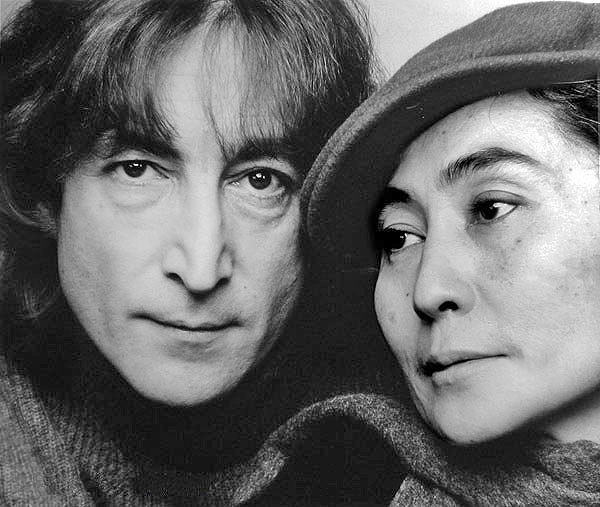
John Lennon und Yoko Ono 1980, porträtiert von Jack Mitchell

Am 15. November 1980 traf sich John Lennon zum letzten Mal mit Ringo Starr im Plaza Hotel in New York, wo er Starr eine Musikkassette mit vier Liedern überreichte. Es wurden gemeinsame Aufnahmen im Januar 1981 für das Ringo-Starr-Album Stop and Smell the Roses geplant, bei dem McCartney und Harrison ebenfalls mitwirken sollten. Am 28. November gab Lennon in einem Rechtsstreit an, dass im Rahmen der Produktion des geplanten Dokumentarfilms The Long and Winding Road ein einmaliges Beatles-Konzert vorgesehen war.
Am 8. Dezember 1980 wurde der 40-jährige John Lennon, der gerade mit dem Album Double Fantasy sein musikalisches Comeback eingeleitet hatte, vor seinem Wohnhaus in New York von dem psychisch gestörten Fan Mark David Chapman erschossen. Paul McCartney (gerade in London), George Harrison (in Henley-on-Thames) und Ringo Starr (auf den Bahamas) wurden telefonisch über den Tod ihres Ex-Partners informiert. Starr flog am 9. Dezember mit seiner Freundin Barbara Bach nach New York und besuchte Yoko Ono und Sean Lennon im Dakota-Haus.

“After all we went through together I had and still have great love and respect for him. I am shocked and stunned. To rob life is the ultimate robbery in life. This perpetual encroachment on other people’s space is taken to the limit with the use of a gun. It is an outrage that people can take other people’s lives when they obviously haven’t got their own lives in order.”

„Nach allem, was wir durchgemacht haben, mag und respektiere ich ihn immer noch sehr. Ich bin bestürzt und fassungslos. Jemandem das Leben zu rauben ist der schlimmste Raub, den man im Leben begehen kann. Dieses ewige Eingreifen in den Freiraum anderer Menschen wird durch den Gebrauch einer Waffe aufs Äußerste getrieben. Es ist ein Gräuel, dass man das Leben eines anderen nehmen kann, wenn man sein eigenes Leben nicht im Griff hat.“

Als Ringo Starr am 27. April 1981 die Schauspielerin Barbara Bach in London heiratete, gehörten auch Paul und Linda McCartney sowie George und Olivia Harrison zu den 70 Gästen. Während der Feier traten McCartney, Harrison und Starr mit Harry Nilsson und Ray Cooper als All-Star-Band auf. Am 11. Mai veröffentlichte George Harrison die John-Lennon-Tribut-Single All Those Years Ago, die musikalische Beiträge von Paul McCartney und Ringo Starr enthält. Starrs Album Stop and Smell the Roses vom 27. Oktober beinhaltete je zwei McCartney- und Harrison-Kompositionen.
Die am 26. April 1982 veröffentlichte Paul-McCartney-LP Tug of War enthält das John-Lennon-Tribut-Stück Here Today. Ringo Starr spielte bei Take It Away Schlagzeug. Am 24. Mai besuchten George Harrison und Ringo Starr die Aufführung des Films The Cooler (mit Starr und McCartney) auf dem Filmfestival von Cannes. Am 23. Juni spielten Paul McCartney und Ringo Starr ein gemeinsames Konzert vor Fanclubmitgliedern in den Elstree Film Studios in Hertfordshire. 1982 hatten die Beatles mit The Beatles’ Movie Medley und der Wiederveröffentlichung von Love Me Do in Großbritannien zwei Top-Ten-Hits.
Den möglichen Rückkauf der Firma Northern Songs erörterten Paul McCartney, George Harrison und Ringo Starr bei einem Treffen am 25. Juli 1983 im Londoner Gore-Hotel. Im September klagten die drei Ex-Beatles gegen eine Veröffentlichung der Beatles-Fan-Club-Weihnachtssingles aus den Jahren 1963 bis 1969. Bei einem weiteren Geschäftstreffen mit Yoko Ono am 1. Dezember wurde über die Zukunft von Apple diskutiert.
Am 25. Oktober 1984 war die Weltpremiere des Paul-McCartney-Kinofilms Broad Street in New York. Der Film und der Soundtrack Give My Regards to Broad Street entstanden in enger Zusammenarbeit mit Ringo Starr. Im Dezember verhinderten die drei Ex-Beatles die Veröffentlichung des Albums The Beatles Sessions, das bisher unveröffentlichte Aufnahmen enthalten hätte.
Im Jahr 1985 flammten die geschäftlichen Auseinandersetzungen zwischen den Ex-Beatles erneut auf. Am 25. Februar wurde Paul McCartney von George Harrison, Ringo Starr und Yoko Ono verklagt, da er angeblich seine Tantiemen-Quoten an den Beatles-Platten heimlich erhöht hatte. Am 4. April feierte der von George Harrison produzierte Film Wasser – Der Film Premiere, in dem Harrison unter anderem mit Ringo Starr und Eric Clapton das Lied Freedom singt. Am 10. August kaufte Michael Jackson für 47,5 Millionen Dollar die Rechte an allen 251 Lennon/McCartney-Kompositionen. Der unterlegene Bieter Paul McCartney war entsetzt, da Yoko Ono ihm versichert hatte, ein Angebot von fünf Millionen Dollar würde ausreichen. Am 21. Oktober 1985 waren George Harrison und Ringo Starr Gäste bei Carl Perkins, der in den Limehouse Television Studios in London das Fernsehspecial Blue Suede Shoes – A Rockabilly Session with Carl Perkins and Friends aufnahm.
Ab dem 26. Februar 1987 wurden sämtliche Beatles-Alben erstmals auf CD veröffentlicht. Dabei stieg Sgt. Pepper zum 20-jährigen Jubiläum bis auf Rang 3 der britischen Hitparade. Am 5. Juni traten George Harrison und Ringo Starr gemeinsam bei der Prince’s Trust Rock Gala in der Londoner Wembley Arena auf. Auf dem am 2. November veröffentlichten Harrison-Album Cloud Nine, das auch den Beatles-Tribut-Song When We Was Fab enthält, spielte Starr Schlagzeug.
George Harrison und Ringo Starr nahmen am 20. Januar 1988 an der Einführung der Beatles in die Rock and Roll Hall of Fame im New Yorker Hotel Waldorf Astoria teil. Paul McCartney blieb wegen der andauernden geschäftlichen Differenzen fern. Harrison und Starr gaben mit Bob Dylan, Mick Jagger, Bruce Springsteen und Mike Love ein All-Star-Konzert. Am 5. März 1988 traten Harrison und Starr bei der Aspel & Company-Show als Interviewgäste auf. Am 8. März wurden die Alben Past Masters Vol. 1 & 2 veröffentlicht, die eine Zusammenfassung aller Beatles-Singles und EPs enthalten.
Am 8. November 1989 wurden die Plattenfirmen EMI und Capitol dazu verurteilt, 100 Millionen US-Dollar unbeglichene Tantiemen an die Ex-Beatles nachzuzahlen. Ende des Monats enthielt eine Presseerklärung von George Harrison das Zitat, die Beatles würden sich nicht wiedervereinigen „solange John Lennon tot bleibt“.
Im April 1990 wurden vier in den Jahren 1983/1984 entdeckte Asteroiden von der Internationalen Astronomischen Union in Lennon, McCartney, Harrison und Starr umbenannt. Im Oktober 1991 endete der zweite Rechtsstreit zwischen Apple Corps und der Computerfirma Apple in einer außergerichtlichen Einigung. Am 13. November 1991 wurde der Dokumentarfilm The Beatles: The First U.S. Visit auf VHS-Videokassette veröffentlicht, am 9. Februar 2004 erschien er auf DVD.
Am 6. April 1992 trat Ringo Starr auf einem von George Harrison organisierten Wohltätigkeitskonzert zugunsten der Meditations-Organisation Natural Law Party in der Londoner Royal Albert Hall auf. Am 8. Oktober trafen sich McCartney, Harrison und Starr mit Yoko Ono zu einer Geschäftsbesprechung in der Londoner MPL-Zentrale.
Am 16. April 1993 gab Paul McCartney in der Hollywood Bowl (Los Angeles) ein Konzert. Während des letzten Liedes Hey Jude kam unter anderem Ringo Starr auf die Bühne und sang im Chor mit.

### Anthology(1994–2001)
Bereits 1970 und 1980 hatte es Pläne für eine groß angelegte Fernsehdokumentation unter dem Arbeitstitel The Long and Winding Road gegeben, bei der Neil Aspinall die Geschichte der Beatles aufarbeiten sollte. Kurz vor der Ermordung John Lennons waren die Verhandlungen mit den Ex-Mitgliedern, die als Teil der Werbekampagne sogar einem gemeinsamen Live-Auftritt zugestimmt hatten, weit fortgeschritten. Im Oktober 1987 einigten sich McCartney, Harrison und Starr bei einem Treffen in London schließlich auf eine Verwirklichung des Projekts The Beatles Anthology, das neben der Fernsehproduktion und einem Buch auch drei Alben und drei neue Singles vorsah. Unter der Regie von Geoff Wonfor begannen im Mai 1992 die Dreharbeiten für die aufwendige Dokumentation, in der die Ex-Beatles in stundenlangen Interviews, die mit Originalton- und -filmaufnahmen untersetzt sind, ihre eigene Geschichte erzählen. Neben Kommentaren der engen Vertrauten George Martin, Neil Aspinall und Derek Taylor wurden auch Archivzitate von John Lennon eingefügt.
Am 19. Januar 1994 wurde John Lennon postum in Anwesenheit von Paul McCartney und Yoko Ono im New Yorker Waldorf-Astoria-Hotel als Solointerpret in die Rock and Roll Hall of Fame aufgenommen. Auf der anschließenden Pressekonferenz bestätigte McCartney die Gerüchte um eine bevorstehende Beatles-Reunion. Ono übergab McCartney vier von Lennon in den 1970er Jahren angefertigte Demobänder, die bis dato unveröffentlichte Stücke enthielten.

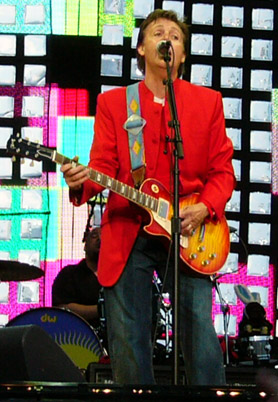
Paul McCartney, 2004

Paul McCartney, George Harrison und Ringo Starr begannen am 11. Februar 1994 in McCartneys Heimstudio in Peasmarsh (Sussex) mit den Aufnahmen für die erste neue Beatles-Single seit 25 Jahren. Unter der Produktion von Jeff Lynne wurden dabei die neu eingespielten Gesangs- und Instrumentalspuren mit Hilfe modernster Technik dem digital gesäuberten Free as a Bird-Demoband von John Lennon hinzugefügt.

“It’s crazy really, because when you think about a new Beatles record, it is impossible, because John is not around. So, I invented a little scenario; he’s gone away on holiday and he’s just rung us up and he says ‚just finish this track for us, will you? I’m sending the cassette – I trust you.‘”

„Das ist echt verrückt, denn wenn man daran denkt, ein Beatles-Album aufzunehmen, ohne dass John zugegen ist, ist es unmöglich. Also hab ich mir eingeredet, er ist in den Urlaub gefahren und rief uns an, um uns zu sagen: ‚Stellt einfach diese Aufnahme fertig, einverstanden? Die Kassette schick ich euch zu – ich vertrau euch.‘“

Während der Dreharbeiten zu der Dokumentation Anthology wurde unter anderem eine Jamsession im Juni 1994 von Paul McCartney, George Harrison und Ringo Starr in einem Home-Recording-Studio aufgenommen, diese erschien am 31. März 2003 im Rahmen der Anthology-DVD-Box-Wiederveröffentlichung. Folgende Lieder wurden teilweise gespielt:
Baby What You Want Me to Do, Raunchy (instrumental), Thinking of Linking, Blue Moon of Kentucky und Ain’t She Sweet.
Ein Querschnitt der Beatles-Rundfunkaufnahmen aus den Jahren 1963 bis 1965 wurde am 30. November 1994 auf dem Doppel-Album Live at the BBC veröffentlicht, das die Spitze der britischen Hitparade erreichte. Ringo Starrs ehemalige Frau Maureen Tigrett starb am 30. Dezember im Alter von 48 Jahren in Los Angeles an den Folgen einer Leukämie-Knochenmarktransplantation.
Am 6. Februar 1995 nahm die Gruppe in Peasmarsh die Arbeit zu ihrer zweiten neuen Single Real Love auf. Die Produktion gestaltete sich diesmal schwieriger, da die Tonqualität des Demobandes technisch minderwertig war. Die Vollendung der weiteren neuen Stücke, Now and Then und Grow Old with Me, wurde einen Monat später wegen Meinungsverschiedenheiten abgebrochen.
Mit George Martin begannen die Beatles am 22. Mai 1995 in den Londoner Abbey Road Studios mit der Auswahl und Abmischung der Lieder für die geplanten drei Anthology-Alben die Outtakes und unveröffentlichte Stücke der Gruppe enthalten sollten. Ihr langjähriger Freund Klaus Voormann wurde mit der Covergestaltung beauftragt. Im Oktober und November fanden Dreharbeiten für die Videoclips zu Free as a Bird und Real Love statt.
Begleitet von einer sehr umfangreichen Werbekampagne hatte am 19. November 1995 der erste Teil der fünfstündigen Dokumentation The Beatles Anthology im US-Fernsehen Weltpremiere. Zwei Tage später wurde das Doppelalbum Anthology 1 mit Titeln aus den Jahren 1958 bis 1964 veröffentlicht. Es erreichte die Spitze der US-Hitparade. Am 4. Dezember kam die Single Free as a Bird in die Läden, die entgegen allen Erwartungen hinter Michael Jacksons Earth Song auf Rang 2 der britischen Hitlisten stehen blieb.
Am 4. März 1996 erschien die zweite Comeback-Single Real Love, die vom britischen BBC-Rundfunk wegen „tontechnischer Gründe“ aus dem Programm verbannt wurde. Anthology 2 (mit Titeln von 1965 bis 1968) erschien am 18. März und stieg beiderseits des Atlantiks an die Spitze der Hitlisten. Der Beatles-Produzent George Martin wurde am 15. Juni zum Ritter geschlagen. Am 7. Oktober erschien die Anthology in einer achtteiligen VHS-Videobox.
In einer Presseerklärung gaben McCartney, Harrison und Starr am 17. Oktober 1996 bekannt, es werde keine weiteren gemeinsamen Aufnahmen geben. Das am 28. Oktober veröffentlichte Doppelalbum Anthology 3 (mit Titeln von 1968 bis 1970) erreichte wiederum Rang 1 der US-Hitlisten. Die Beatles sind damit die einzige Gruppe, von denen zweimal innerhalb von zwölf Monaten drei Alben die Spitze der US-LP-Hitparade erreichten (1964 und 1996). Insgesamt wurde die Gruppe für die dreiteilige Anthology mit 15 Multi-Platin-Schallplatten und drei Grammy Awards ausgezeichnet.
Am 11. März 1997 wurde Paul McCartney im Londoner Buckingham Palace von Königin Elisabeth II. zum Ritter geschlagen. Zwei Monate später veröffentlichte er das Album Flaming Pie (benannt nach Lennons Äußerung zur Entstehung des Namens „Beatles“), das musikalische Beiträge von Ringo Starr enthält. McCartney revanchierte sich ein Jahr später bei dessen CD Vertical Man, bei dem auch George Harrison musikalisch mitwirkte. Am 14. Oktober besuchten die beiden Ex-Beatles gemeinsam die Weltpremiere von McCartneys Orchesterwerk Standing Stone in der Royal Albert Hall. Derek Taylor, der Pressesprecher der Beatles, starb am 8. September 1997, er arbeitete bis zu seinem Tod für Apple Corps.
Im Mai 1998 klagten Paul McCartney, George Harrison und Ringo Starr erfolgreich gegen eine Tonträgerfirma, die den Mitschnitt eines Star-Club-Konzerts der Beatles auf CD veröffentlicht hatte. Am 8. Juni nahmen McCartney, Harrison und Starr in London an der Trauerfeier für Linda McCartney teil, die am 17. April in Tucson (Arizona) ihrem Brustkrebsleiden erlegen war. Am 28. Dezember wurden die Beatles mit einem Stern auf dem Hollywood Walk of Fame verewigt.
Am 14. September 1999 wurde der digital restaurierte Zeichentrickfilm Yellow Submarine auf DVD veröffentlicht. Gleichzeitig erschien Yellow Submarine Songtrack, ein neu zusammengestelltes und abgemischtes Soundtrack-Album. Im Juni 2012 erfolgte eine Veröffentlichung im Blu-ray-Format. Zum Ende des Jahres wurden die Beatles in einer landesweiten Umfrage unter 600.000 britischen Bürgern zu den Bedeutendsten Künstlern und zur Besten Musikgruppe des 20. Jahrhunderts gewählt. Sgt. Pepper’s gewann die Wahl zum Besten Album.
Am 30. Dezember wurde George Harrison bei einem Messerattentat in seiner Villa in Henley-on-Thames im Brustbereich verletzt.

### 2000er Jahre

Kompilationsalbum 1

George Harrison und Ringo Starr waren am 17. September 2000 bei einer Party des Formel-1-Piloten Damon Hill in Hambledon (Surrey) zu Gast, wo sie zusammen mit Leo Sayer ein kurzes Konzert gaben. Am 5. Oktober erschien das Buch The Beatles Anthology mit den Abschriften der Interviews für die gleichnamige Fernsehdokumentation. Mit dem am 17. November veröffentlichten Greatest-Hits-Album 1 kehrten die Beatles noch einmal in 34 Ländern, unter anderem in Deutschland, Großbritannien und den USA an die Spitze der Charts zurück. Die bestverkaufte CD des Jahres qualifizierte sich allein in der ersten Woche weltweit für 35 Platin-Schallplatten und verkaufte sich bis zum Jahr 2006 über 24 Millionen Mal.

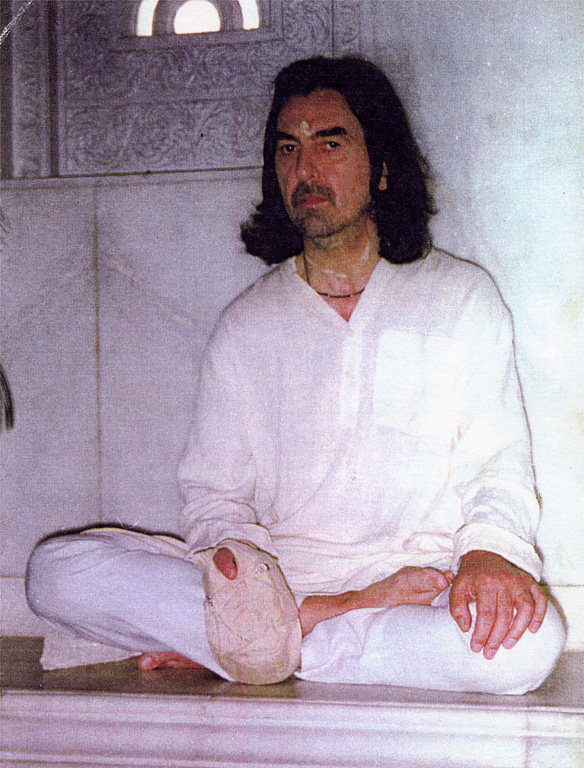
George Harrison, 1996

Bereits im August/September 1997 hatte sich George Harrison nach der Entfernung eines geschwollenen Lymphknotens in London einer Radium-Strahlentherapie unterzogen. Im Januar 1998 folgte eine Behandlung in der renommierten Mayo Clinic von Rochester (Minnesota). Am 21. März 2001 wurde Harrison mit Verdacht auf Lungenkrebs erneut ins Krankenhaus eingeliefert. Bei der anschließenden Operation wurde ein bösartiges Krebsgeschwür von der Lunge entfernt. Paul McCartney besuchte ihn am 8. Mai während dessen Erholungsurlaubs in der Toskana. Nur eine Woche später diagnostizierten Ärzte der Krebsklinik von Bellinzona einen schweren Hirntumor. Das letzte Treffen von Paul McCartney, George Harrison und Ringo Starr fand am 12. November im University Hospital von Staten Island (New York) statt, wo Harrison mit einer starken Chemotherapie behandelt wurde.
Am 29. November 2001 starb George Harrison im Alter von 58 Jahren in Los Angeles (Kalifornien).

“His music will live on forever, as will his personality. We had just so many beautiful times together and that is what I am going to remember him by. He was just my baby brother and he will sorely missed. I understand the end was a very peaceful, golden moment – that’s a blessing.”

„Seine Musik wird ewig weiterleben, genauso wie seine Persönlichkeit. Wir hatten so eine schöne gemeinsame Zeit und das ist es, woran ich mich immer erinnern werde. Er war wie mein kleiner Bruder und wird mir sehr fehlen. Wie ich weiß, war das Ende ein friedlicher und goldener Moment – Das ist ein Segen.“

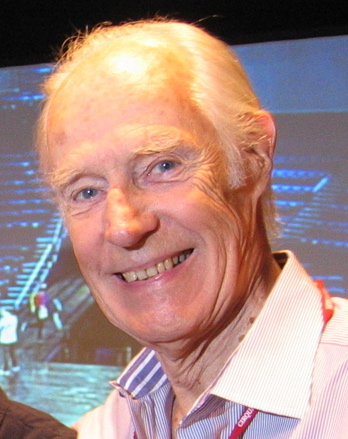
George Martin, 2006

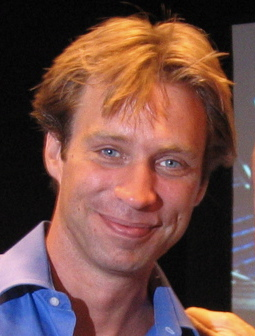
Giles Martin, 2006

Paul McCartney und Gerry and the Pacemakers traten am 24. Februar 2002 bei einem Gedenkkonzert für George Harrison im Empire Theatre von Liverpool auf. Im Juli desselben Jahres nahmen die beiden Ex-Beatles McCartney und Starr mit George Martin an einer Gedenkveranstaltung für Harrison in dessen Haus in Henley-on-Thames teil. Am 29. November wurde in der Londoner Royal Albert Hall das Concert for George veranstaltet. Mit dabei waren neben Paul McCartney und Ringo Starr u. a. Eric Clapton, Tom Petty, Jeff Lynne, Billy Preston und die Komikergruppe Monty Python.
Im September 2002 wurde der Spielfilm A Hard Day’s Night restauriert auf DVD veröffentlicht, eine neu restaurierte Veröffentlichung im Blu-ray-Format erfolgte im Juni 2014.
Das am 25. März 2003 veröffentlichte Ringo-Starr-Album Ringo Rama enthält das George-Harrison-Tribut Never Without You. Die Beatles-Anthology-Dokumentation erschien am 31. März in einem 5er-DVD-Set. Am 24. September besuchten Paul McCartney, Ringo Starr und Yoko Ono eine Vorab-Premiere des Films Concert for George in den Warner-Brothers-Studios von Burbank (Los Angeles County). Am 28. Oktober 2003 wurden die vier Ed-Sullivan-Shows vom Februar 1964 und 12. September 1965 mit insgesamt 20 live eingespielten Titeln der Beatles sowie Auftritte von anderen Künstlern unter dem Titel The Four Historic Ed Sullivan Shows Featuring The Beatles als VHS-Kassette/Doppel-DVD veröffentlicht. Am 17. November erschien unter dem Titel Let It Be… Naked eine „Rohversion“ des Beatles-Albums von 1970, die auf die orchestrale Nachbearbeitung von Phil Spector verzichtete.
Am 3. Februar 2004 wurde der Dokumentationsfilm The Beatles – The First U.S. Visit auf DVD veröffentlicht. Diese Dokumentation basiert im Wesentlichen auf den im Februar 1964 gedrehten Dokumentationsfilm What’s Happening! The Beatles In The USA von Albert und David Maysles. Zusätzlich wurden Filmszenen der Ed Sullivan Shows eingefügt.
Am 9. September 2004 wurden die Beatles in die UK Music Hall of Fame aufgenommen. Der ehemalige Quarrymen-Gitarrist Eric Griffiths starb am 29. Januar 2005 im Alter von 64 Jahren in Edinburgh an Magenkrebs. Am 15. Dezember desselben Jahres verklagte die Firma Apple Records im Namen der Ex-Beatles den EMI-Konzern wegen Hinterziehung von Beatles-Tantiemen in Höhe von 30 Millionen Pfund.
Im November 2004 wurde die Box The Capitol Albums Vol. 1 veröffentlicht, sie enthält vier US-amerikanische Alben aus dem Jahr 1964, im April 2006 folgte The Capitol Albums Vol. 2 die vier weitere US-Alben aus dem Jahr 1965 beinhaltet.
Nach dem erneuten Aufflammen des Konflikts im Jahr 2003 begann am 29. März 2006 vor dem Londoner High Court der Prozess zwischen der Beatles-Firma Apple Corps und dem gleichnamigen Computer-Konzern. Das Gericht erkannte jedoch nicht an, dass die Elektronikfirma das von den Beatles entworfene und geschützte Apfel-Logo für Musik verwendet. Das Apple-Logo würde lediglich für Hardware-Programme um einen Online-Musikdienst, jedoch nicht für den Musikverkauf an sich genutzt.
Der ehemalige Beatles-Keyboarder Billy Preston, der bei den Aufnahmen von Let It Be und bei mehreren Solo-Aufnahmen von Lennon, Harrison und Starr mitwirkte, starb am 6. Juni 2006 im Alter von 59 Jahren in Scottsdale (Arizona). Paul McCartney und Ringo Starr besuchten am 30. Juni 2006 die Weltpremiere der in Zusammenarbeit mit dem Cirque du Soleil entstandenen offiziellen Beatles-Musical-Show Love im Mirage von Las Vegas.
Im August 2006 wurde das Album Sgt. Pepper’s Lonely Hearts Club Band nach einer BBC-Umfrage zum „besten Album aller Zeiten“ gewählt.
In den Top Ten dieser Umfrage finden sich drei weitere Beatles-Alben, Revolver (Rang 6), Abbey Road (Rang 8) und The Beatles („Weißes Album“, Rang 10). Die Hörer durften anlässlich der seit 50 Jahren bestehenden Album-Hitparade aus allen Alben wählen, die sich an der Spitzenposition platzieren konnten.
Am 17. November 2006 erschien Love. Es handelt sich bei diesem Album um neue Abmischungen bekannter Beatles-Stücke durch George Martin und dessen Sohn Giles Martin. Die Grundlage für dieses Album bildet die gleichnamige Show des Cirque du Soleil in Las Vegas. Das Album erschien in einer Stereo-CD, als auch als DVD-audio Variante (5.1-Surround). Letztere gewann im Jahr 2008 den Grammy Award for Best Surround Sound Album.
Am 5. Februar 2007 verkündete die Aktiengesellschaft Apple Inc. unter der Führung ihres CEO Steve Jobs, dass sie mit der Beatles-Firma Apple Corps Ltd. einen neuen Vergleich erzielt habe. Die Apple Inc. ist dem Vergleich zufolge Eigentümerin aller Markenrechte, die mit dem Namen Apple zu tun haben und wird bestimmte Rechte an die Beatles-Firma lizenzieren. Finanzielle Details wurden nicht genannt. Bereits im Zuge der Präsentation von Apples iPhone auf der Macworld Conference & Expo 2007 zeichnete sich ab, dass mit Apple Records zumindest Verhandlungen geführt wurden, da unter anderem in Verbindung mit dem Mobiltelefon das Schallplattencover Sgt. Pepper’s Lonely Hearts Club Band der Beatles dargestellt wurde, deren Musik bis zum 16. November 2010 nicht über den iTunes Store zu beziehen war.
Ab dem Jahr 2007 wurden über iTunes Alben/Lieder von John Lennon, Paul McCartney, George Harrison und Ringo Starr vertrieben. Die Erstveröffentlichung der 13-Beatles-Alben sowie der Kompilationsalben Past Masters,  1962–1966 und 1967–1970 im Download-Format erfolgte dann ab dem 16. November 2010 bei iTunes. In den Folgejahren wurden exklusiv die Kompilationsalben Anthology Highlights (2011) und Tomorrow Never Knows (2012) über iTunes veröffentlicht.
Im November 2007 erschien eine Neuveröffentlichung des Films Help! aus dem Jahr 1965. Der Film wurde in einer Doppel-DVD-Special-Edition veröffentlicht. Ein Making-of und eine Dokumentation über die Restaurierung des Films sind unter anderem als Extramaterial enthalten. Im Juni 2013 erfolgte eine Veröffentlichung im Blu-Ray-Format.
Aus Anlass des 40. Jahrestages der Aufnahme des Beatles-Songs Across the Universe strahlte die NASA am 4. Februar 2008 um 19 Uhr EST (5. Februar 2008, 1 Uhr MEZ) den Song in Richtung Polarstern, Sternbild Ursa Minor (Kleiner Bär), über ihre Madrider – zum Deep-Space-Antennennetz gehörende – Anlage aus. Das Datum markiert drei weitere Ereignisse: 50 Jahre zuvor war die NASA gegründet worden, 45 Jahre zuvor gründete sie das Deep-Space-Projekt, und 40 Jahre zuvor hatten die USA mit Explorer 1 ihren ersten NASA-Satelliten ausgesetzt. Das als MP3 kodierte, etwa vier Minuten lange Lied benötigt 431 Jahre, bis es im Jahr 2439 die 2,5 Billiarden Kilometer entfernte Polarsternregion erreicht haben wird. Geschrieben hatte das Lied John Lennon, der es später als eine seiner besten Kompositionen bezeichnen sollte. Paul McCartney bat in einer Grußbotschaft an die NASA, seine „Grüße an die Aliens“ zu schicken. Yoko Ono sprach vom „Beginn eines neuen Zeitalters, in dem wir mit Milliarden von Planeten kommunizieren werden“. Beatles-Fans riefen den 4. Februar 2008 zum Across the Universe Day aus und spielten den Song zum Zeitpunkt der Übertragung weltweit mit. Das Ereignis wurde von der NASA via Internet live übertragen, untermalt mit einem Video, das den Song illustriert.
Norman Smith, der erste leitende Toningenieur der Beatles, starb am 3. März 2008 im Alter von 85 Jahren. Am 24. März 2008 starb Neil Aspinall in New York mit 66 Jahren, er war bis 2007 CEO von Apple Corps. Jeff Jones wurde der neue CEO von Apple Corps.
Bei einem Benefizkonzert der David Lynch Foundation for Consciousness-Based Education and World Peace am 4. April 2009 in der Radio City Music Hall, New York, betraten Paul McCartney und Ringo Starr zum ersten Mal seit 2002 wieder gemeinsam die Bühne. Das Konzert stand unter dem Motto Change Begins Within; mit den Einnahmen will die Stiftung sozial benachteiligten Kindern die Möglichkeit geben, Transzendentale Meditation zu erlernen: jene Meditationstechnik, die die Beatles 1968 im indischen Rishikesh bei Maharishi Mahesh Yogi erlernt hatten. Weitere Mitwirkende waren: Donovan und Paul Horn (Weggefährten auf der damaligen Indienreise), Ben Harper, Sheryl Crow, Pearl Jams Frontmann Eddie Vedder, Moby, Bettye LaVette und Jim James.
Kurz nach dem Benefizkonzert in New York wurde berichtet, dass Paul McCartney und Ringo Starr weiterhin musikalisch zusammenarbeiten wollen. Auf dem Starr-Album Y Not wurde das Duett Walk with You mit Paul McCartney im Januar 2012 veröffentlicht, der auch Bass bei dem Lied Peace Dream spielte.
Allen Klein, der letzte Manager der Beatles, starb am 4. Juli 2009 in New York im Alter von 77 Jahren.
Nach vierjähriger Vorbereitung erschienen am 9. September 2009 alle 13 Studioalben der Beatles in einer gemasterten Fassung. Erstmals sind damit alle Beatles-Alben in Stereo auf CD erhältlich. Die CDs gibt es einzeln oder in der Box The Beatles Stereo Box Set mit 16 CDs. Auch eine Monoversion der Alben, die ursprünglich als Monoversion veröffentlicht wurden, ist im neuen Mastering in der Box The Beatles in Mono erhältlich.

### 2010er Jahre
Am 7. Juli 2010 spielte Ringo Starr, an seinem 70. Geburtstag mit der All-Starr Band in der Radio City Music Hall in New York, gegen Ende des Konzerts kam Paul McCartney auf die Bühne und beide spielten das Lied Birthday zusammen live.
Im Oktober 2012 erschien der restaurierte Film Magical Mystery Tour auf DVD und Blu-ray.
Im November 2013 wurde ein zweiter Teil des 1994 erschienenen Albums Live at the BBC unter dem Namen On Air – Live at the BBC Volume 2 veröffentlicht. Gleichzeitig wurde Live at the BBC einem Remastering unterzogen und in neuer Aufmachung wiederveröffentlicht. Im Dezember 2013 folgte die digitale Kompilation The Beatles Bootleg Recordings 1963, die ausschließlich bei iTunes erhältlich ist. Sie enthält 59 bisher unveröffentlichte Aufnahmen aus dem Jahr 1963, davon 15 Studio-Outtakes, 42 BBC-Aufnahmen sowie die zwei Demos Bad to Me und I’m in Love.
Im Januar 2014 wurde die Box The U.S. Albums veröffentlicht, sie enthält 13 US-amerikanische Kompilationsalben. Im Juli 2014 folgte die The Japan Box, diese enthält fünf japanische Kompilationsalben. Paul McCartney und Ringo Starr spielten live am 26. Januar 2014 im Staples Center während der Grammy Awards 2014 in Los Angeles das McCartney-Lied Queenie Eye.
The Night That Changed America: A Grammy Salute to The Beatles war ein TV-Tribute-Konzert für die Beatles, es wurde am 27. Januar 2014 aufgenommen und am 9. Februar 2014 von CBS ausgestrahlt. Paul McCartney und Ringo Starr, traten erst getrennt und bei den Liedern With a Little Help from My Friends und Hey Jude gemeinsam auf.
Am 1. April 2015 starb Cynthia Lennon, die erste Ehefrau von John Lennon, im Alter von 75 Jahren. Am 6. November 2015 erschien das Album 1+, einige Versionen der Wiederveröffentlichung enthalten eine DVD/Blu-Ray, die alle 27 Musikvideos der Lieder des Albums 1 beinhalten.
Ab dem 24. Dezember 2015 wurde der Kernkatalog (13 Studioalben) sowie die Alben Past Masters, 1962–1966, 1967–1970 und Love auch bei anderen Anbietern als iTunes und bei Streaming-Diensten verfügbar gemacht. Das Album 1 war ab dem 17. Juni 2016 ebenfalls bei anderen Anbietern verfügbar.
George Martin, der Produzent der Beatles, starb am 8. März 2016 im Alter von 90 Jahren.

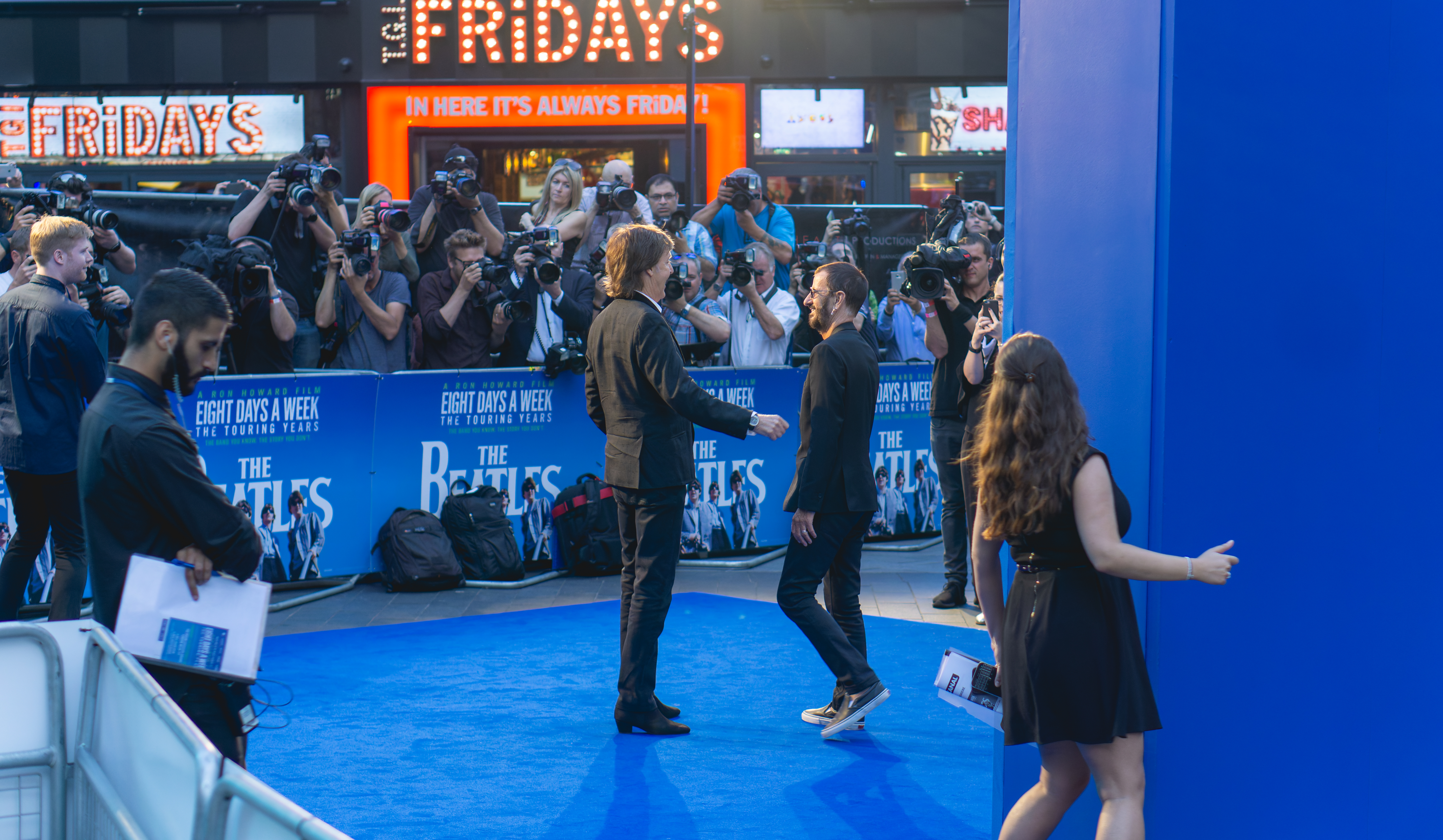
Paul McCartney und Ringo Starr bei der Filmpremiere des Films The Beatles: Eight Days a Week – The Touring Years am 15. September 2016 im Odeon Cinema in Londons Leicester Square

Im 9. September 2016 wurde das Livealbum Live at the Hollywood Bowl in einer überarbeiteten Version wiederveröffentlicht. Am 18. November 2016 wurde der Film The Beatles: Eight Days a Week – The Touring Years auf DVD/Blu-Ray veröffentlicht. Der Film wurde ab September 2016 in den Kinos aufgeführt, er dokumentiert im Wesentlichen die Tourneen und Liveauftritte der Beatles von 1962 bis 1966. Regisseur war Ron Howard.
Am 30. Dezember 2016 starb Allan Williams der erste Manager der Beatles im Alter von 86 Jahren.
Zum 50-jährigen Jubiläum, am 26. Mai 2017, wurde das Album Sgt. Pepper’s Lonely Hearts Club Band erneut wiederveröffentlicht. Giles Martin mischte mit dem Toningenieur Sam Okell das Album neu ab. Das Album wurde in sechs Versionen wiederveröffentlicht und erreichte unter anderen den ersten Platz in den britischen Charts.
Für die Lieder We’re on the Road Again und Show Me the Way, die sich auf dem Starr-Album Give More Love befinden, steuerte McCartney Bassspiel bei, beim ersten Lied auch den Hintergrundgesang. Das Album erschien im September 2017.
Am 15. Dezember 2017 wurde die 7″-Single-Box The Official Beatles Fan Club The Christmas Records veröffentlicht, diese enthält Nachpressungen der sieben britischen Weihnachtssingles, die von 1963 bis 1969 an die Mitglieder des britischen Fanclubs versandt wurden.
Am 20. März 2018 wurde auch Ringo Starr zum Ritter geschlagen.
Geoff Emerick, der mit Unterbrechungen leitender Toningenieur der Beatles zwischen 1966 und 1969 war, starb am 2. Oktober 2018 in Los Angeles im Alter von 72 Jahren.
Zum 50-jährigen Jubiläum, am 9. November 2018, wurde das Album The Beatles erneut wiederveröffentlicht, es wurde wiederum von Giles Martin und Sam Okell neu abgemischt. Am 22. Mai 2019 wurde der Konzertfilm Live at The Washington Coliseum, 1964 separat über iTunes veröffentlicht.
Ringo Starr und Paul McCartney spielten am 16. Dezember 2018 in der O2 Arena in London das Lied Get Back und am 13. Juli 2019 im Dodgers Stadium in Los Angeles die Lieder Sgt. Pepper’s Lonely Hearts Club Band (Reprise) und Helter Skelter während zweier McCartney-Konzerte.
Am 27. September 2019 wurde Abbey Road zum 50-jährigen Jubiläum, von Martin und Okell neu abgemischt, veröffentlicht. McCartney und Starr begaben sich am 26. September 2019 zur Veröffentlichungsparty in die Abbey Road Studios. *  erreichte erneut den ersten Platz der britischen Charts.
Im Oktober 2019 erschien Ringo Starrs Studioalbum What’s My Name, Starr und McCartney spielten für das Album die Lennon-Komposition Grow Old with Me ein. Am 22. November 2019 wurde eine Box mit 23 Beatles-7″ Vinyl-Singles unter dem Titel The Singles Collection Box veröffentlicht.

### 2020er Jahre

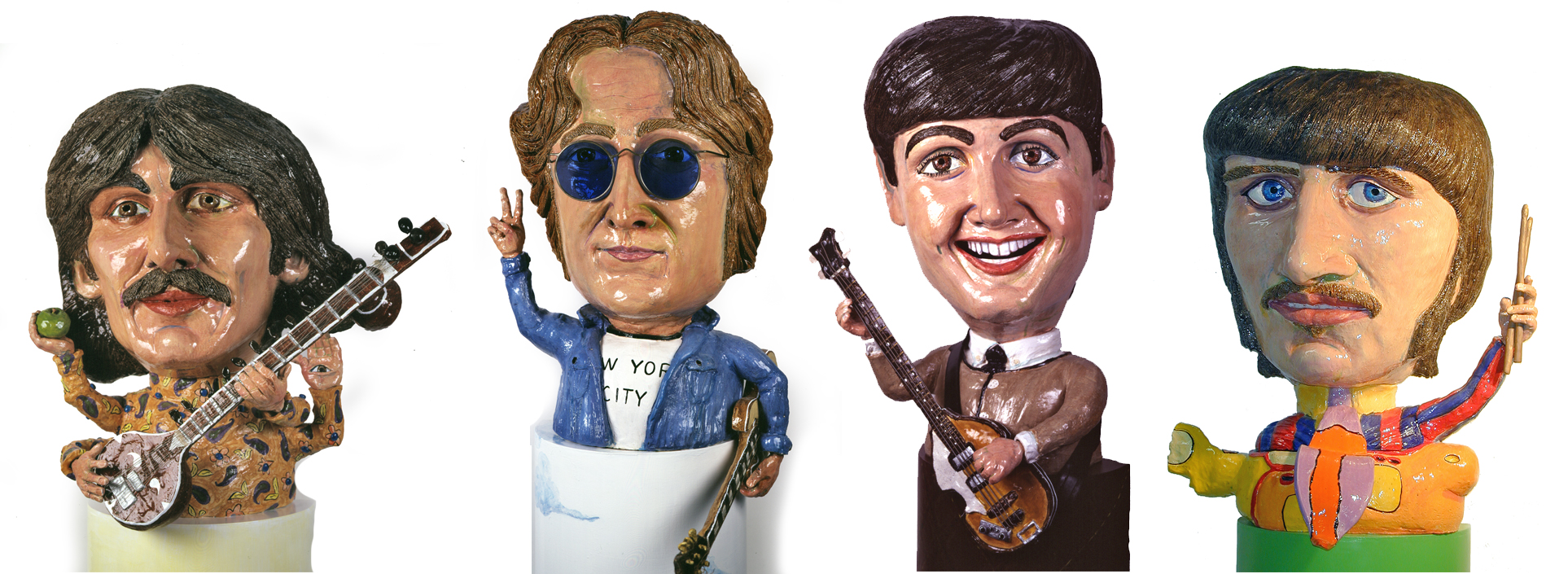
Keramiken von Anthony Natsoulas

Am 15. Oktober 2021 wurde Let It Be zum 50-jährigen Jubiläum, von Martin und Okell neu abgemischt, veröffentlicht, die Wiederveröffentlichung erreichte den zweiten Platz der britischen Charts.
Ende November 2021 erschien die von Peter Jackson inszenierte Dokumentation The Beatles: Get Back, dem umfangreiches Audio- und Filmmaterial aus dem Jahr 1969 zugrunde liegt, die wiederum im Zuge der Let It Be-Filmaufnahmen entstanden waren. An der Entwicklung der Dokumentation waren Paul McCartney, Ringo Starr, Yoko Ono und Olivia Harrison beteiligt. Am 28. Januar 2022 wurde das Livealbum Get Back:The Rooftop Performance veröffentlicht, es enthält das komplette letzte Konzert der Beatles vom 30. Januar 1969. Das Konzert wurde von Giles Martin und Sam Okell neu abgemischt und kann nur bei Streaming-Diensten abgerufen werden.
In dem 2021 erschienenen McCartney-Buch Lyrics. 1956 bis heute veröffentlichte er unter anderem den zwei Strophen umfassenden Text eines um 1960 entstandenen Liedes mit dem Titel Tell Me Who He Is.
Am 28. Oktober 2022 wurde das Album Revolver, wiederum von Martin und Okell neu in den USA abgemischt, veröffentlicht, die Wiederveröffentlichung erreichte den zweiten der britischen und den ersten Platz der deutschen Charts.
Am 2. November 2023 wurde mit der Single Now and Then der wohl letzte neue Beatles-Song veröffentlicht. John Lennon hatte den Song in den 1970er-Jahren geschrieben und mit einem Kassettenrecorder aufgenommen. Die Aufnahme konnte von den Beatles 1995 aufgrund ihrer schlechten Qualität nicht genutzt werden, Filter konnten die Stimme nicht von übertönenden Geräuschen befreien. Schließlich konnten Tontechniker 2022 mithilfe von künstlicher Intelligenz die Aufnahme bereinigen, sodass die Aufnahme fertiggestellt werden konnte. Als weitere A-Seite war die Debütsingle Love Me Do enthalten. Now and Then erreichte den ersten Platz der Charts in Deutschland und Großbritannien. Am 10. November 2023 wurden die Alben 1962–1966 und 1967–1970 erneut wiederveröffentlicht, die Alben enthalten Neuabmischungen von Giles Martin und Sam Okell aus den Jahren 2015 bis 2023 sowie zusätzliche Lieder.
Am 8. Mai 2024 erschien auf Disney+ der von Peter Jackson restaurierte Film Let It Be. Am 22. November 2024 wurde das Vinyl-Boxset 1964 US Albums in Mono veröffentlicht, am 29. November folgte der Dokumentationsfilm Beatles ’64 auf Disney+, der unter der Regie von David Tedeschi entstand und die Ankunft der Beatles im Februar 1964 beschreibt.

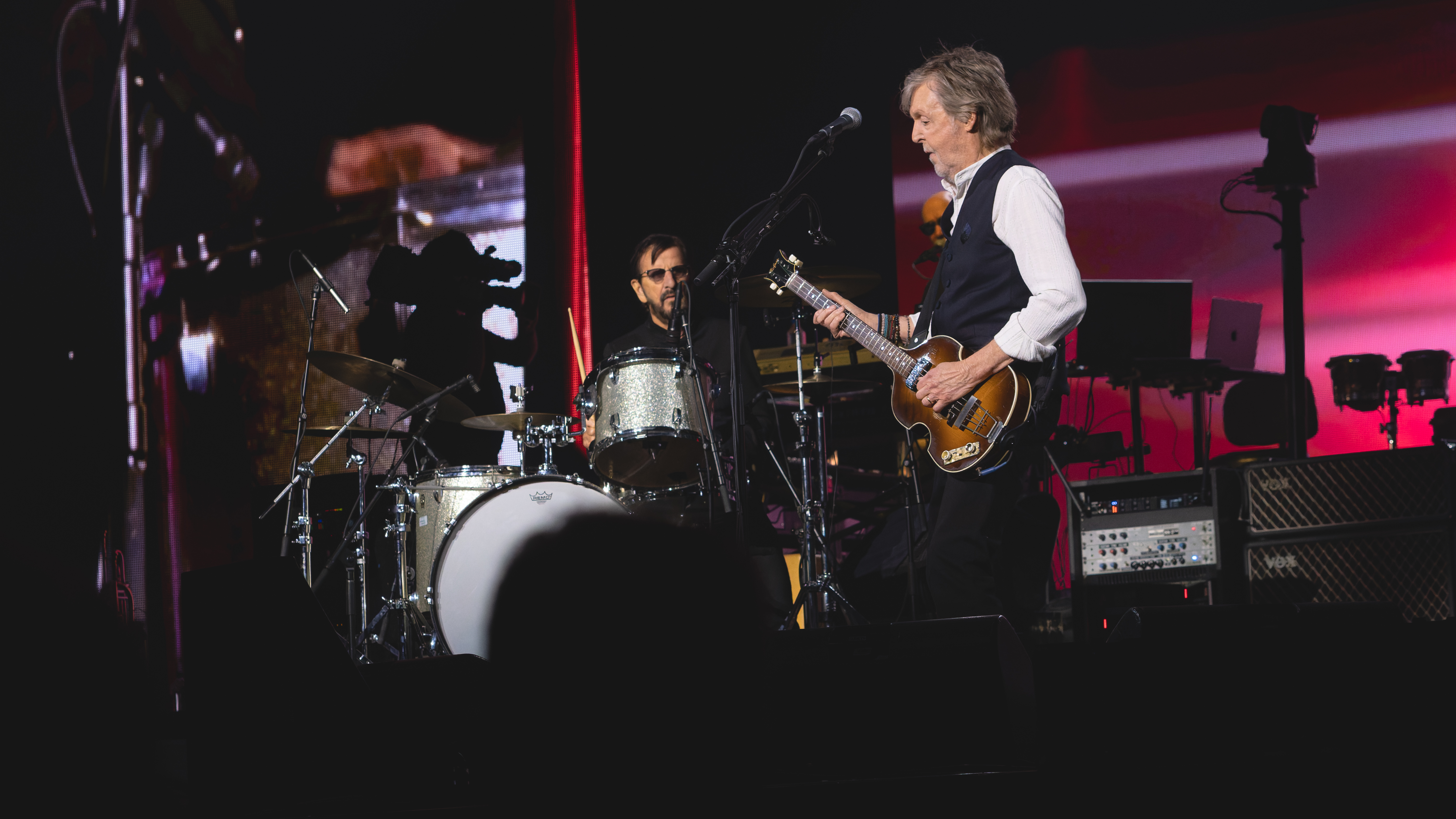
McCartney und Starr am 19. Dezember 2024 in der O2 Arena in London

Paul McCartney und Ringo Starr spielten am 19. Dezember 2024 in der O2 Arena in London die Lieder Sgt. Pepper’s Lonely Hearts Club Band und Helter Skelter.
Nachdem der CEO von Apple Corps Ltd, Jeff Jones, im Oktober 2024 ausgeschieden war, wurde im Juli 2025 Tom Greene als neuer CEO vorgestellt.

## Rekorde in der Musik
Die Beatles haben während ihrer musikalischen Karriere eine beachtliche Anzahl von Rekorden aufgestellt, von denen einige bis heute Bestand haben.
Obwohl sie nur über einen Zeitraum von acht Jahren Plattenaufnahmen machten, sind die Beatles die Gruppe mit den meistverkauften Tonträgern der Welt. Laut Angaben ihrer Plattenfirma EMI beläuft sich die Anzahl der verkauften Einheiten auf über eine Milliarde.
Die Beatles haben mehr Multi-Platin-Auszeichnungen erhalten als jeder andere Künstler (13 in den USA).
Die Beatles hatten mehr Nummer-eins-Singles als alle anderen Gruppen oder Sänger (22 in den USA, 23 in Australien, 23 in den Niederlanden, 22 in Kanada, 21 in Norwegen, 18 in Schweden, 12 in Deutschland).
Die Beatles hatten mehr Nummer-eins-Alben als andere Einzelkünstler und Gruppen (19 in den USA und 15 in Großbritannien).
Die Beatles verbrachten die meisten gezählten Wochen auf Platz 1 in den Album-Charts (132 in den USA und 174 in Großbritannien).
Die erfolgreichste erste Woche von Verkäufen für ein Doppelalbum erreichten die Beatles mit Anthology 1. Im Zeitraum vom 21. November bis zum 27. November 1995 wurde das Album 855.797 Mal in den USA verkauft.
Lennon und McCartney sind die bisher erfolgreichsten Komponisten der Popgeschichte mit 28 Nr.-1-Singles in den USA für McCartney und 21 für Lennon (19 Titel wurden gemeinsam geschrieben). Lennon war verantwortlich für 21 Nummer-eins-Singles in Großbritannien, und McCartney hatte dort 23 Erfolge (18 Titel wurden gemeinsam geschrieben).
Während der ersten Aprilwoche 1964 hielten die Beatles die ersten fünf Plätze der Billboard Hot 100, was niemandem zuvor gelungen war. Die fünf Titel waren Can’t Buy Me Love, Twist and Shout, She Loves You, I Want to Hold Your Hand und Please Please Me.
In der Woche vom 11. bis zum 17. April 1964 hielten die Beatles 14 Plätze in den Billboard Hot 100. Vor den Beatles war neun die höchste Anzahl von gleichzeitigen Titeln eines Interpreten in den Hot 100 (Elvis Presley, 19. Dezember 1956).
Die Beatles waren die einzigen, die sich selbst zweimal auf dem ersten Platz der Billboard Hot 100 ablösten. Dieses Kunststück gelang ihnen Anfang des Jahres 1964. Dem Titel I Want to Hold Your Hand folgte She Loves You, und nach dieser Single kam Can’t Buy Me Love auf Platz 1. Boyz II Men, OutKast und Elvis Presley gelang es jeweils einmal, sich selbst direkt mit einem eigenen Titel von Platz 1 abzulösen.
Die Beatles waren die ersten, deren Liveauftritt weltweit im Fernsehen übertragen wurde. Diese Übertragung fand unter Beteiligung von 26 Ländern am 25. Juni 1967 unter dem Titel Our World statt und hatte weltweit 600 Millionen Zuschauer. Jedes Land lieferte einen Beitrag. So konnte man zum Beispiel eine Geburt in Mexiko miterleben. Und man war dabei, als in England die Beatles den Song All You Need Is Love live spielten, nur ein Teil der Instrumentierung war Playback. Viele Freunde der Beatles sangen am Ende des Songs mit, als dieser langsam ausgeblendet wurde, z. B. Mick Jagger, Keith Richards, Marianne Faithfull, Eric Clapton und Keith Moon. Der Auftritt fand im Studio 1 der Abbey Road Studios statt, wo sie von 1962 bis 1970 die meisten ihrer Titel aufnahmen.
In den USA wurden sie am 14. Juni 2005 zum sechsten Mal mit einem Diamond Award ausgezeichnet, den die Recording Industry Association of America (RIAA) für mehr als zehn Millionen in den USA verkaufte Alben verleiht. Die im Jahr 2000 erschienene Greatest-Hits-Compilation 1 hatte diese imposante Zahl überschritten. Das in den USA bestverkaufte Beatles-Album ist noch immer das 1968 erschienene „Weiße Album“ The Beatles. Insgesamt belaufen sich die Verkäufe von Tonträgern der Beatles in den USA auf 183 Millionen Alben (Stand: Juli 2021).

## Musikalische Bedeutung

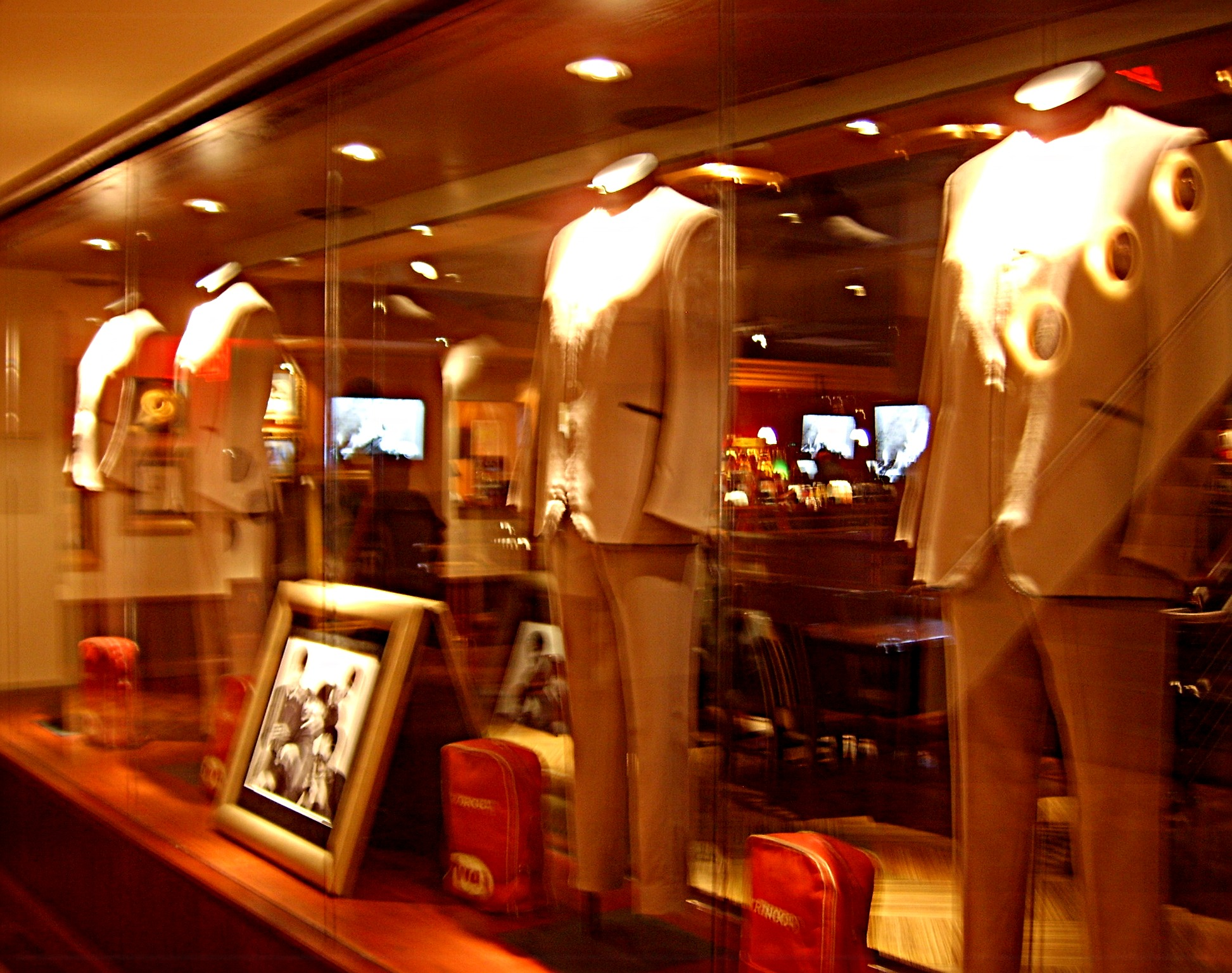
Anzüge der Beatles. 2005 im neuen Hard Rock Café in NYC

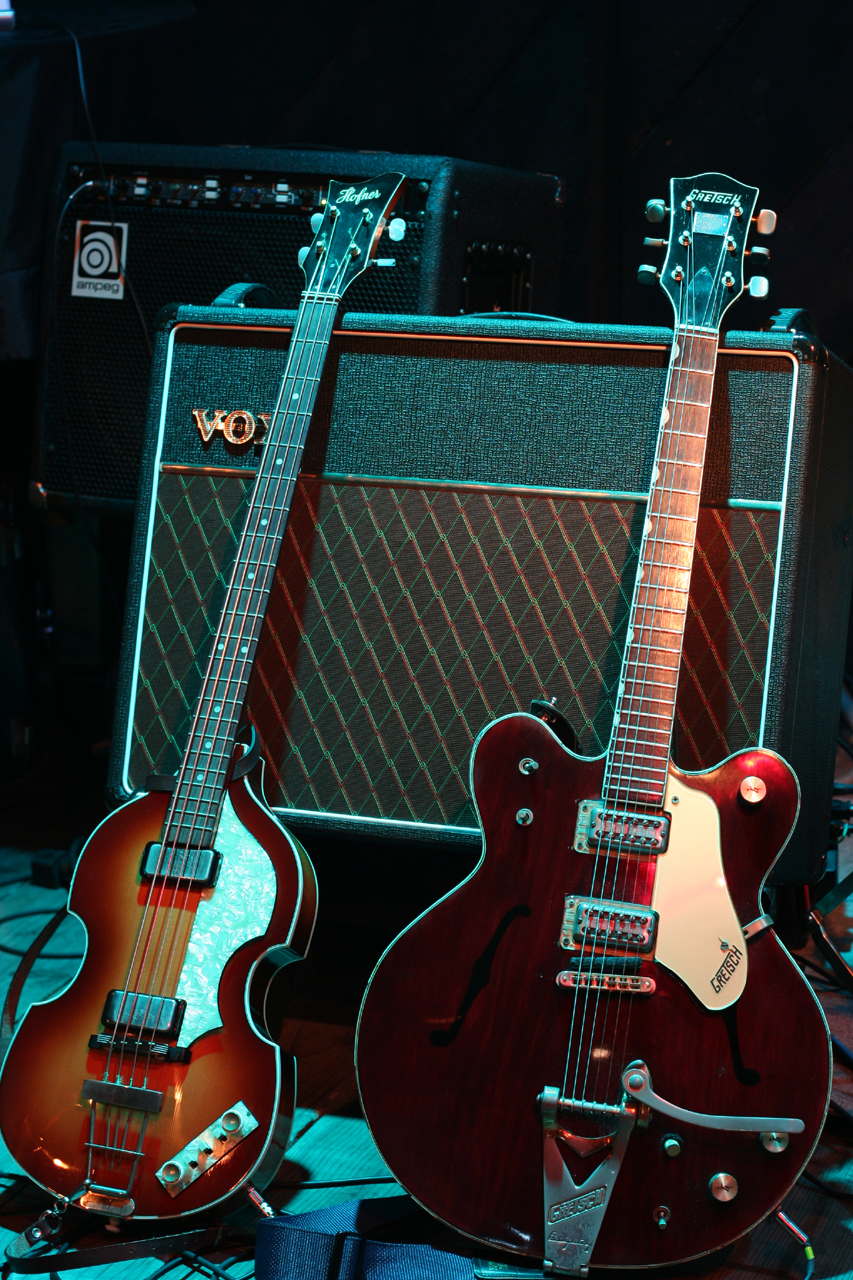
Höfner 500/1-E-Bass, Gretsch-Country-Gentleman-E-Gitarre und Vox AC30-Gitarrenverstärker

Die Beatles, die sich innerhalb kürzester Zeit zu erfolgreichen Hookline-Komponisten entwickelt hatten, werden vielfach als wichtigste Popband der 1960er Jahre bezeichnet und haben nahezu alle Genres der Pop-/Rockmusik nachhaltig beeinflusst. Bis zum Jahr 2012 haben sie mehr als 600 Millionen Tonträger verkauft. Anfänglich standen sie namensgebend für die Musikrichtung des Beats. Dies war ein gitarrenlastiger Musikstil, der sich durch schnellen 4⁄4-Takt und eingängige Melodien auszeichnete. Seine Bedeutung liegt darin, dass er zum ersten Mal einen eigenständigen Rockstil in Großbritannien etablierte und damit eine musikalische Unabhängigkeit von den US-amerikanischen Vorbildern ermöglichte.
Ab 1964 begannen die Beatles, die damals weder Noten lesen und schreiben konnten, noch bewusst Regeln der Harmonielehre anwendeten, sich musikalisch weiterzuentwickeln und mit anderen Musikstilen zu experimentieren. So zeigt das Album Beatles for Sale deutliche Einflüsse aus der Folk- und Country-Musik. Das folgende Album Help! enthält erstmals Gastmusiker, und zwar – wie nachfolgend regelmäßig – aus dem klassischen Bereich: Unter anderem ist mit der Ballade Yesterday ein Stück zu hören, in dem der Sänger (McCartney) neben seiner Akustikgitarre nur von einem Streichquartett begleitet wird. Auf dem 1965 veröffentlichten Album Rubber Soul wurden erstmals indische Einflüsse hörbar. Das 1966er Album Revolver beeindruckte durch eine breite Palette unterschiedlichster Pop-Derivate. Darin zeigte sich eine wesentliche Stärke der Beatles: Sie vermochten verschiedenste Geschmäcker zu bedienen, ohne dabei ihren eigenen Charakter zu verlieren.
Mit dem Album Sgt. Pepper’s Lonely Hearts Club Band von 1967 legten sie eines der ersten Konzeptalben der Popgeschichte vor, das auch von Pet Sounds der Beach Boys inspiriert ist. Sgt. Pepper war auch die erste Platte in der Popgeschichte, auf deren Cover die Texte der Lieder abgedruckt waren. Mit der Doppel-LP The Beatles – wegen des Covers gemeinhin „White Album“, das „Weiße Album“, genannt – demonstrierten die Beatles noch einmal ihr gesamtes musikalisches Spektrum, unter anderem mit Helter Skelter, einem der ersten Hard-Rock-Stücke der Rockgeschichte.
Somit bediente die Musik der Beatles Stilrichtungen von Rock ’n’ Roll, Beat und Balladen über Country, Folk, Music Hall und Blues bis zu Psychedelic Rock, klassischer Musik und auch Hardrock. Großes, teils überschwängliches Lob erhielten die Musiker auch von Pierre Boulez und anderen „E-Musikern“.
Die Musikzeitschrift Rolling Stone wählte die Beatles im Jahr 2004 auf den ersten Platz der 100 größten Musiker aller Zeiten.

## Bedeutung für die Popkultur

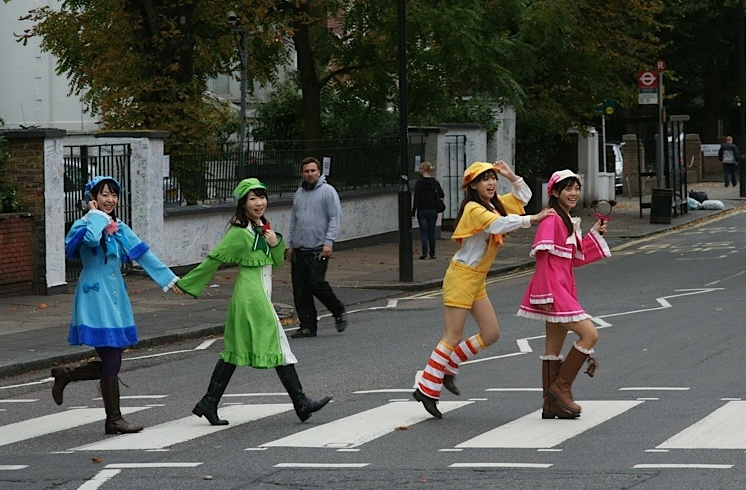
Die vier Mitglieder (Seiyū) des japanischen Manga- bzw. Medien-Franchises Milky Holmes spielen vor den Abbey Road Studios in London das Plattencover von Abbey Road nach, das eine Art Mem der Popkultur wurde

Bis zu den Beatles hatten lediglich Frank Sinatra in den 1940er sowie in den 1950er Jahren Elvis Presley eine ähnliche Welle der Begeisterung und fanatischen Verehrung ausgelöst. Dabei nahmen die Beatles, geprägt von Presley und Chuck Berry ebenso wie von anderen schwarzen (wie Fats Domino) bzw. von Schwarzen beeinflussten weißen Musikern (wie Buddy Holly und Carl Perkins), gegenüber den Rolling Stones die Rolle der „braven Jungs“ ein und blieben auch textlich noch recht lange dem harmlosen Schlager treu. Doch im Rahmen der geistigen und gesellschaftlichen Veränderungen der späten 1960er Jahre änderten die Beatles, deren Hauptkomponisten Paul McCartney und John Lennon waren, ihren Stil, wobei sie – laut McCartney – zuvor am stärksten von den Everly Brothers beeinflusst wurden. Ab 1965 wurden die Texte, inspiriert durch Bob Dylan, allmählich tiefgründiger und persönlicher. Die Kompositionen und Arrangements wurden zunehmend komplexer.
In Liedern wie She Said, She Said verarbeiteten sie die ab 1966 gemachten Erfahrungen mit LSD. Sie beschäftigten sich mit indischer Spiritualität und bekannten sich 1967 zu dem Guru Maharishi Mahesh Yogi und seiner Meditationstechnik. Letztlich verstanden es die Beatles meisterhaft, sich den jeweiligen gesellschaftlichen Strömungen anzupassen, ohne sich zu sehr zu exponieren. So experimentierten sie zwar 1967 mit psychedelischen Elementen in der Musik, blieben dabei aber wesentlich gemäßigter als etwa Pink Floyd zur selben Zeit. Nicht zuletzt durch ihre Filme – insbesondere durch Yellow Submarine (1968) – übten sie einen nachhaltigen Einfluss auf die Popkultur aus und trugen zur Entwicklung des Musikvideos bei, da sie zeitweise kurze Filme speziell für ihre neuen Single-Erscheinungen drehten und diese an die Fernsehsender schickten. Ihre Clips für Paperback Writer, Rain, Strawberry Fields Forever und Penny Lane waren somit die ersten Musikvideos der Popgeschichte, in denen die Band nicht einfach ihren Song spielte, sondern in denen auch andere Dinge passierten. Allerdings waren sie damals noch auf Film aufgenommen und nicht auf Video. Starr und Harrison sagten später dazu, sie hätten diese Filme gedreht, um ihre Titel nicht mehr live in Fernsehstudios präsentieren zu müssen.
Die Beatles hatten auch hinter dem Eisernen Vorhang ihre Fangemeinde, obschon die Behörden generell die westliche Rock-Musik als subversiv einstuften; Artemy Troitsky, ein Kulturreporter, erklärte die Wirkung der Songs der Band sei tief gegangen. Nikolai Wasin brachte als selbst wohl bekanntester Fan in Russland ein Buch heraus, das diesen kulturellen Einfluss beschrieb. Der Titel des Buches, Rock auf russischen Knochen, ist eine Anspielung auf die Untergrundtechnik der Herstellung von Schallplatten aus alten Röntgenbildern. In Donezk wurde im April 2018 eine seit 2006 existierende Beatles-Skulptur abgebaut.

## Diskografie
Die Diskografie der Beatles variierte bis Ende der 1980er Jahre weltweit, was dem Umstand einer international unterschiedlichen Veröffentlichungspolitik geschuldet ist. Seit dem Jahr 1987, in dem alle Beatles-Alben erstmals auf CD veröffentlicht wurden, ist die Diskografie einem sogenannten „Beatles-Kanon“ unterworfen, das heißt, international werden die Studioalben der Beatles einheitlich so veröffentlicht, wie sie ursprünglich in Großbritannien erschienen.

Studioalben

| Jahr | Titel Musiklabel Katalog-Nr. | Höchstplatzierung, Gesamtwochen/‑monate, AuszeichnungChartplatzierungen (Jahr, Titel, Musiklabel Katalog-Nr., Platzierungen, Wochen/Monate, Auszeichnungen, Anmerkungen, Titelliste) | Höchstplatzierung, Gesamtwochen/‑monate, AuszeichnungChartplatzierungen (Jahr, Titel, Musiklabel Katalog-Nr., Platzierungen, Wochen/Monate, Auszeichnungen, Anmerkungen, Titelliste) | Höchstplatzierung, Gesamtwochen/‑monate, AuszeichnungChartplatzierungen (Jahr, Titel, Musiklabel Katalog-Nr., Platzierungen, Wochen/Monate, Auszeichnungen, Anmerkungen, Titelliste) | Höchstplatzierung, Gesamtwochen/‑monate, AuszeichnungChartplatzierungen (Jahr, Titel, Musiklabel Katalog-Nr., Platzierungen, Wochen/Monate, Auszeichnungen, Anmerkungen, Titelliste) | Höchstplatzierung, Gesamtwochen/‑monate, AuszeichnungChartplatzierungen (Jahr, Titel, Musiklabel Katalog-Nr., Platzierungen, Wochen/Monate, Auszeichnungen, Anmerkungen, Titelliste) | Anmerkungen | Titelliste |
| Jahr | Titel Musiklabel Katalog-Nr. | DE | AT | CH | UK | US | Anmerkungen | Titelliste |
| ---- | --- | --- | --- | --- | --- | --- | --- | --- |
| 1963 | Please Please Me a b • DE: HZE 117 (Mono), SHZE 117 (Stereo), Odeon ZTOX 5550 • CH: Odeon ZTOX 5550 • UK: Parlophone PMC 1202 (Mono), PCS 3042 (Stereo) | DE4 (7 Mt.)DE | AT75 c (1 Wo.)AT | CH74 c (2 Wo.)CH | UK1 Platin · (76 Wo.)UK | US155 d Platin · (1 Wo.)US | Erstveröffentlichung: 22. März 1963 Neuauflage: 26. Februar 1987 (CD) Neuauflage: 9. September 2009 (Remaster) Verkäufe: + 1.915.000                                              | Titelliste 1. I Saw Her Standing There 2. Misery 3. Anna (Go to Him) 4. Chains 5. Boys 6. Ask Me Why 7. Please Please Me 8. Love Me Do 9. P.S. I Love You 10. Baby It’s You 11. Do You Want to Know a Secret 12. A Taste of Honey 13. There’s a Place 14. Twist and Shout |
| 1963 | With the Beatles b • DE: Odeon O 83658 (Mono), STO 83658 (Stereo) • CH: Odeon O 83658 (Mono), STO 83658 (Stereo) • UK: Parlophone PMC 1206 (Mono), PCS 3045 (Stereo)                                                                                       | DE1 Gold · (13 Mt.)DE | — | CH73 e (2 Wo.)CH | UK1 Gold · (57 Wo.)UK | US179 d Gold · (1 Wo.)US | Erstveröffentlichung: 12. November 1963 Neuauflage: 26. Februar 1987 (CD) Neuauflage: 9. September 2009 (Remaster) Verkäufe: + 7.522.500                                          | Titelliste 1. It Won’t Be Long 2. All I’ve Got to Do 3. All My Loving 4. Don’t Bother Me 5. Little Child 6. Till There Was You 7. Please Mr. Postman 8. Roll Over Beethoven 9. Hold Me Tight 10. You Really Got a Hold on Me 11. I Wanna Be Your Man 12. Devil in Her Heart 13. Not a Second Time 14. Money (That’s What I Want) |
| 1964 | A Hard Day’s Night a f b / Yeah! Yeah! Yeah! A Hard Day’s Night (Alternativtitel in DE) • DE: Odeon O 83739 (Mono), STO und SMO 83739 (Stereo) • UK: Parlophone PMC 1230 (Mono), PCS 3058 (Stereo) • US: United Artists UAL 3366 (Mono), UAS 6366 (Stereo) | DE1 (7 Mt.)DE | AT66 c (1 Wo.)AT | CH60 c (3 Wo.)CH | UK1 Platin · (46 Wo.)UK | US1 ×4Vierfachplatin · (56 Wo.)US | Erstveröffentlichung: 26. Juni 1964 Neuauflage: 26. Februar 1987 (CD) Neuauflage: 9. September 2009 (Remaster) Verkäufe: + 5.110.000                                              | Titelliste 1. A Hard Day’s Night 2. I Should Have Known Better 3. If I Fell 4. I’m Happy Just to Dance with You 5. And I Love Her 6. Tell Me Why 7. Can’t Buy Me Love 8. Any Time at All † 9. I’ll Cry Instead 10. Things We Said Today † 11. When I Get Home † 12. You Can’t Do That † 13. I’ll Be Back † |
| 1964 | Beatles for Sale b • DE: Odeon SMO 83 790 (Stereo) • CH: Odeon SMO 983 790 (Stereo) • UK: Parlophone PMC 1240 (Mono), PCS 3062 (Stereo) | DE1 (10 Mt.)DE | AT68 c (1 Wo.)AT | CH65 c (3 Wo.)CH | UK1 Gold · (50 Wo.)UK | US— PlatinUS | Erstveröffentlichung: 13. November 1964 Neuauflage: 26. Februar 1987 (CD) Neuauflage: 9. September 2009 (Remaster) Verkäufe: + 2.760.000                                          | Titelliste 1. No Reply 2. I’m a Loser 3. Baby’s in Black 4. Rock and Roll Music 5. I’ll Follow the Sun 6. Mr. Moonlight 7. Kansas City/Hey Hey Hey Hey 8. Eight Days a Week 9. Words of Love 10. Honey Don’t 11. Every Little Thing 12. I Don’t Want to Spoil the Party 13. What You’re Doing 14. Everybody’s Trying to Be My Baby |
| 1965 | Help! f • SHZE 162 (Stereo) • CH: Odeon SMO 84 008 oder SMO 984 008 (Stereo) • UK: Parlophone PMC 1255 (Mono), PCS 3071 (Stereo) • US: Capitol MAS 2386 (Mono), SMAS 2386 (Stereo)                                                                         | DE1 (46 Wo.)DE | AT62 c (2 Wo.)AT | CH53 c (3 Wo.)CH | UK1 Platin · (44 Wo.)UK | US1 ×3Dreifachplatin · (46 Wo.)US | Erstveröffentlichung: 6. August 1965 Neuauflage: 30. April 1987 (CD) Neuauflage: 9. September 2009 (Remaster) Verkäufe: + 3.635.000                                               | Titelliste 1. Help! ‡ 2. The Night Before 3. You’ve Got to Hide Your Love Away 4. I Need You 5. Another Girl 6. You’re Going to Lose That Girl 7. Ticket to Ride 8. Act Naturally † 9. It’s Only Love † 10. You Like Me Too Much 11. Tell Me What You See † 12. I’ve Just Seen a Face † 13. Yesterday † 14. Dizzy Miss Lizzy † |
| 1965 | Rubber Soul g • DE: Odeon SMO 84 066 (Stereo) • CH: Odeon SMO 984 066 (Stereo) • UK: Parlophone PMC 1267 (Mono), PCS 3075 (Stereo) • US: Capitol T 2442 (Mono), ST 2442 (Stereo)                                                                           | DE1 Gold · (41 Wo.)DE | AT53 c (2 Wo.)AT | CH51 c (3 Wo.)CH | UK1 ×2Doppelplatin · (59 Wo.)UK | US1 ×6Sechsfachplatin · (70 Wo.)US | Erstveröffentlichung: 3. Dezember 1965 Neuauflage: 30. April 1987 (CD) Neuauflage: 9. September 2009 (Remaster) Verkäufe: + 7.880.000                                             | Titelliste 1. Drive My Car † 2. Norwegian Wood (This Bird Has Flown) 3. You Won’t See Me 4. Nowhere Man † 5. Think for Yourself 6. The Word 7. Michelle 8. What Goes On † 9. Girl 10. I’m Looking Through You 11. In My Life 12. Wait 13. If I Needed Someone † 14. Run for Your Life |
| 1966 | Revolver g • DE: SHZE 186 (Stereo) • CH: Odeon SMO 74 161 (Stereo) • UK: Parlophone PMC 7009 (Mono), PCS 7009 (Stereo) • US: Capitol T 2576 (Mono), ST 2576 (Stereo)                                                                                       | DE1 (45 Wo.)DE | AT2 h (11 Wo.)AT | CH4 h (13 Wo.)CH | UK1 ×2Doppelplatin · (67 Wo.)UK | US1 ×5Fünffachplatin · (85 Wo.)US | Erstveröffentlichung: 28. Juli 1966 Neuauflage: 30. April 1987 (CD) Neuauflage: 9. September 2009 (Remaster) Neuauflage: 28. Oktober 2022 (Remix) Verkäufe: + 6.010.000           | Titelliste 1. Taxman 2. Eleanor Rigby 3. I’m Only Sleeping † 4. Love You To 5. Here, There and Everywhere 6. Yellow Submarine 7. She Said She Said 8. Good Day Sunshine 9. And Your Bird Can Sing † 10. For No One 11. Doctor Robert † 12. I Want to Tell You 13. Got to Get You into My Life 14. Tomorrow Never Knows |
| 1967 | Sgt. Pepper’s Lonely Hearts Club Band • DE: SHZE 401 (Stereo) • CH: Odeon SMO 81 045 (Stereo) • UK: Parlophone PMC 7027 (Mono), PCS 7027 (Stereo) • US: Capitol MAS 2653 (Mono), SMAS 2653 (Stereo)                                                        | DE1 Platin · (70 Wo.)DE | AT3 i (17 Wo.)AT | CH2 i (19 Wo.)CH | UK1 ×1818-fach-Platin · (274 Wo.)UK | US1 Diamant + Platin · (233 Wo.)US | Erstveröffentlichung: 26. Mai 1967 Neuauflage: 1. Juni 1987 (CD) Neuauflage: 9. September 2009 (Remaster) Neuauflage: 26. Mai 2017 (Remix) Verkäufe: + 32.000.000                 | Titelliste 1. Sgt. Pepper’s Lonely Hearts Club Band 2. With a Little Help from My Friends 3. Lucy in the Sky with Diamonds 4. Getting Better 5. Fixing a Hole 6. She’s Leaving Home 7. Being for the Benefit of Mr. Kite! 8. Within You Without You 9. When I’m Sixty-Four 10. Lovely Rita 11. Good Morning Good Morning 12. Sgt. Pepper’s Lonely Hearts Club Band (Reprise) 13. A Day in the Life |
| 1967 | Magical Mystery Tour j • DE: SHZE 327 • UK: Parlophone PCTC 255 • US: Capitol MAL 2835 (Mono), SMAL 2835 (Stereo) | DE8 (20 Wo.)DE | AT59 c (1 Wo.)AT | CH64 c (3 Wo.)CH | UK31 Platin · (10 Wo.)UK | US1 ×6Sechsfachplatin · (93 Wo.)US | Erstveröffentlichung: 27. November 1967 Neuauflage: 1. Juli 1987 (CD) Neuauflage: 9. September 2009 (Remaster) Verkäufe: + 7.207.500                                              | Titelliste 1. Magical Mystery Tour 2. The Fool on the Hill 3. Flying 4. Blue Jay Way 5. Your Mother Should Know 6. I Am the Walrus 7. Hello, Goodbye † 8. Strawberry Fields Forever † 9. Penny Lane † 10. Baby You’re a Rich Man † 11. All You Need Is Love † |
| 1968 | The Beatles (auch bekannt als: The White Album) • DE: Apple SMO 2051/52 (Stereo) • UK: Apple PMC 7067-7068 (Mono), PCS 7067-7068 (Stereo) • US: Apple SWBO 101                                                                                             | DE1 (26 Wo.)DE | AT4 h (13 Wo.)AT | CH6 h (16 Wo.)CH | UK1 ×2Doppelplatin · (40 Wo.)UK | US1 ×2×4Doppeldiamant + Vierfachplatin · (215 Wo.)US | Erstveröffentlichung: 22. November 1968 Neuauflage: 24. August 1987 (CD) Neuauflage: 9. September 2009 (Remaster) Neuauflage: 9. November 2018 (Remix) Verkäufe: + 14.160.000     | Titelliste Album 1 1. Back in the USSR 2. Dear Prudence 3. Glass Onion 4. Ob-La-Di, Ob-La-Da 5. Wild Honey Pie 6. The Continuing Story of Bungalow Bill 7. While My Guitar Gently Weeps 8. Happiness Is a Warm Gun 9. Martha My Dear 10. I’m So Tired 11. Blackbird 12. Piggies 13. Rocky Raccoon 14. Don’t Pass Me By 15. Why Don’t We Do It in the Road 16. I Will 17. Julia Album 2 1. Birthday 2. Yer Blues 3. Mother Nature’s Son 4. Everybody’s Got Something to Hide Except Me and My Monkey 5. Sexy Sadie 6. Helter Skelter 7. Long, Long, Long 8. Revolution 1 9. Honey Pie 10. Savoy Truffle 11. Cry Baby Cry 12. Revolution 9 13. Good Night |
| 1969 | Yellow Submarine • DE: Apple SMO 74 585 (Stereo) • UK: Apple PMC 7070 (Mono), PCS 7070 (Stereo) • US: Apple SW 153 | DE5 (4 Mt.)DE | — | CH69 k (1 Wo.)CH | UK3 Gold · (10 Wo.)UK | US2 Platin · (25 Wo.)US | Erstveröffentlichung: 13. Januar 1969 Neuauflage: 25. August 1987 (CD) Neuauflage: 9. September 2009 (Remaster) Verkäufe: + 1.447.500                                             | Titelliste 1. Yellow Submarine 2. Only a Northern Song 3. All Together Now 4. Hey Bulldog 5. It’s All Too Much 6. All You Need Is Love 7. Pepperland 8. Sea of Time 9. Sea of Holes 10. Sea of Monsters 11. March of the Meanies 12. Pepperland Laid Waste 13. Yellow Submarine in Pepperland |
| 1969 | Abbey Road • DE: Apple 1C 062-04 243 • UK: Apple PCS 7088, PCS 7070 (Stereo) • US: Apple SO 383 | DE1 Platin · (75 Wo.)DE | AT2 h (22 Wo.)AT | CH3 h (28 Wo.)CH | UK1 ×3Dreifachplatin · (142 Wo.)UK | US1 ×2Diamant + Doppelplatin · (496 Wo.)US | Erstveröffentlichung: 26. September 1969 Neuauflage: 20. Oktober 1987 (CD) Neuauflage: 9. September 2009 (Remaster) Neuauflage: 27. September 2019 (Remix) Verkäufe: + 30.000.000 | Titelliste 1. Come Together 2. Something 3. Maxwell’s Silver Hammer 4. Oh! Darling 5. Octopus’s Garden 6. I Want You (She’s So Heavy) 7. Here Comes the Sun 8. Because 9. You Never Give Me Your Money 10. Sun King 11. Mean Mr. Mustard 12. Polythene Pam 13. She Came in Through the Bathroom Window 14. Golden Slumbers 15. Carry That Weight 16. The End 17. Her Majesty |
| 1970 | Let It Be • DE: Apple 1C 062-04 433 • UK: Apple PCS 7096 • US: Apple AR 34001 | DE3 (34 Wo.)DE | AT3 c (10 Wo.)AT | CH3 c (10 Wo.)CH | UK1 Platin · (… Wo.)UK | US1 ×4Vierfachplatin · (… Wo.)US | Erstveröffentlichung: 8. Mai 1970 Neuauflage: 20. Oktober 1987 (CD) Neuauflage: 9. September 2009 (Remaster) Neuauflage: 15. Oktober 2021 (Remix) Verkäufe: + 5.045.000           | Titelliste 1. Two of Us 2. Dig a Pony 3. Across the Universe 4. I Me Mine 5. Dig It 6. Let It Be 7. Maggie Mae 8. I’ve Got a Feeling 9. One After 909 10. The Long and Winding Road 11. For You Blue 12. Get Back |

grau schraffiert: keine Chartdaten aus diesem Jahr verfügbar

### Der Kernkatalog
Der sogenannte „Kernkatalog“ der Beatles besteht aus den zwölf Studioalben der Band und der Doppel-EP Magical Mystery Tour in einer für den US-amerikanischen Markt erweiterten LP-Fassung. Diese Zusammenstellung enthält einen Großteil, aber nicht alle Lieder der Beatles. Es fehlen unter anderem Songs, die in Großbritannien auf dem Kompilationsalbum A Collection of Beatles Oldies veröffentlicht wurden, darunter etwa die Erfolgssingles She Loves You, I Want to Hold Your Hand, I Feel Fine und Paperback Writer. Ergänzt man den Kernkatalog um die Past-Masters-Kompilationen, wird die komplette Studioarbeit der Fab Four abgedeckt, die bis zur Auflösung der Band veröffentlicht wurde – insgesamt 226 Songs. Davon sind allerdings auf dem Album Yellow Submarine die sieben auf Seite 2 von George Martin komponierten beziehungsweise arrangierten Filmmusiktitel sowie die Songs Yellow Submarine und All You Need Is Love abzuziehen, da bereits auf früheren Alben enthalten. Außerdem gibt es von Love Me Do, Across the Universe, Get Back und Let It Be zwei unterschiedliche Versionen, sodass sich eine Zahl von 213 verschiedenen Beatles-Songs ergibt, davon 188 Eigenkompositionen – einschließlich deutschsprachiger Aufnahmen von She Loves You und I Want to Hold Your Hand – sowie 25 Coverversionen. Mit der Anthology-Reihe und den beiden Doppel-Alben Live at the BBC und On Air – Live at the BBC erschienen weitere Lieder.

### Vor Parlophone
Die britische Musikzeitschrift Mersey Beat berichtete in ihrer Ausgabe vom 20. Juli 1961, dass die Beatles einen Plattenvertrag mit Polydor Records in Hamburg geschlossen hatten. Mark Lewisohn zufolge sei Vertragsbeginn der 1. Juli 1961 gewesen, obwohl am 22. Juni 1961 die erste Studiosession für Polydor stattfand. Tatsächlich wurde der Vertrag am 1. Juli 1961 zwischen den Beatles und der Bert Kaempfert Produktion geschlossen und war bis zum 30. Juni 1962 gültig. Vor dem 1. Juli 1961 wurden die vier Beatles, John Lennon, Paul McCartney, George Harrison und Pete Best, lediglich von der Schallplattengesellschaft Deutsche Grammophon als Studiomusiker entlohnt.
Am 22. und 23. Juni 1961 waren auf der Bühne der Aula des Friedrich-Ebert-Gymnasiums in Hamburg-Harburg – einer als Konzerthalle dienenden Aula und kein Tonstudio – von Tony Sheridan & The Beat Brothers unter Produktionsregie von Bert Kaempfert Aufnahmen von insgesamt acht Titeln geplant, wovon als Single My Bonnie / The Saints (Polydor NH 24673) ausgewählt wurde. Sie erschien in Deutschland am 23. Oktober 1961, in Großbritannien am 5. Januar 1962 (dort Polydor NH 66 833). Von acht Aufnahmen waren die Beat Brothers bei sechs die Begleitband von Tony Sheridan, lediglich bei Cry for a Shadow (Instrumental) und Ain’t She Sweet erscheint Sheridan nicht auf der Besetzungsliste.
Folgende Lieder wurden mit einem tragbaren Zweispur-Tonbandgerät aufgenommen, die Produktionsleitung übernahm Bert Kaempfert, Toningenieur war Karl Hinze:
05 My Bonnie (Ansage in Deutsch),
06 My Bonnie (My Bonnie Lies Over the Ocean),
07 The Saints (When the Saints Go Marching In),
08 Why (Can’t You Love Again),
09 Cry for a Shadow,
10 Nobody’s Child.
11 Ain’t She Sweet,
12 Take Out Some Insurance on Me.
Von der Single My Bonnie/The Saints wurden rund 20.000 Exemplare in Deutschland verkauft.
Am 21. Dezember 1961 nahm Tony Sheridan für sein Album My Bonnie zehn weitere Lieder ohne die Beatles auf. Am 24. Mai 1962 entstanden die Musikspuren zu Sweet Georgia Brown und Swanee River mit Roy Young (Klavier), die am 7. Juni 1962 durch Tony Sheridan besungen wurden. Während Sweet Georgia Brown auf der Sheridan-EP Ya Ya (Katalognummer EPH 21 485) enthalten ist, die im Oktober 1962 in Deutschland erschien, ist Swanee River nicht mehr archiviert und bisher unauffindbar. Das Masterband für das am 21. Dezember 1961 aufgenommene Album My Bonnie (Polydor 237 112) wurde am 26. März 1962 fertiggestellt. Da die LP im April 1962 veröffentlicht wurde, kann das hierauf enthaltene Swanee River nicht die am 24. Mai 1962 aufgenommene Version sein.
Im April 1964 wurden die acht Polydor-Aufnahmen der Beatles auf dem Album The Beatles’ First veröffentlicht.

### Veröffentlichungen in Großbritannien

#### 1962
Am 4. Juni 1962 erhielten die Beatles ihren Vertrag bei Parlophone und nahmen am 4. September desselben Jahres ihre erste Single auf. Ungewöhnlich für die damalige Zeit war, dass die erste Veröffentlichung einer unbekannten Gruppe zwei Eigenkompositionen enthielt. Love Me Do und P.S. I Love You stammten beide von Lennon/McCartney. Die Single, die am 5. Oktober 1962 erschien, erreichte zwar nicht die obersten Plätze der Hitparade – und es heißt, Brian Epstein habe eine große Menge selbst erworben, um der Schallplatte zum Erfolg zu verhelfen; sie verkaufte sich aber gut genug, um eine zweite Single mit den Beatles auf den Markt zu bringen.

#### 1963
George Martin hatte für die zweite Single das von Mitch Murray komponierte Lied How Do You Do It ausgewählt, von dem auch eine Aufnahme entstand, aber die Beatles waren der Auffassung, es entspräche nicht ihrem Stil und wollten deshalb wieder eigenes Material aufnehmen. Die Beatles schlugen das von Lennon geschriebene Please Please Me vor und nachdem es überarbeitet worden war, wurde es die A-Seite der zweiten Single, die am 11. Januar 1963 auf den Markt kam. Die B-Seite Ask Me Why stammte ebenfalls von Lennon und McCartney. Die Platte verkaufte sich mehr als 300.000 Mal in Großbritannien, kam in den Hitparaden auf die obersten Plätze und wurde mit einer Silbernen Schallplatte ausgezeichnet.
Am 22. März 1963 erschien das Debütalbum, das nach der erfolgreichen Single den Namen Please Please Me erhielt. Das Album stieg am 27. März 1963 auf Platz 9 in die britische Albumhitparade ein und erreichte am 8. Mai 1963 den ersten Platz, wo es sich 29 Wochen halten konnte. Es wurden mehr als 500.000 Exemplare des Albums verkauft.
Die dritte Single der Gruppe erschien am 11. April 1963. From Me to You (B-Seite: Thank You Girl) erreichte Platz 1 der Hitparade und wurde mehr als 250.000 Mal verkauft.
Am 12. Juli 1963 erschien die erste EP der Beatles. Die Platte trug den Titel Twist and Shout und enthielt vier Stücke, die alle vom Album Please Please Me stammten. Die EP verkaufte sich so gut, dass sie es bis auf den vierten Platz der Single-Hitparade schaffte.
Am 23. August 1963 wurde die vierte Single She Loves You (B-Seite: I’ll Get You) veröffentlicht. Für die Single lagen Vorbestellungen in Höhe von 500.000 Exemplaren vor und She Loves You erreichte am 4. September Platz 1 der Hitparade. Bis zum Ende des Jahres 1963 waren 1,3 Millionen Singles verkauft worden. Damit war She Loves You die erfolgreichste Veröffentlichung des Jahres 1963.
Die zweite EP der Beatles kam am 6. September 1963 auf den Markt. The Beatles’ Hits enthielt die drei A-Seiten ihrer ersten Singles und die B-Seite der dritten Single.
Im November 1963 wurden drei weitere Schallplatten der Beatles veröffentlicht. Den Anfang machte The Beatles (No. 1), die dritte EP, die am 1. November erschien. Sie enthielt vier Stücke des Albums Please Please Me. Am 22. November 1963 kam With the Beatles, das zweite Album der Beatles, auf den Markt. Am 27. November stieg das Album auf Platz 1 in die britische Albumhitparade ein, wobei es Please Please Me ablöste. Am 29. November 1963 erschien I Want to Hold Your Hand (B-Seite: This Boy), die fünfte Single der Gruppe. Für diese Single gab es kurz vor ihrer Veröffentlichung mehr als 940.000 Vorbestellungen. Sie stieg auf Platz 1 in die Hitparade ein und hielt die Spitzenposition für sechs Wochen.

#### 1964
Am 7. Februar erschien die vierte EP mit dem Titel All My Loving. Sie enthielt je zwei Stücke der Alben Please Please Me und With the Beatles. Das erste neue Material fand sich auf der sechsten Single Can’t Buy Me Love (B-Seite: You Can’t Do That) vom 20. März 1964. Die enorme Popularität der Beatles spiegelte sich in der bis dato nie erreichten Zahl von einer Million Vorbestellungen allein in Großbritannien für diese Single wider, die wie ihre Vorgängerin sofort den ersten Platz der Single-Hitparade einnahm, wo sie vier Wochen lang verblieb. Long Tall Sally, die fünfte EP der Beatles, erschien am 19. Juni 1964. Im Gegensatz zu den anderen EPs der Gruppe enthielt sie bislang unveröffentlichtes Material. Enthalten waren Coverversionen der Rock-’n’-Roll-Stücke Long Tall Sally, Slow Down und Matchbox sowie die Eigenkomposition I Call Your Name. Die EP kam bis auf den ersten Platz der EP-Hitparade, wo sie sich sieben Wochen halten konnte. Knapp einen Monat später, am 10. Juli, erschien die siebte Single mit dem Titelstück zum ersten Spielfilm der Beatles. A Hard Day’s Night (B-Seite: Things We Said Today) tat es ihren beiden Vorgängerinnen gleich und übernahm sofort den Spitzenplatz der Hitparade. Am 10. Juli kam das Album A Hard Day’s Night auf den Markt. Seite 1 enthielt Stücke, die im Spielfilm zu sehen gewesen waren. In kurzem Abstand veröffentlichte die EMI zwei EPs, die auf Titel des Albums zurückgriff. Anfang November erschien Extracts from the Film A Hard Day’s Night, die dem Namen entsprechend vier Lieder des Films von Seite 1 des Albums enthielt. Später erschien Extracts from the Album A Hard Day’s Night mit vier Liedern von Seite 2. Die intensive Vermarktung desselben Materials war weitaus weniger erfolgreich, als bei den vorigen EPs. Beide EPs kamen nicht in die Top-30 der Singles-Charts.
Die achte Single erschien am 27. November 1964. I Feel Fine (B-Seite: She’s a Woman) knüpfte an die Erfolge der vorherigen Singles an und kam auf Platz 1. Bis zum Dezember waren eine Million Exemplare verkauft worden, womit die Beatles fünf Singles in Folge mehr als eine Million Mal in Großbritannien verkaufen konnten. In den USA waren 1964 60 Prozent aller verkauften Singles Beatles-Produktionen.
Rechtzeitig zum Weihnachtsgeschäft brachte die EMI am 4. Dezember 1964 das vierte Album der Beatles auf den Markt. Beatles for Sale übernahm sofort den ersten Platz der Album-Hitparade – den bis dahin A Hard Day’s Night besetzt hatte.

#### 1965
Am 6. April 1965 kam die EP Beatles for Sale auf den Markt. Sie enthielt vier Stücke, die bereits 1964 auf dem gleichnamigen Album erschienen waren. Am 9. April 1965 folgte mit Ticket to Ride (B-Seite: Yes It Is) die erste Single des Jahres. Sie erreichte – wie ihre vier Vorgänger – sofort Platz 1 der britischen Hitparade und hielt diese Position für fünf Wochen. Am 4. Juni 1965 griff man wieder ins Archiv und stellte die EP Beatles for Sale (No. 2) zusammen, für die man erneut auf Stücke des Albums aus dem Jahr zuvor zurückgriff.
Knapp eine Woche vor der Premiere des zweiten Spielfilms wurde am 23. Juli 1965 das Titelstück Help! (B-Seite: I’m Down) als Single veröffentlicht. Erneut erreichte eine Beatles-Single direkt den obersten Platz der britischen Hitparade. Für die Single hatten Vorbestellungen in Höhe von 300.000 Exemplaren vorgelegen. In der ersten Woche nach Veröffentlichung wurden eine halbe Million Tonträger verkauft. Am 6. August 1965 erschien das Album zum Spielfilm. Help! platzierte sich umgehend auf dem ersten Platz der britischen Album-Hitparade.
Parlophone brachte am 3. Dezember 1965 gleichzeitig die dritte Single und das zweite Album des Jahres auf den Markt. Day Tripper / We Can Work It Out war die erste Doppel-A-Seiten-Single der Beatles. Auch diese Single schaffte es sofort auf den Spitzenplatz der Hitparade.
Rubber Soul, das sechste Album der Beatles in Großbritannien, folgte dem Beispiel der Single und übernahm Platz 1 der Album-Hitparade, den es die nächsten zwölf Wochen behaupten konnte.
Die letzte Veröffentlichung im Jahr 1965 war die EP The Beatles’ Million Sellers, auf der sich vier Lieder befanden, von denen als Single jeweils mehr als eine Million Exemplare verkauft worden waren.

#### 1966
Fans der Beatles mussten bis zum 4. März 1966 auf die erste Veröffentlichung des Jahres der Gruppe warten. An diesem Tag kam Yesterday, die elfte EP der Beatles, auf den Markt. Diese EP beinhaltete keine neuen Aufnahmen, sondern vier Titel des Albums Help!: Yesterday, Act Naturally, You Like Me Too Much und It’s Only Love.
Die zwölfte Single der Beatles erschien am 10. Juni 1966. Auf der A-Seite befand sich die McCartney-Komposition Paperback Writer, auf der B-Seite das von Lennon stammende Rain. Die Single stieg auf Platz 2 in die Hitparade ein und erreichte am 22. Juni 1966 Platz 1.
Nicht ganz einen Monat später, am 8. Juli 1966 wurde Nowhere Man, die zwölfte Beatles-EP, veröffentlicht. Erneut fanden sich ausschließlich bekannte Stücke auf dem Tonträger, dieses Mal stammten die vier Lieder aus dem Album Rubber Soul: Nowhere Man, Drive My Car, Michelle und You Won’t See Me.
Am 5. August 1966 kamen die Beatles-Single Eleanor Rigby / Yellow Submarine sowie das siebte Studioalbum Revolver auf den Markt. Eleanor Rigby / Yellow Submarine war die 13. Single und gleichzeitig die zweite Doppel-A-Seiten-Single der Gruppe. Revolver war das erste Album mit Geoff Emerick als Toningenieur, der Norman Smith, den langjährigen Mitarbeiter von George Martin ablöste. Single und Album erreichten die ersten Plätze der Hitparaden, wobei das Album direkt auf Platz 1 einstieg und diese Position sieben Wochen lang behaupten konnte.
Rechtzeitig zum Weihnachtsgeschäft erschien am 10. Dezember 1966 die Kompilation A Collection of Beatles Oldies. Dieses Album blieb die einzige Greatest-Hits-Zusammenstellung der Beatles, die während der aktiven Zeit der Gruppe veröffentlicht wurde. Das Album brachte für die Käufer in Europa einen bis dato nur in den USA erschienenen Titel, eine Coverversion des Rock-’n’-Roll-Stücks Bad Boy von Larry Williams. A Collection of Beatles Oldies kam bis auf Platz 6 der britischen Hitparade und war damit das erste Beatles-Album, das nicht die Spitzenposition erreichte.

#### 1967
Es war das erste Jahr, in dem die Beatles sich ganz auf ihre Arbeit im Aufnahmestudio konzentrierten, da sie nach ihrer USA-Tournee im August 1966 beschlossen hatten, keine Konzerte mehr zu geben.
Am 17. Februar 1967 erschien die 14. Single der Beatles. Penny Lane / Strawberry Fields Forever war die dritte Doppel-A-Seiten-Single. Ursprünglich für das kommende Album geplant, wurden diese beiden Stücke vorab veröffentlicht. Da beide Seiten getrennt gezählt wurden, erreichte diese Beatles-Single nicht den ersten Platz der Hitparade, sondern nur Platz 2.
Das Resultat der intensiven Zeit, die sich die Beatles im Studio genommen hatten, wurde am 1. Juni 1967 veröffentlicht. Das achte Album der Beatles, Sgt. Pepper’s Lonely Hearts Club Band, war ein Meilenstein im Schaffen der Gruppe und beeinflusste zahlreiche Musiker. In Großbritannien wurden bereits in der ersten Woche 250.000 Exemplare des Albums verkauft. Es stieg sofort auf Platz eins der britischen Album-Hitparade und hielt diese Position für 22 Wochen.
Nachdem die Beatles am 25. Juni 1967 Großbritannien bei der ersten weltweit ausgestrahlten Live-Fernsehsendung „Our World“ mit dem eigens dafür komponierten Stück All You Need Is Love vertreten hatten, kam kurz darauf am 7. Juli 1967 die 15. Beatles-Single auf den Markt: All You Need Is Love mit dem Lied Baby You’re a Rich Man auf der B-Seite. Die Single erreichte direkt den ersten Platz der Hitparade.
Die Beatles erhielten am 27. August 1967 die Nachricht vom Tod ihres langjährigen Managers Brian Epstein. Dessen Tod wirkte sich in der Folgezeit insbesondere bei der mangelhaften Organisation des Filmprojekts Magical Mystery Tour aus.
Es dauerte bis zum 24. November 1967, bevor ein neuer Tonträger der Beatles veröffentlicht wurde. Die Single Hello, Goodbye (B-Seite: I Am the Walrus) stieg auf dem dritten Platz in die Hitparade ein, erreichte eine Woche später die Spitzenposition und blieb dort die nächsten sechs Wochen.
Der Soundtrack zum Film Magical Mystery Tour kam am 8. Dezember 1967 in Form einer Doppel-EP mit sechs Titeln auf den Markt. Der Grund für dieses ungewöhnliche Format war, dass nicht genügend Stücke für ein Album vorhanden waren, aber zu viele für eine einzelne EP. Die EP enthielt außerdem ein 24-seitiges Begleitheft mit Bildern und Informationen zum Film. Beste Position in der Single-Hitparade war der zweite Platz – hinter der Beatles-Single Hello, Goodbye / I Am the Walrus.

#### 1968
Dieses Jahr war stark beeinflusst vom Indienaufenthalt der Gruppe. Die Beatles waren im Februar mit ihren Frauen nach Rishikesh gereist, wo sie ihre Studien der Transzendentalen Meditation vertieften. In Indien entstanden zahlreiche neue Kompositionen, von denen die meisten später im Jahr veröffentlicht wurden.
Am 15. März 1968 erschien die Single Lady Madonna (B-Seite: The Inner Light). Die Beatles hatten die Single bereits vor ihrer Abreise nach Indien aufgenommen. Die B-Seite The Inner Light stammte von George Harrison. Es war die erste Harrison-Komposition, die auf einer Beatles-Single veröffentlicht wurde. Die Single stieg auf Platz 6 in die britische Hitparade ein und stieg dann auf den ersten Platz.
Es dauerte bis zum 26. August 1968, bevor mit der Single Hey Jude / Revolution ein weiterer Tonträger auf den Markt kam. Diese Single war die erste Beatlesveröffentlichung auf ihrem neugegründeten Apple-Label. Sieht man von der Collage Revolution 9 ab, ist Hey Jude mit einer Laufzeit von über sieben Minuten der Beatles-Titel mit der längsten Spieldauer. Die Single stieg auf dem dritten Platz in die britische Hitparade ein und übernahm dann für drei Wochen den obersten Platz.
Das zehnte Album der Gruppe wurde am 22. November 1968 veröffentlicht. Es trug den schlichten Titel The Beatles, erhielt aber schon bald wegen des weißen Covers den inoffiziellen Namen White Album (‚Weißes Album‘). Wegen der großen Anzahl neuer Kompositionen entschieden sich die Beatles für ein Doppelalbum. Das Album erreichte den ersten Platz der britischen Hitparade und hielt diese Position für neun Wochen. Es war das erste Doppelalbum, das den ersten Rang erreichte.

#### 1969
Nachdem es bereits 1968 zu Spannungen innerhalb der Gruppe gekommen war, setzte sich diese Entwicklung fort. Den Anfang des Jahres verbrachten die Beatles mit den Arbeiten an ihrem Projekt Get Back, wo die Konflikte weiter eskalierten und zum zeitweiligen Ausstieg von George Harrison führten.
Die erste Veröffentlichung des Jahres war das Album Yellow Submarine, das am 17. Januar 1969 – mit Verspätung, ursprünglich sollte es im Dezember 1968 erscheinen – auf den Markt kam. Es war der Soundtrack zum Zeichentrickfilm Yellow Submarine. Das Album enthielt lediglich vier neue Stücke der Beatles. In der Hitparade war ein dritter Platz die höchste Position.
Die Arbeiten am Projekt Get Back waren am 31. Januar 1969 vorerst beendet worden. Zwei der Stücke, die während der Aufnahmen zu diesem Projekt entstanden waren, erschienen am 11. April 1969 auf der Single Get Back (B-Seite: Don’t Let Me Down), die sich fünf Wochen auf dem ersten Platz der britischen Hitparade hielt.
Am 30. Mai 1969 folgte die zweite Beatles-Single dieses Jahres: The Ballad of John and Yoko (B-Seite: Old Brown Shoe). Das Stück auf der A-Seite stammte von Lennon, der darauf seine Hochzeit mit Yoko Ono und die folgenden Aktionen für den Frieden – wie beispielsweise Bagism – während ihrer Flitterwochen beschrieb. Auf der B-Seite fand sich erneut eine Komposition von George Harrison. Es war die erste Single der Beatles, die ausschließlich als Stereoversion veröffentlicht wurde. Die Single war für zwei Wochen auf Platz 1 der Hitparade.
Der konfliktreichen Arbeit zu Beginn des Jahres und den produktionstechnisch einfach gehaltenen Aufnahmen – die Band verzichtete fast komplett auf Overdubs und spielte die Stücke live ein –, die während des Get-Back-Projekts entstanden, folgte die letzte Zusammenarbeit der Beatles als Gruppe. Am 26. September 1969 wurde das Resultat der Bemühungen unter dem Titel Abbey Road veröffentlicht. Das Album stieg auf Platz 1 in die britische Album-Hitparade ein und hielt diese Position 18 Wochen lang.
Auf Drängen des neuen Beatles-Managers Allen Klein wurde am 31. Oktober 1969 die Single Something / Come Together veröffentlicht. Es handelte sich um eine Doppel-A-Seiten-Single, sodass sich erstmals ein Stück von George Harrison auf der A-Seite einer Beatles-Single fand. Position 4 war die beste Platzierung in der britischen Hitparade.

#### 1970
Das Material stammte mit einer Ausnahme aus den Aufnahmen, die zu Beginn des Jahres 1969 entstanden waren. Das Projekt, dessen Titel nun Let It Be lautete und ein Dokumentarfilm mit zugehörigem Soundtrack geworden war, verzögerte sich weiter. In der Zwischenzeit hatten sich die Differenzen in der Gruppe verstärkt. Am 3. und 4. Januar 1970 kamen McCartney, Harrison und Starr ein letztes Mal gemeinsam in den Abbey Road Studios zusammen, um Overdubs für den Soundtrack des Films Let It Be aufzunehmen. Noch vor der Premiere des Films verkündete Paul McCartney seinen Ausstieg aus der Gruppe und damit das faktische Ende der Beatles.
Am 6. März 1970 erschien Let It Be mit der B-Seite You Know My Name (Look Up the Number), die letzte Single der Beatles in Großbritannien. Ihre beste Hitparadenplatzierung war ein zweiter Platz.
Das letzte Album der Beatles wurde am 8. Mai 1970 veröffentlicht. Let It Be war der Soundtrack zum gleichnamigen Film. Das Album war insgesamt sechs Wochen auf Platz 1 der britischen Album-Hitparade.

### Veröffentlichungen in den Vereinigten Staaten

#### 1963
1963 wurden in den Vereinigten Staaten drei Singles der Beatles veröffentlicht. Da sich Capitol Records in den USA, nicht aber in Kanada, weigerte, Aufnahmen der Beatles zu veröffentlichen, erschienen die ersten Tonträger auf dem US-Label Vee-Jay Records.
Am 25. Februar 1963 kam mit der Single Please Please Me/Ask Me Why der erste Tonträger der Beatles auf den US-amerikanischen Markt. Die Single kam nicht in die Hitparade. Am 27. Mai 1963 veröffentlichte Vee-Jay die zweite Single. From Me to You/Thank You Girl war ebenso erfolglos wie die Vorgängerin.
Die dritte amerikanische Single war She Loves You/I’ll Get You und erschien am 16. September 1963. Diese Single wurde auf dem US-Label Swan Records veröffentlicht. Zunächst genauso erfolglos wie alle vorherigen Beatles-Veröffentlichungen in den USA, stieg die Single im Februar 1964 – nach dem Durchbruch der Gruppe in Amerika – auf Platz 1 der US-Charts.
Am 26. Dezember 1963 erschien mit I Want to Hold Your Hand/I Saw Her Standing There die erste Single der Beatles bei Capitol Records. Ursprünglich war geplant, diese Single erst am 13. Januar 1964 auf den Markt zu bringen. Nachdem I Want to Hold Your Hand von zahlreichen Radiostationen bereits seit Mitte Dezember 1963 ins Programm genommen worden war, zog man den Termin nach vorne. Die Single stieg am 18. Januar 1964 auf Platz 45 in den Billboard Charts ein. Zwei Wochen später führte I Want to Hold Your Hand die Hitparade an. Es war der Durchbruch der Beatles in den USA.

#### 1964
Unter dem Titel Introducing… The Beatles erschien am 10. Januar 1964 das erste amerikanische Album der Beatles. Die Titelzusammenstellung glich größtenteils dem britischen Debütalbum Please Please Me, mit dem Unterschied, dass die Lieder der ersten US-Single zunächst nicht auf das Album kamen. Kurz nach der Veröffentlichung leitete Capitol Records rechtliche Schritte ein, um Vee-Jay Records den Vertrieb von Beatles-Tonträgern zu untersagen. Eine leicht veränderte Fassung des Albums Introducing… The Beatles erschien etwa am 10. Februar 1964. Vee-Jay hatte nicht die erforderlichen Lizenzen für die Lieder Love Me Do und P.S. I Love erhalten und tauschte diese Stücke gegen Please Please Me und Ask Me Why aus. Introducing… The Beatles erreichte den zweiten Platz der Billboard-Albumhitparade.
Zehn Tage später nach der Veröffentlichung des Albums Introducing… The Beatles erschien das Album Meet the Beatles!. Schon am 10. April 1964 folgte das dritte Album The Beatles’ Second Album, das aus der Sicht von Capitol Records das zweite Album der Beatles war.
Vom 7. bis zum 22. Februar 1964 begaben sich die Beatles auf eine Werbetour in die USA. Am 7. Februar 1964 landeten die Beatles auf dem New Yorker Flughafen, wo 5000 Fans und 200 Journalisten sie auf dem Rollfeld empfingen. Am 9. Februar 1964 traten die Beatles mit fünf Liedern in der populären Ed Sullivan Show auf. 73,7 Millionen Zuschauer an den Fernsehgeräten verfolgten die Live-Sendung. Am 11. Februar 1964 erfolgte das erste Konzert der Beatles in den USA, im Washington Coliseum (Washington, D.C.), das zweite Konzert erfolgte in der New Yorker Carnegie Hall, gefolgt von einem weiteren Auftritt in der Ed Sullivan Show am 16. Februar, der im Deauville Hotel in Miami Beach stattfand.
Es folgte am 26. Juni 1964 noch A Hard Day’s Night, es enthält nur Musik aus dem gleichnamigen Film. Da United Artists den ersten Film der Beatles finanziert hatte, bekam die Filmgesellschaft für die USA auch das Recht den Soundtrack zu vertreiben, sodass die sieben Lieder der Seite eins des britischen Originalalbums sowie der Titel I’ll Cry Instead verwendet wurde. Es war Capitol Records erlaubt, Lieder des Albums A Hard Day’s Night auf ihren eigenen Alben zu veröffentlichen, so lange sie es nicht als Soundtrackalbum vermarkteten, so wurde am 20. Juli 1964 das Album Something New veröffentlicht. Capitol Records entschied sich kurz vor Weihnachten des Jahres 1964 mit Beatles ’65 , ein weiteres eigenständiges Album zu veröffentlichen, das im Wesentlichen auf dem britischen Album Beatles for Sale basiert.
Insgesamt erschienen in den USA im Jahr 1964 einschließlich des Dokumentationsalbums The Beatles’ Story sechs Alben der Beatles, die von Capitol Records veröffentlicht wurden. Vee-Jay Records verwertete das Album Introducing… The Beatles noch unter den Albentiteln Songs, Pictures & Stories of the Fabulous Beatles und The Beatles vs. The Four Seasons. Am 26. Februar 1964 brachte Vee-Jay noch das Album Jolly What! The Beatles & Frank Ifield on Stage auf den Markt, es enthielt vier bereits zuvor veröffentlichte Studioaufnahmen der Beatles. Die restlichen Titel waren Liveaufnahmen von Frank Ifield. Im November 1964 erschien in den USA von Vee-Jay Records zudem ein Interview-Album mit dem Titel Hear the Beatles Tell All.
Vom 19. August bis 20. September 1964 absolvierten die Beatles ihre erste große und kommerziell sehr erfolgreiche US-Tournee.
Im Jahr 1964 erreichten die Beatles mit folgenden sechs Liedern den ersten Platz der US-amerikanischen Billboard Charts: I Want to Hold Your Hand, Love Me Do, She Loves You, Can’t Buy Me Love, A Hard Day’s Night und I Feel Fine.
Bis heute unerreicht ist die musikalische Dominanz, mit der die Beatles im April 1964 die Hitlisten beherrschten: In den USA besetzten sie am 4. April die ersten fünf Plätze der Single-Charts (an der Spitze die am 16. März 1964 mit 1,7 Millionen Vorbestellungen veröffentlichte Single Can’t Buy Me Love), zudem war die Gruppe mit sieben weiteren Stücken in den US-Top 100.

#### 1965
Am 22. März 1965 erschien ein Ersatz für das Album Introducing… The Beatles, mit dem Titel The Early Beatles , da Vee-Jay Records aus rechtlichen Gründen nur bis zum 15. Oktober 1964 Beatles-Platten veröffentlichen durfte. Am 14. Juni 1965 wurde das Album Beatles VI veröffentlicht, es enthält die sechs Lieder des britischen Albums Beatles for Sale, die nicht auf dem Album Beatles ’65 erschienen sind, weiterhin enthält das Album drei Lieder des britischen Albums Help!. In den USA erschien dann am 13. August 1965 die US-amerikanische Version des Albums Help!. Im Gegensatz zur britischen Fassung enthält dieses Album nur Musik aus dem gleichnamigen Film, die sieben Lieder der ersten Seite des britischen Albums Help!, als auch die Instrumentalstücke die nicht von den Beatles oder George Martin, sondern von Ken Thorne aufgenommen wurden.
Im August gingen die Beatles in die Vereinigten Staaten wieder auf Tournee. Am 15. August 1965 spielte die Gruppe im ausverkauften New Yorker Shea Stadium vor 55.600 Zuschauern den größten Live-Auftritt ihrer Karriere. Es war das erste Mal, dass eine Popgruppe in einem offenen Stadion auftrat und die bis dahin größte zahlende Zuschauermenge bei einem Konzert. Der Lärmpegel der weiblichen Fans war während der 30-minütigen Show so hoch, dass weder die Zuschauer noch die Beatles die Musik hören konnten.
Die US-amerikanische Version von Rubber Soul erschien am 6. Dezember 1965 und enthält statt 14 nur zwölf Lieder, von denen zwei bereits auf der britischen Veröffentlichung des Albums Help! enthalten waren.
Im Jahr 1965 erreichten die Beatles mit folgenden fünf Liedern den ersten Platz der US-amerikanischen Billboard Charts: Eight Days a Week, Ticket to Ride, Help!, Yesterday sowie We Can Work It Out.

#### 1966
Im Juni 1966 wurde für den US-amerikanischen Markt das zusammengestellte Album Yesterday and Today veröffentlicht, es enthält eine Auswahl von bis dato in den USA nicht veröffentlichten oder bisher nur auf Single erhältlichen Liedern.
Am 12. August 1966 starteten die Beatles in Chicago ihre vierte US-Tournee. Die Vorkommnisse in Asien und die Tatsache, dass durch den enormen Lärmpegel während der Auftritte kaum noch Musik zu hören war, sorgten bei den Gruppenmitgliedern zunehmend für Unzufriedenheit. Neue Aufregung entstand durch die Veröffentlichung einer Bemerkung John Lennons aus einem früheren Interview, wonach die Beatles „schon jetzt populärer als Jesus“ seien. Nach nervenaufreibenden Pressekonferenzen, öffentlichen Plattenverbrennungen und Demonstrationen des Ku-Klux-Klans entschloss sich die Gruppe, nicht mehr auf Tournee zu gehen und ihre Arbeit ausschließlich ins Studio zu verlegen. Die Tournee endete am 29. August 1966 mit einem Konzert vor 25.000 Zuhörenden (Eintrittspreis damals fünf US-Dollar) im Candlestick Park von San Francisco.
Die US-amerikanische Version von Revolver enthält nur elf statt 14 Lieder, da drei Titel, auf Wunsch von Capitol Records bereits auf dem US-amerikanischen Album Yesterday and Today veröffentlicht worden waren.
Die Single Paperback Writer erreichte den ersten Platz der Charts.

#### 1967
In den USA wurde mit dem Album Sgt. Pepper’s Lonely Hearts Club Band, das im Juni 1967 veröffentlicht wurde, erstmals ein britisches Studioalbum ohne wesentliche Abweichungen übernommen.
Im November 1967 erschien in den USA  Magical Mystery Tour, da Capitol Records mit einer EP -Veröffentlichung, wie in Europa, nicht einverstanden war. Die fehlenden Titel für eine Albumveröffentlichung wurden durch fünf Lieder, die 1967 zuvor nur als Single erschienen waren, ergänzt.
Die Lieder Penny Lane, All You Need Is Love und Hello, Goodbye erreichten den ersten Platz der Charts.

#### 1968
Im November 1968 erfolgte die Veröffentlichung des Doppelalbums The Beatles.
Die Single Hey Jude platzierte sich auf Platz eins der US-amerikanischen Charts.

#### 1969
Im Januar 1969 erschien das Soundtrackalbum Yellow Submarine, das im Gegensatz zur britischen Veröffentlichung geringe Veränderungen in der Covergestaltung aufwies. Abbey Road wurde in den USA am 1. Oktober veröffentlicht.
Die beiden Lieder Get Back und Come Together erreichten die Nummer-eins-Position in den US-amerikanischen Charts.

#### 1970
Im Februar 1970 erschien das Album Hey Jude; es enthält Lieder, die bis dahin nicht auf einem in den USA veröffentlichten Album von Capitol Records erschienen waren. Am 18. Mai folgte das Album Let It Be. Es war das 14. Album der Beatles, das Platz eins der US-amerikanischen Charts erreichte, nach deren Trennung erreichten noch fünf weitere Kompilationsalben dort den ersten Platz.
Die letzten beiden Nummer-eins-Hits in den USA waren die Songs Let It Be und The Long and Winding Road, damit erreichten die Beatles zwischen 1964 und 1970 insgesamt 20-mal diese Position.

## Auszeichnungen (Auswahl)

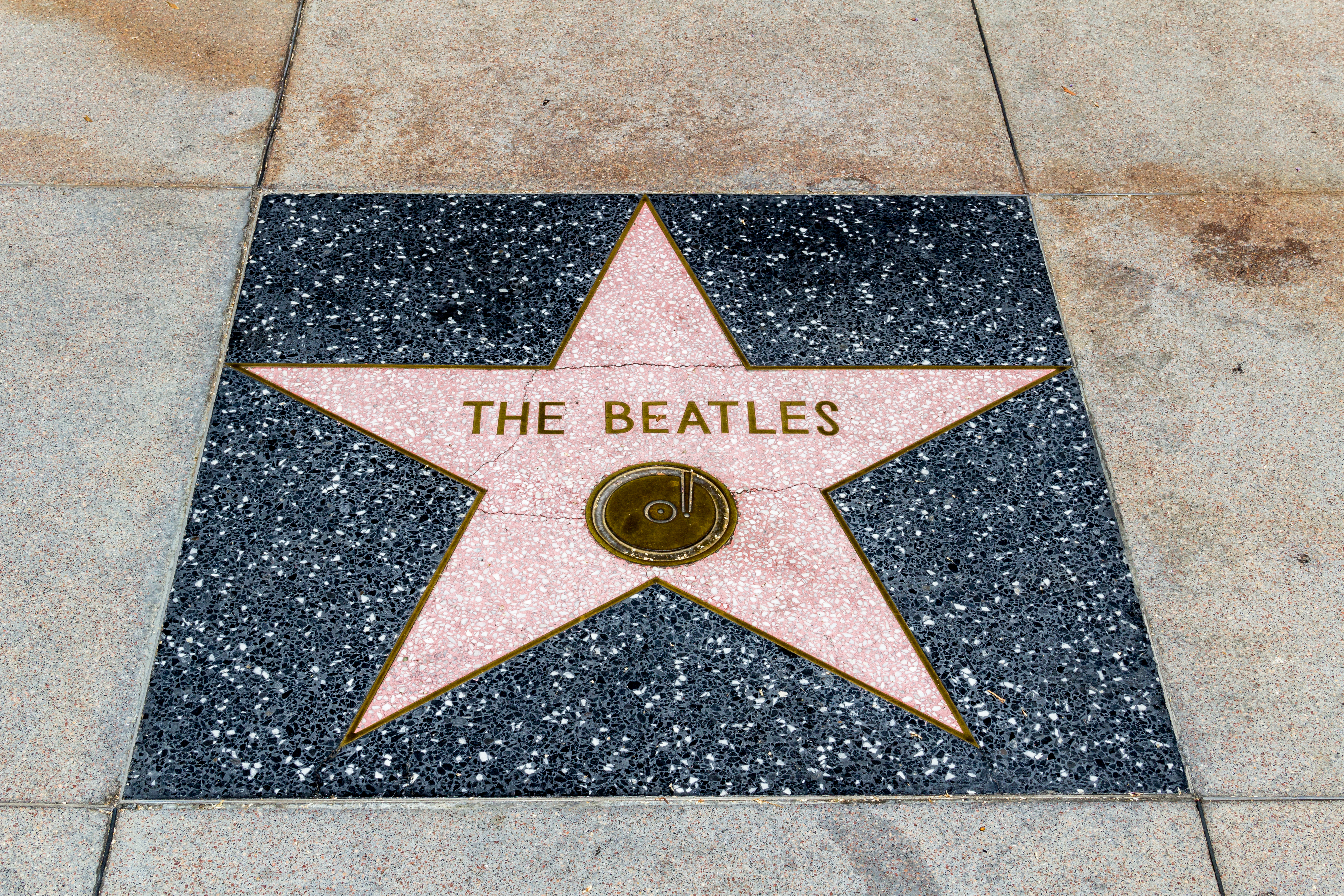
Stern der Beatles auf dem Hollywood Walk of Fame

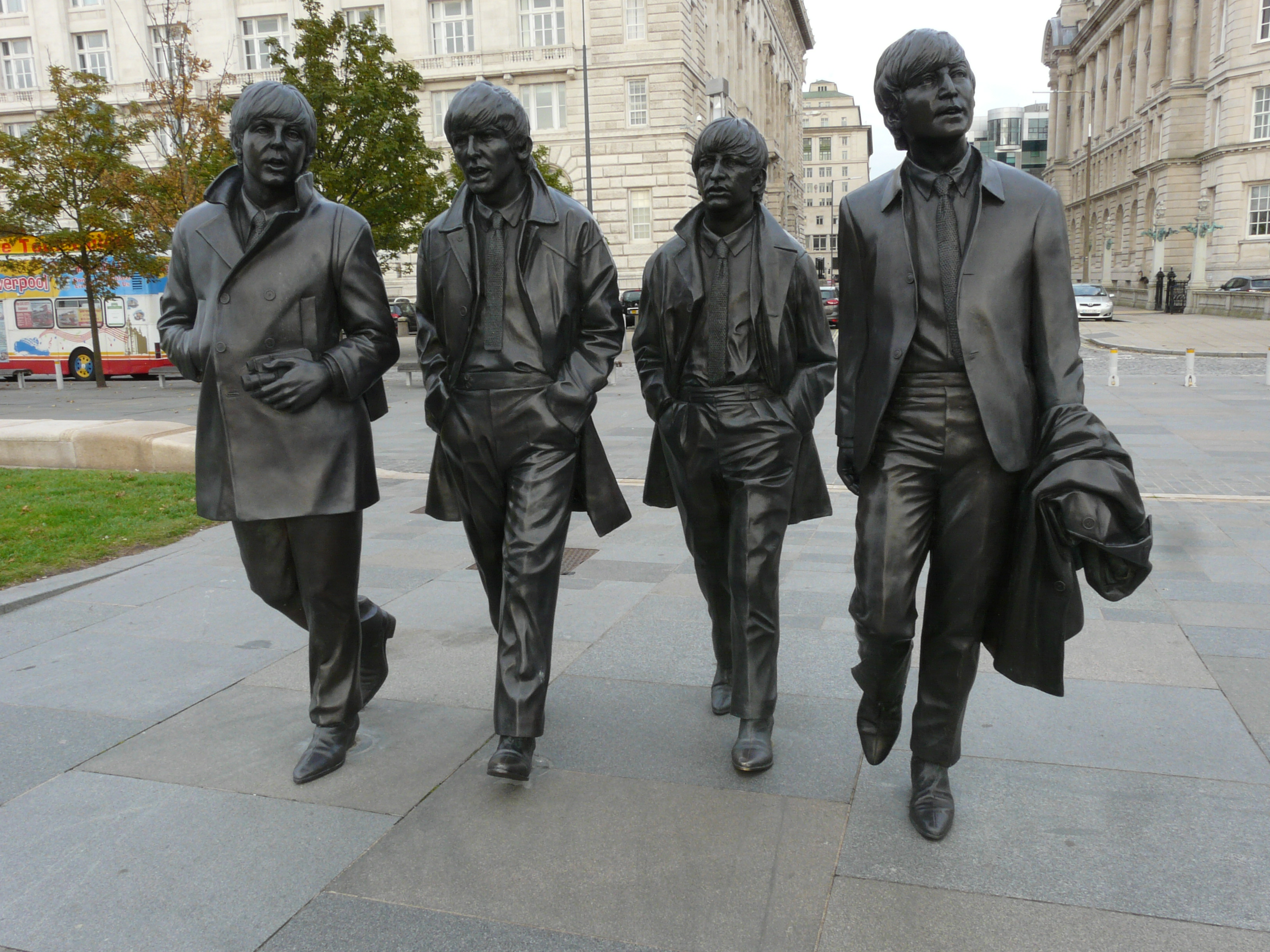
The-Beatles-Skulpturengruppe in Liverpool

- 1965: Zwei Grammy Awards (Best New Artist und A Hard Day’s Night)
- 1965: Silberner Bravo Otto
- 1966: Goldener Bravo Otto
- 1967: Zwei Grammy Awards (Michelle, Revolver)
- 1967: Silberner Bravo Otto
- 1968: Vier Grammy Awards (Sgt. Pepper’s Lonely Hearts Club Band)
- 1968: Silberner Bravo Otto
- 1969: Silberner Bravo Otto
- 1970: Goldener Bravo Otto
- 1971: Oscar für den Film Let It Be in der Kategorie Beste Filmmusik (Original Song Score)
- 1996: Grammy Award (Best Music Video: The Beatles Anthology)
- 1997: Zwei Grammy Awards (Free as a Bird)
- 2008: Zwei Grammy Awards (unter anderem als Best Surround Sound Album: Love)
- 2011: Grammy Award (Best Historical Album: The Beatles Stereo Box Set)

## Filme
- 1964: Richard Lester (Regie): A Hard Day’s Night (deutscher Titel: Yeah! Yeah! Yeah!, Uraufführung in London am 6. Juli)
- 1965: R. Lester: Help! (deutscher Titel: Hi-Hi-Hilfe!, erster Farbefilm mit der Band)
- 1967: Bernard Knowles (Regie): Magical Mystery Tour (tv-Film mit begleitender Doppel-LP)
- 1968: George Dunning: Yellow Submarine. (Zeichentrickfilm)
- 1970: Michael Lindsay-Hogg: Let It Be (Dokumentarfilm über die Proben für ein neues Album)

United Artists war für den Kinovertrieb dieser Filme zuständig. Der Vertrieb des Soundtracks des Filmes A Hard Day’s Night erfolgte in den USA und Kanada exklusiv durch dessen Tochterunternehmen United Artists Records und unterschied sich in der Titelliste deutlich von der britischen Version.
- Ron Howard (Regie): The Beatles: Eight Days a Week – Die Tournee-Jahre 1962–1966. 2016, chronologisch aufgebauter Dokumentarfilm, 106 min, Großbritannien und USA[205]

## Videospiele
- The Beatles: Rock Band

### Bücher mit Songtexten
- Alan Aldridge: The Beatles Illustrated Lyrics. Black Dog & Leventhal/Workman (1999) ISBN 1-57912-058-X (Band 1: 1969; Band 2: 1971)
  - deutsche Übersetzungen: The Beatles Songbook. Band 1: Übersetzung: Peter Zentner, dtv, München 1999, ISBN 978-3-423-20276-3; Band 2: Übersetzung: Lutz-Werner Wolff, dtv, München 1982, ISBN 978-3-423-01746-6.
- Frank Behnke (Hrsg.): Das große Klaus Beyer-Beatles-Buch. Der Narr auf den Höhen. Martin Schmitz Verlag, Berlin 1995, ISBN 978-3-927795-24-2.
- Paul McCartney: Lyrics. 1956 bis heute. Hrsg. mit einer Einleitung von Paul Muldoon. Aus dem Englischen übersetzt von Conny Lösche. C. H. Beck, München 2021, ISBN 978-3-406-77650-2.

### Sachbücher
- Paul McCartney: Lyrics. 1956 bis heute. Hrsg. mit einer Einleitung von Paul Muldoon. Aus dem Englischen übersetzt von Conny Lösche. C. H. Beck, München 2021, ISBN 978-3-406-77650-2, insbesondere S. XXVIII, XXX, 3–4, 6–8, 12–13, 28, 35, 43, 45, 89, 105, 109–110, 121, 160, 175–176, 185–186, 193–195, 211, 224, 229, 244–245, 269–270, 299, 3000–301, 333, 359–360, 413–414, 443–444, 546–547, 569–572, 579, 618, 651–652, 681, 695, 703, 721–722, 783 und 847.
- Brian Roylance, Nicky Page, Derek Taylor: The Beatles Anthology (Chronicle Books, San Francisco 2000). Ullstein, München 2000, ISBN 3-550-07132-9.
- Andy Babiuk: Der Beatles Sound. PPV, Presse-Project-Verlag, Bergkirchen 2002, ISBN 3-932275-36-5.
- Rainer Bratfisch: Das Beatles Lexikon. Schwarzkopf & Schwarzkopf, Berlin 2007, ISBN 978-3-89602-701-6.
- Michael Baur, Steve Baur (Hrsg.): Die Beatles und die Philosophie – Klüger werden mit der besten Band aller Zeiten. Klett-Cotta, Stuttgart 2010, ISBN 978-3-608-50402-6.
- Rolf Berger: Die Kompositionsstile von John Lennon und Paul McCartney. epOs Music, Osnabrück 2006, ISBN 3-923486-81-2.
- Hunter Davies: A Hard Day’s Night – The Beatles. Die einzige autorisierte Biographie. Update 2002. ISBN 3-85445-089-3.
- Carsten Dürkob: „Words are flying out …“. Die Textgeschichte der Beatles. In: The Sixties. Band 1). Igel, Hamburg 2012, ISBN 978-3-86815-554-9.
- Geoff Emerick, Howard Massey: Here, There and Everywhere: My Life Recording the Music of the Beatles. ISBN 1-59240-179-1.
- George Harrison: I, Me, Mine. Genesis Publications, ISBN 0-7538-1734-9.
- Mark Hertsgaard: A Day In The Life: The Music and Artistry of the Beatles. ISBN 0-333-62824-1.
- Tim Hill: The Beatles – Die Geschichte der vier Jungs, die die Welt veränderten. Transatlantik Press, 2007, ISBN 978-3-89736-339-7.
- Thorsten Knublauch, Axel Korinth: Komm, Gib Mir Deine Hand. Die Beatles in Deutschland 1960–1970. Books on Demand, Norderstedt 2008, ISBN 978-3-8334-8530-5.
- Allan Kozinn: The Beatles. Phaidon, London 1995, ISBN 0-7148-3203-0 (Neuauflage: The Beatles. From the Cavern to the Rooftop. Phaidon, Berlin 2010, ISBN 978-0-7148-5946-0).
- Spencer Leigh: Die Beatles in Hamburg. Der Beginn einer Ära. Edel, ISBN 978-3-8419-0076-0.
- George Martin: Summer of Love. Wie Sgt. Pepper entstand. Henschel, Berlin 1997, ISBN 3-89487-271-3.
- Ian MacDonald: Revolution in the Head. The Beatles Records and the Sixties. 2005, ISBN 1-84413-828-3.
- Rainer Moers, Claus-Dieter Meier, Matthias Bühring, Franz Budéus: Die Beatles, Geschichte und Chronologie. Hamburg 2000, ISBN 3-88619-698-4.
- Mark Lewisohn: The Beatles: All These Years, Volume One – Tune In. 2013, ISBN 978-0-316-72960-4.
- Mark Lewisohn: The Complete Beatles Recording Sessions: The Official Story of the Abbey Road Years. 2006, ISBN 0-600-61207-4.
- Mark Lewisohn: The Complete Beatles Chronicle. 2006, ISBN 0-600-61001-2.
- Hans Rombeck, Wolfgang Neumann: Die Beatles: Ihre Karriere, ihre Musik, ihre Erfolge. Mit kompletter Diskographie. Gustav Lübbe, Bergisch Gladbach 1977, ISBN 3-404-00588-0.
- Thorsten Schmidt, Thomas Rehwagen: Mach Schau! Die Beatles in Hamburg. Kultur Buch Bremen, Bremen 1996, ISBN 3-926207-12-4.
- Steve Turner: A Hard Day’s Write. The Beatles. Die Geschichte zu jedem Song. Rockbuch, Schlüchtern 2002, ISBN 3-927638-10-2.
- Klaus Voormann: Warum spielst du Imagine nicht auf dem weißen Klavier, John? Heyne, München 2003, ISBN 3-453-87313-0.

Comics
- The Beatles – Der Comic. Michels Mabel & Gaet’s. Mit einem Nachwort von Walter Famler. Bahoe Books, Wien 2020, ISBN 978-3-903290-30-3.

## Zeitschrift
- Journal of Beatles Studies, Liverpool University Press, 2022ff, ISSN (print): 2754-7019; ISSN (online): 2754-7019 (https://www.liverpooluniversitypress.co.uk/journal/jbs).